# Église Sainte-Marie-Madeleine de Domont
L'église Sainte-Marie-Madeleine est une église catholique paroissiale située à Domont, en France. Sa construction est sans doute enclenchée par la création de la paroisse de Domont en 1142, et elle peut être située au milieu du XIIe siècle. De dimensions modestes, son élévation sur trois niveaux avec un étage de galeries et son plan sont toutefois ambitieux, ce qui fait en partie l'intérêt de l'édifice. Il est de style gothique primitif, mais son déambulatoire est encore résolument roman, comme l'indique notamment son voûtement d'arêtes. Dans tout le nord de l'Île-de-France, son abside en hémicycle à déambulatoire semble être la plus ancienne, et Domont est en même temps l'une des rares églises de la région à posséder un déambulatoire mais pas de chapelles rayonnantes. Domont ayant été le siège d'un prieuré dépendant du prieuré clunisien Saint-Martin-des-Champs de Paris, de 1108 à 1790, il est probable que le chœur de l'église Saint-Martin-des-Champs ait inspiré celui de Domont. Ce chœur n'est pas seulement réputé pour ses qualités artistiques et l'harmonie de son architecture, mais également pour une innovation qui y apparaît pour la première fois dans la région. Ce sont les arcs-boutants de l'abside, encore peu prononcés, et recopiés directement sur ceux de la cathédrale de Sens. Après son achèvement, l'église de Domont n'a connu que des remaniements modérés, mais son délabrement rapide à partir du milieu du XVIIIe siècle conduit à sa fermeture au culte en 1785, et elle faillit être entièrement démolie pour être remplacée par un nouvel édifice. Seule la pénurie d'argent dans la période post-révolutionnaire empêche la réalisation de ce projet, mais également une restauration et reconstruction rapide. L'essentiel des travaux n'est entrepris qu'entre 1844 et 1857, et il faut attendre la restauration complète de 2002-2004 pour que l'église retrouve enfin toute sa splendeur du XIIe siècle. Son chœur et sa croisée du transept ont été classés monument historique par arrêté du 22 juillet 1913.

## Localisation
L'église est située en France, en région Île-de-France et dans le département du Val-d'Oise, sur la commune de Domont, dans la ville haute, place de l'Église. Le chevet donne sur la rue de la Mairie, la façade septentrionale sur la place, qui jouxte le parc de la Mairie et fait face à la mairie située en contrebas, et la façade occidentale donne sur la rue de l'Église. L'élévation méridionale donne presque immédiatement sur des propriétés privées et est moins bien visible depuis le domaine public.

## Historique

### Histoire de la paroisse et du prieuré
Une chapelle dédiée à Notre-Dame semble exister sur la butte dominant le pays de France bien avant le début du XIIe siècle. Le village de Domont n'existe pas encore, il n'y a qu'un hameau en lisière de la forêt de Montmorency. En 1108, le seigneur des lieux, Radulphe le Bel, et sa femme Lisvia donnent l'église de Domont au prieuré Saint-Martin-des-Champs de Paris. Il s'agit sans doute d'une restitution d'un ancien bien de l'église à une institution ecclésiastique, s'inscrivant dans un mouvement généralisé motivé par la réforme grégorienne. En même temps, la famille Le Bel fait de l'église son lieu de mémoire, c'est-à-dire de sépulture, tout en s'assurant des prières des moines pour le salut de ses âmes. Le choix du lieu est peut-être un moyen de renforcer ses liens avec ce territoire, qui était anciennement une possession des barons de Montmorency. D'autre part, la famille Le Bel n'est sans doute pas assez riche pour fonder une collégiale, comme l'ont fait les Montmorency avec la collégiale Saint-Martin de Montmorency, ou les comtes de Beaumont avec la collégiale Saint-Côme de Luzarches. À la suite de la donation, le prieur décide de fonder un prieuré à Domont. L'église prend en même temps le vocable de sainte Marie-Madeleine. Le prieuré ne semble jamais avoir dépassé le nombre de sept moines, mais il est néanmoins généreusement doté de revenus grâce à d'autres donations de la famille Le Bel, qui sont également seigneurs de Villiers-le-Bel. Si les donations d'une église et les fondations d'un prieuré sont souvent des moments décisifs pour la construction d'une nouvelle église, ou au moins pour l'achèvement de travaux déjà en cours, l'analyse archéologique de l'église ne permet guère d'avancer une date de construction avant 1150. Si Patricia Duchesne et Jean-Marie Humeau évoquent un début de construction en 1105, ils se basent uniquement sur une plaque commémorative récente dans l'église, tout en admettant qu'aucun document antérieur à 1108 n'en fait mention. En 1119, le nom de Domont figure deux fois quand le pape Calixte II confirme les possessions du prieuré Saint-Martin-des-Champs, et il paraît deux autres fois en 1136 et 1143 dans des actes d'Innocent II. La présence du prieuré déclenche une expansion du hameau, qui se transforme progressivement en village. Comme conséquence de cet essor, la paroisse de Domont est fondée en 1142, ce que Mathieu Lours semble ignorer quand il évoque son origine « très ancienne ». Du temps de l'existence du prieuré, elle partage toujours l'église avec ce dernier, ce qui n'a rien d'inhabituel, seules les abbayes ayant généralement l'usage exclusif de leur église. C'est vraisemblablement la fondation de la paroisse qui donne lieu à la construction d'une nouvelle église. La cure est à la nomination de l'évêque de Paris sur présentation du prieur de Saint-Martin-des-Champs,.

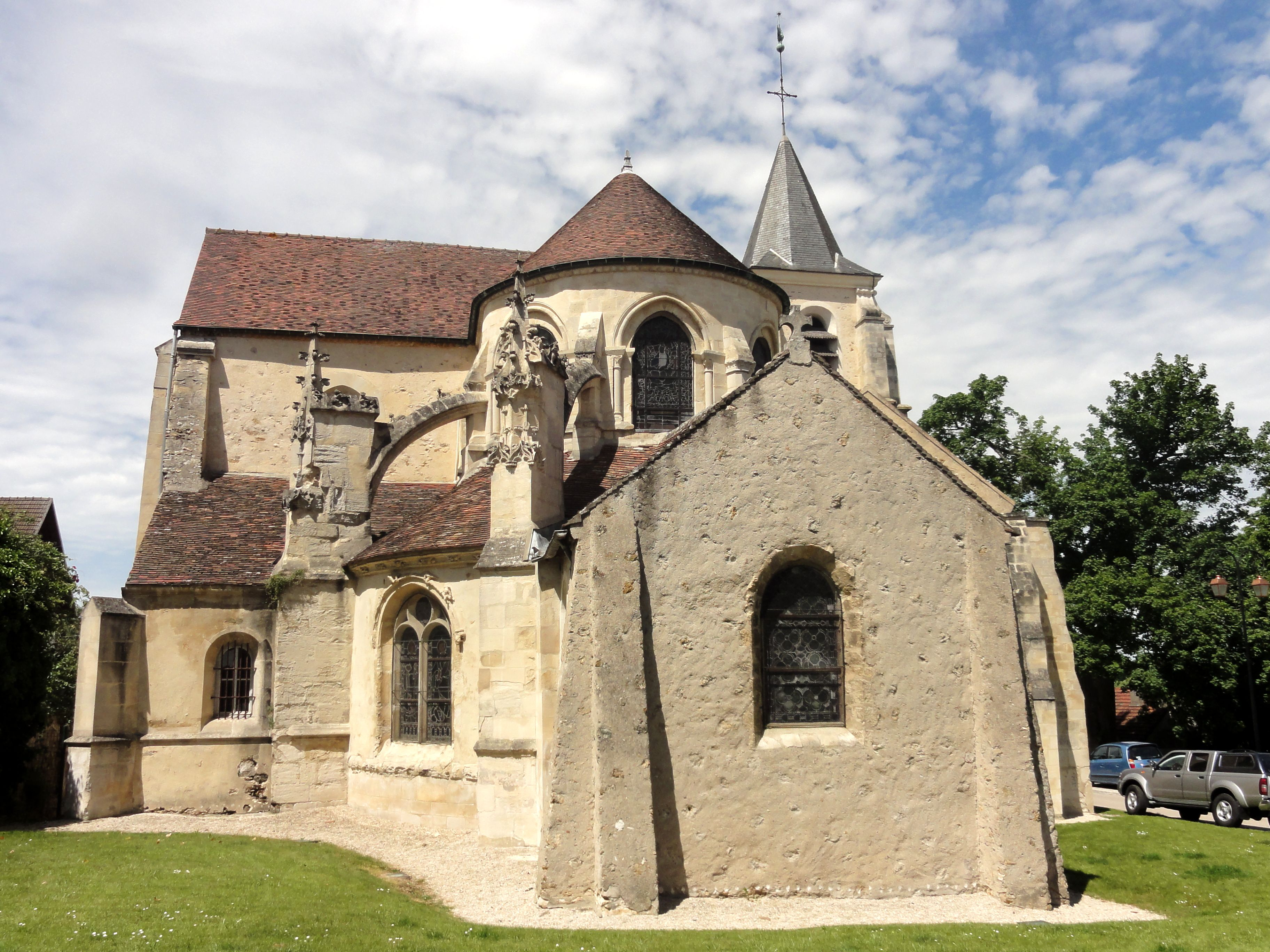
Le chevet des années 1150.

La nouvelle paroisse fait partie du doyenné de Gonesse, et plus tard elle est affiliée au doyenné de Sarcelles, puis au doyenné de Montmorency à laquelle elle appartient du XVIIIe siècle. L'influence du prieuré sur la vie du village devient moins prépondérante avec la mesure que ce dernier se développe et gagne de l'importance. Les habitants vivent essentiellement de l'exploitation des richesses de la forêt, et beaucoup exercent le métier de bûcheron ; la viticulture occupe également un rôle important. La stabilité du prieuré clunisien est à souligner : il conserve ses possessions à Domont au fil des siècles, dont notamment des parcelles de forêt, et surtout, il ne passe jamais entre les mains d'un autre ordre religieux et ne change pas d'abbaye-mère. Au moins un moine du prieuré accède à des fonctions importantes : il s'agit de Germain Vialart, prieur de Domont, trésorier de la Sainte-Chapelle et conseiller au Parlement de Paris, mort en 1574 et inhumé en la cathédrale Notre-Dame de Paris. — La seigneurie passe quant à elle à la famille de Villiers au XIIIe siècle au plus tard. — Dans l'église, les fonctions d'église prieurale et paroissiale sont strictement séparées. Les sept moines du prieuré occupent l'essentiel de l'espace intérieur pour eux. Leurs stalles sont installées dans la croisée du transept, séparée de la nef par un jubé ou au moins un chancel. Le maître-autel au fond du chœur, dédié à Notre-Dame, est réservé aux célébrations des moines. L'autel paroissial est celui du croisillon nord, dédiée à sainte Marie-Madeleine. L'on peut imaginer facilement que les paroissiens, installés dans la nef n'ont aucune visibilité vers leur autel : pour y remédier, le bas-côté nord est élargie au XVIe siècle. Il semble représenter en même temps la chapelle Saint-Nicolas, mentionnée en 1626. Quant au croisillon sud, il sert de chapelle seigneuriale et est dédiée à Saint-Jacques. Pour le bon fonctionnement de la cohabitation entre paroissiens et bénédictins, le respect scrupuleux de l'horaire des messes est primordial, mais des différends entre les deux communautés éclatent à plusieurs reprises. Dans le même sens, l'impossibilité de trouver un accord sur le financement mutuel des travaux de réparation de l'église fige la situation au XVIIIe siècle, et l'église se délabre rapidement à partir du milieu du siècle. Le prieuré est dissous en 1790 à l'instar de toutes les communautés religieuses, et seule responsable, la paroisse semble mieux à même de trouver une solution, mais la suppression du culte sous la Terreur met fin à ces réflexions,,.

### La construction de l'église

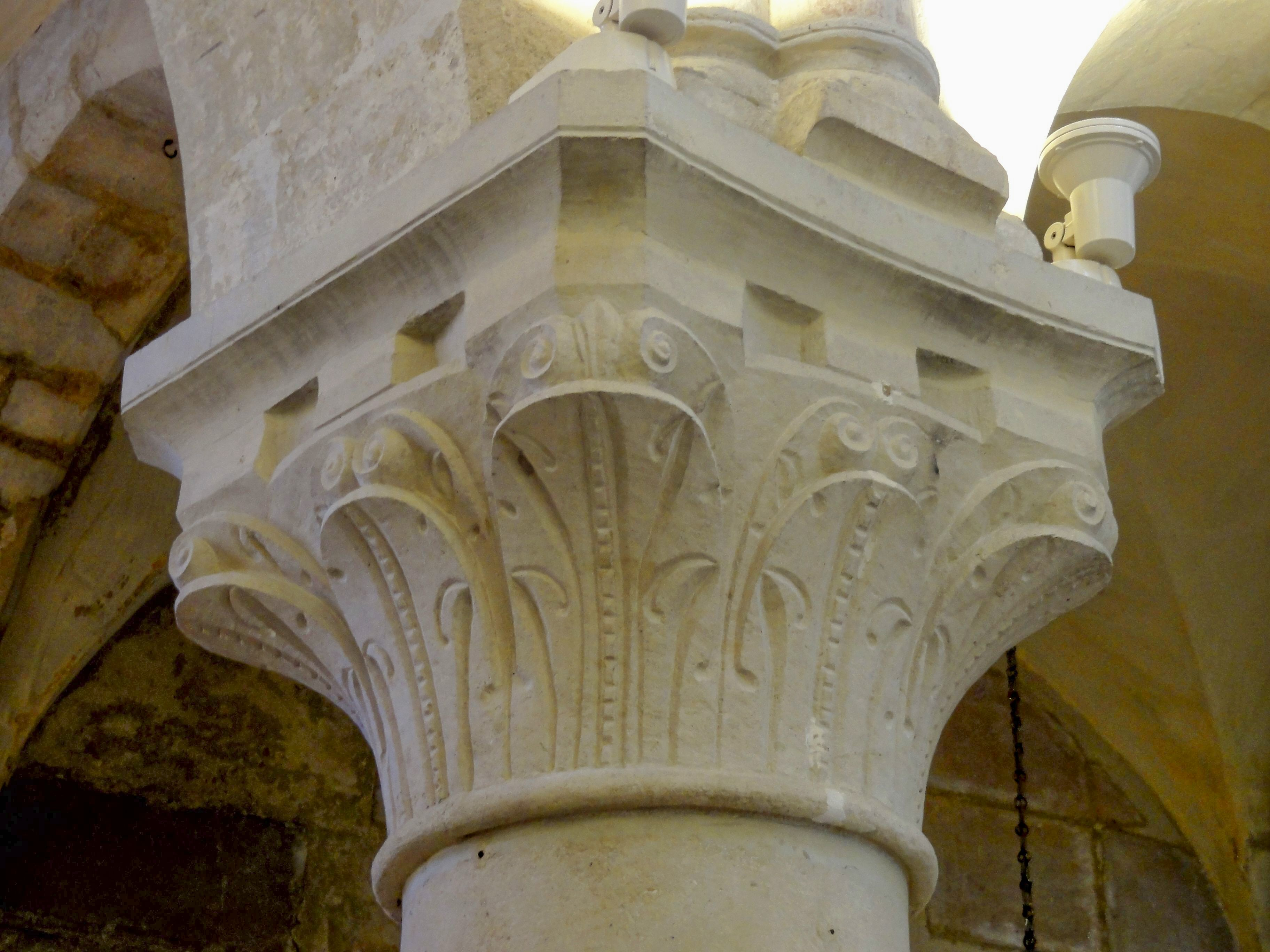
Chapiteau d'inspiration romane.

L'église Sainte-Marie-Madeleine ne contient aucun vestige d'un édifice précédent. Si l'église priorale qui devait exister au plus tard au début du XIIe siècle s'élevait en les mêmes lieux, elle n'a pas laissé de traces, et en l'absence de fouilles archéologiques à ce jour, son plan et sa physionomie demeurent inconnus. La question de la datation exacte de l'église actuelle divise les experts, mais ils s'accordent pour une date comprise dans la période entre 1150 et 1180. Chœur et transept montrent en tout cas une telle homogénéité stylistique que l'on suppose qu'ils aient été construits au sein d'une même campagne de travaux. Le chœur montre des analogies avec la cathédrale de Sens, l'église de Saint-Germain-des-Prés et l'abbatiale de Saint-Martin-de-Champs. Pour cette raison, une construction pendant les années 1150 paraît le plus plausible. L'on se situe alors en Île-de-France dans la phase de l'architecture gothique naissante, qui se manifeste depuis les années 1140 environ, avec notamment le narthex de la basilique Saint-Denis, ou l'église de Lavilletertre. Or, des églises romanes se construisent encore par endroits (telle que l'église Sainte-Madeleine de Trie-Château), et les influences romanes restent encore fortes, notamment sur le plan de la sculpture et de la décoration. En ce qui concerne les grandes arcades, l'arc brisé s'applique pour la première fois pendant les années 1130 dans la région, notamment dans l'église de Villers-Saint-Paul, et le voûtement sur croisée d'ogives apparaît vers 1100 dans l'église Saint-Étienne de Beauvais, et une trentaine d'années plus tard dans certaines églises de moyenne importance, telle que l'église de Bury. L'innovation qui apparaît à Domont, et simultanément à Saint-Germain-les-Prés, sont les arcs-boutants des murs hauts de l'abside, encore discrets et de faible élévation. Leur potentiel d'intégration dans l'esthétique des édifices n'est pas encore reconnu, et la diffusion des arcs-boutants reste extrêmement faible jusqu'au début du XIIIe siècle,.

### L'église duXIIesiècle

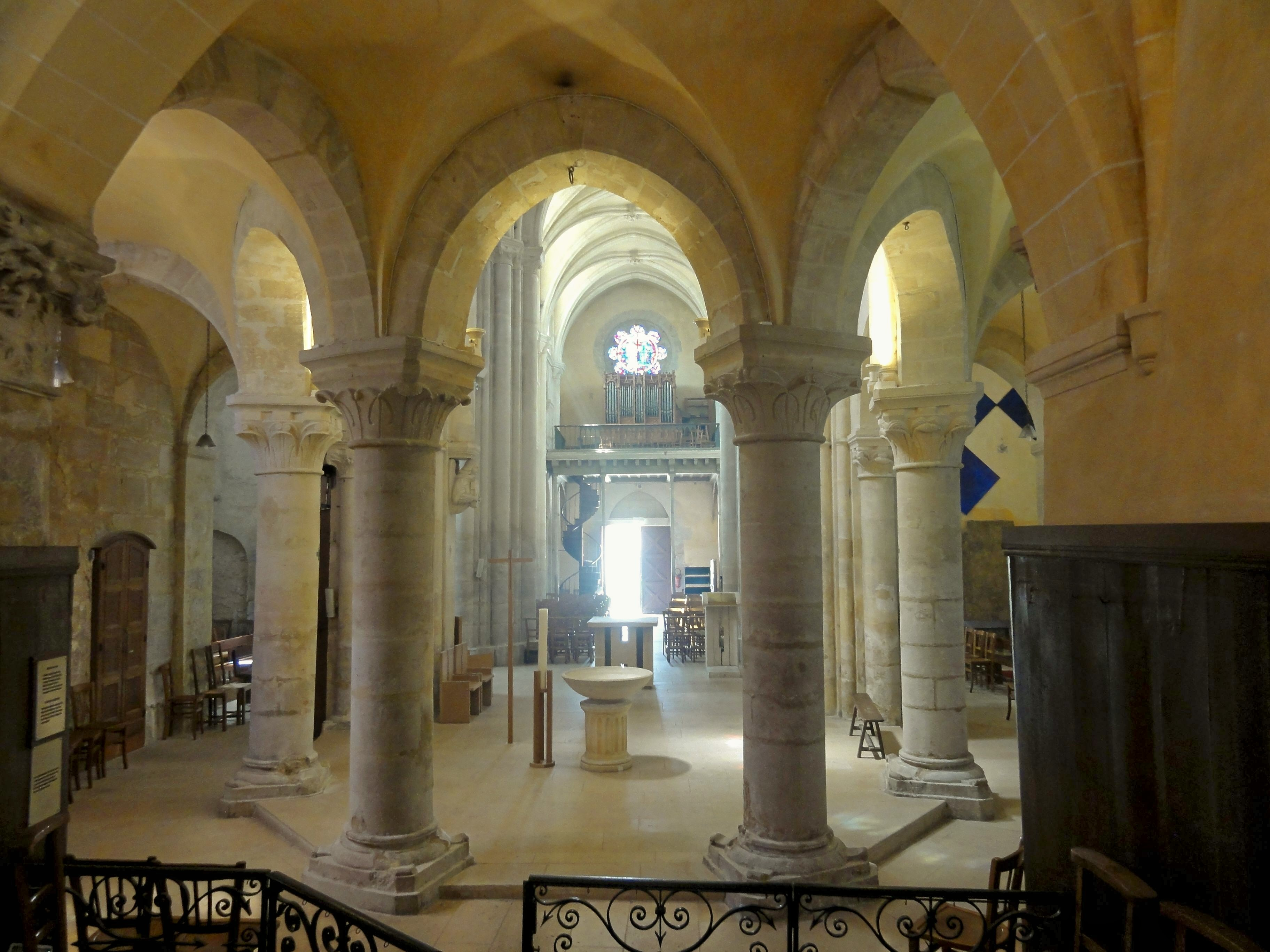
Déambulatoire, vue depuis la chapelle d'axe en direction du transept.

L'église Sainte Marie-Madeleine se compose, après son achèvement, d'une nef de probablement six travées barlongues, accompagnée de deux bas-côtés ; d'un transept de trois travées carrées ; d'une abside en hémicycle ; d'un déambulatoire de cinq travées ; et d'une seule chapelle rayonnante, de plan carré comme initialement à Sens. D'après Duchesne et Humeau, elle n'aurait été ajoutée qu'au XIIIe siècle. L'élévation est ambitieuse pour une église de dimensions somme toute assez modestes ; elle est digne d'une cathédrale et pourrait être le reflet du besoin de représentation du prieuré, qui indirectement incarne la puissante abbaye de Cluny, désireuse d'accroître son influence. L'on compte donc l'étage des grandes arcades, l'étage des tribunes ouvertes sur les combles, version économique du triforium, et l'étage des fenêtres hautes. Le transept et le chœur sont voûtées d'ogives dès l'origine, mais comme à Saint-Martin-des-Champs, le déambulatoire est voûté d'arêtes, ce qui est un type de voûtement roman. La position du clocher initial n'est pas tout à fait certaine. Un pan de mur avec les restes d'une fenêtre gothique subsiste dans les combles de la croisée du transept, et au XIXe siècle, il dépassait encore les toits. Vu les contreforts à ressauts particulièrement épais du croisillon nord, comparé aux contreforts du croisillon sud dont il est communément admis qu'il reste authentique, le clocher était probablement assis sur le croisillon nord. L'abbé Jean Lebeuf écrit clairement que le clocher était du côté de l'autel paroissial. D'autre part, Adam de Villiers aurait été inhumé « sous les cloches du prieuré » en 1339, et en 1790, il est question du « clocher construit sur le chœur du prieuré »,. Mais ces indications, qui ne sont pas de la plume d'un architecte, peuvent être peu précises, et il se pourrait également que le clocher ait changé d'emplacement, comme ce fut le cas de celui de l'église Saint-Sulpice de Chars. Le chœur de cette église, ainsi que celui de Saint-Germer-de-Fly, ont pu être influencés par Domont. Plus tardifs, ils comportent toutefois cinq chapelles rayonnantes et un étage supplémentaire, et leur triforium est ajouré, comme à la cathédrale Notre-Dame de Senlis également bâtie pendant les années 1150, ou comme à l'église de Saint-Leu-d'Esserent également clunisienne, dont le chœur date des années 1160 / 1170. Ces comparaisons penchent également en faveur d'une datation de l'église de Domont au milieu du XIIe siècle, en tout cas pas après 1160.

### L'évolution de l'église jusqu'à sa fermeture au culte en 1785

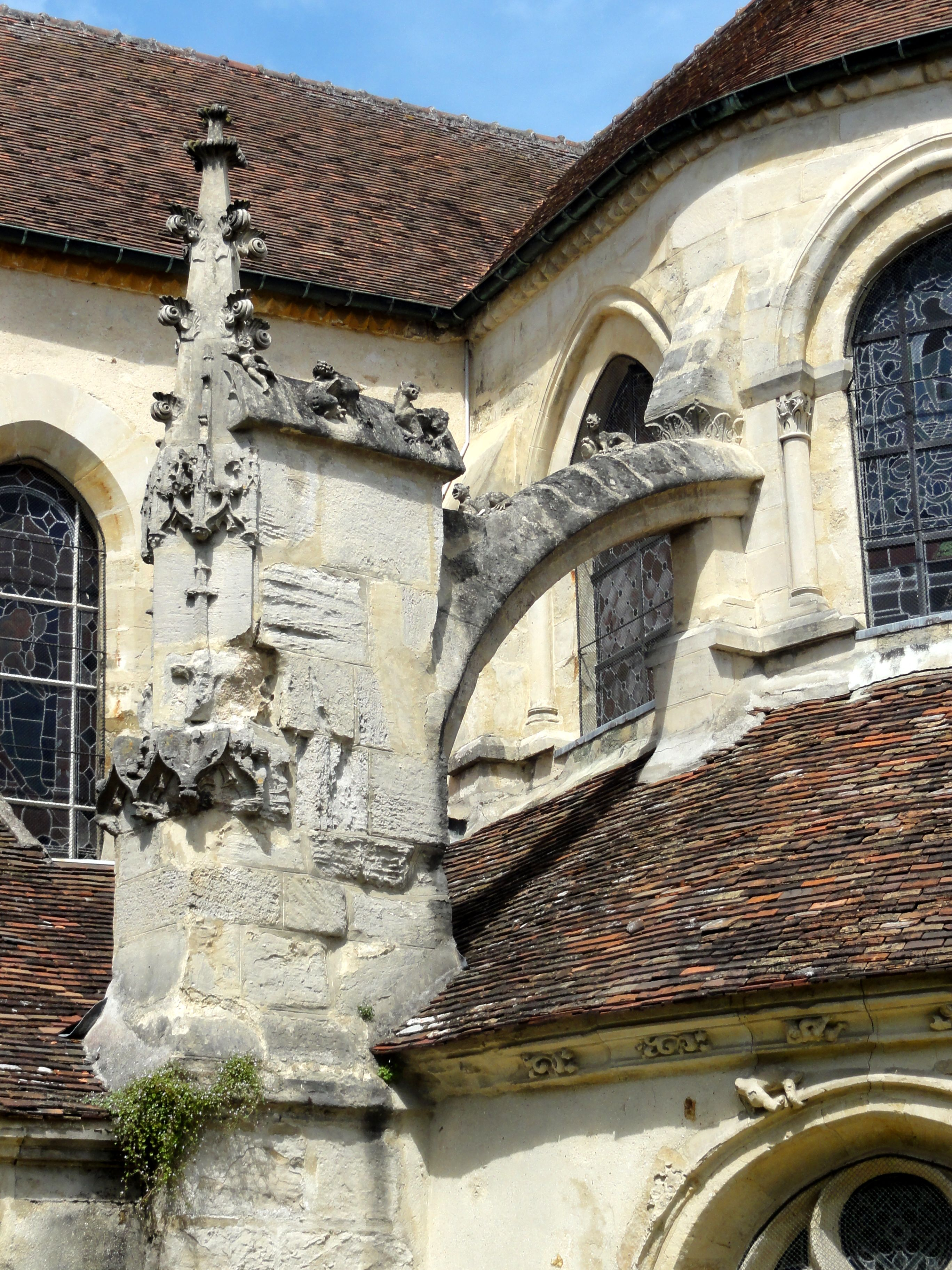
Arc-boutant flamboyant.

Pendant le XVIe siècle, l'église connaît un certain nombre de transformations, dont l'élargissement des dernières travées du bas-côté nord, déjà mentionné. D'autre part, les deux arcs-boutants du sud sont rebâtis en adoptant une forme plus avancée et plus habituel, avec ornementation des culées par des pinacles dans le style gothique flamboyant. Le mur de la quatrième travée du déambulatoire est rebâti pendant la seconde moitié du XVIe siècle, cette fois-ci dans le style de la Renaissance, comme l'indique le remplage de la fenêtre et la frise à l'intérieur. La porte Saint-Jacques dans le croisillon sud, destiné au prieuré, est également refait dans le style de la Renaissance. Comme particularité, le décor intérieur est aussi riche que le décor extérieur. Un portail latéral au nord est aménagé en 1574, d'après l'abbé Lebeuf ; sa position exacte n'est pas connue et toute trace s'est perdue. La chapelle d'axe, initialement dédiée à saint Jean, change de vocation en 1642. Elle devient la chapelle de la Vierge (bien que l'autel principal lui soit déjà dédié) afin d'abriter la confrérie du Rosaire. À partir du milieu du XVIIIe siècle, l'état de l'église se dégrade rapidement comme déjà évoqué. En 1769, des travaux de réparation sont entrepris dans la nef, mais ils sont insuffisants, car une partie de la nef s'effondre en 1779. Les parties subsistantes de la nef sont démolies, et une cloison provisoire est établie à l'ouest de la croisée du transept. Le clocher menaçant à son tour de s'effondrer, il est en partie déconstruit entre 1782 et 1786, et remplacé provisoirement par un beffroi au toit de chaume placé à l'angle du cimetière. En 1785, l'église est fermée au culte, et une grange voisine est aménagée en église provisoire. Après la fermeture définitive du prieuré en 1790, la paroisse envisage la construction d'une nouvelle église, et un projet est soumis par l'architecte Louis Le Masson, par ailleurs concepteur du palais abbatial de Royaumont et de l'église Saint-Pierre-Saint-Paul de Courbevoie, l'une des rares églises effectivement construites à la période révolutionnaire. C'est de cet édifice que Le Masson s'inspire, en proposant une rotonde de 21 m de diamètre précédé par un péristyle. Sous la Terreur, le projet n'est pas abandonné, mais il s'agit temporairement d'édifier un temple de la Raison. Une fois le culte rétabli, les moyens financiers ne sont plus suffisants pour la mise en œuvre,.

### La reconstruction à partir de 1806

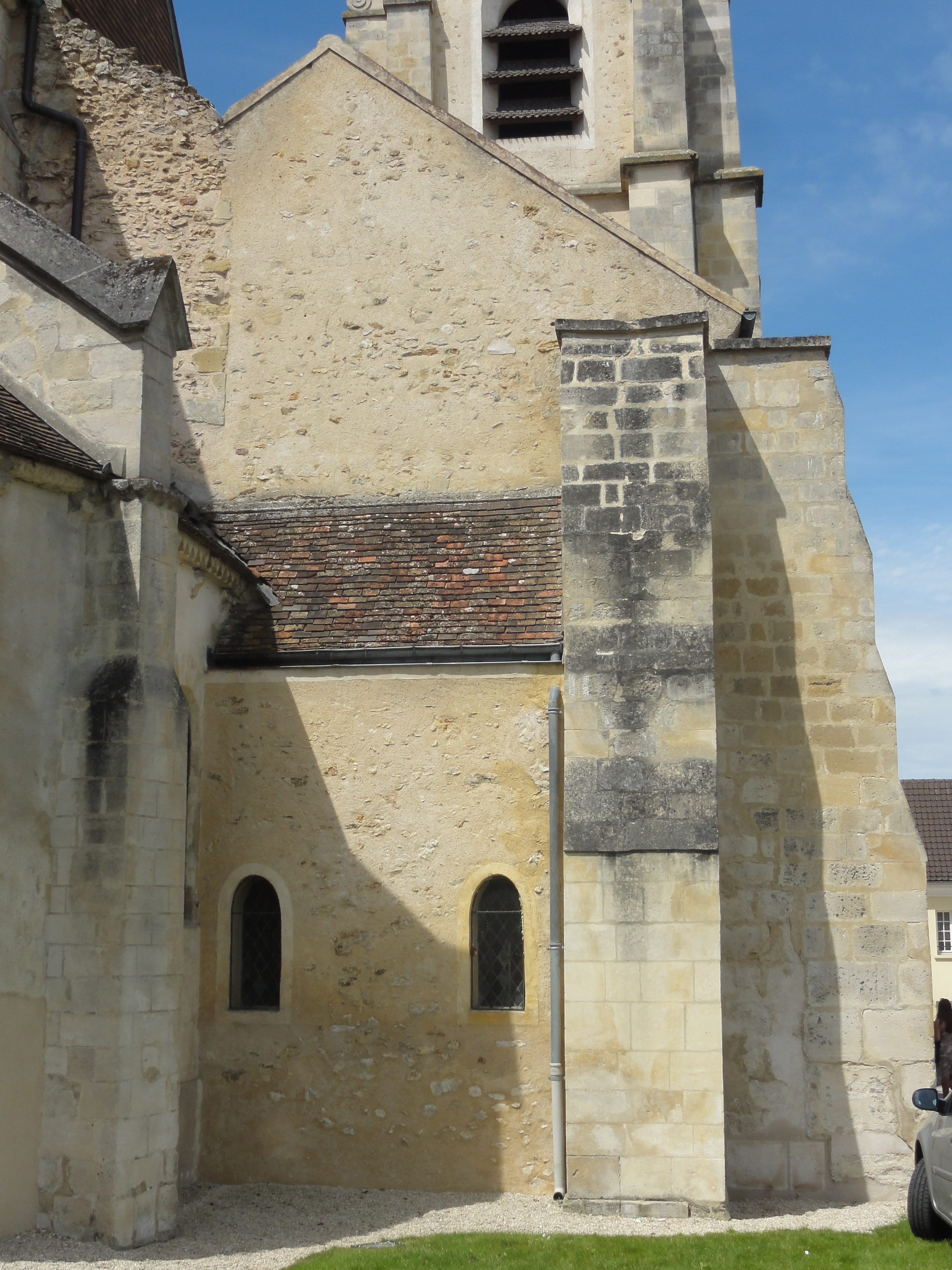
Chapelle Sainte-Marie-Madeleine ou ancien croisillon nord.

Les paroissiens abandonnent rapidement toute idée de construire une nouvelle église, et concentrent tous leurs efforts sur la réparation puis reconstruction de l'église du XIIe siècle. L'on peut distinguer deux phases de travaux, la première étant caractérisée par des réparations hâtives et des solutions provisoires, et la seconde par une reconstruction dans le sens propre du terme, de plus en plus marquée par le respect du patrimoine historique à une époque où paraissent les premiers classements aux monuments historiques. Les premières églises du département de Seine-et-Oise sont en effet classés par liste de 1840. Mais au début du XIXe siècle, le plus urgent est de disposer d'un lieu de culte utilisable. Sans aide extérieure et sans subventions, les habitants doivent improviser. Une sorte de hangar de deux travées est construit en bois et plâtre à l'ouest du transept, afin de servir de nef provisoire. En 1806, 1811, 1813 et 1814, les habitants demandent d'être imposés extérieurement afin de recueillir les fonds nécessaires pour sauver les parties de l'église restées encore debout. La dernière cloche survivante est placée provisoirement dans la tourelle d'escalier de l'ancien clocher, dont il ne reste qu'une fenêtre et un pan de mur. En 1827, le mur haut de l'église (sans doute de l'abside) est enfin réparé, et le curé, bien qu'âgé et de faible constitution, tient à y planter lui-même la croix. Ainsi se termine la première phase de travaux. Mais l'église a encore triste allure, et Domont est la risée des villages des alentours, qui disposent tous d'église correctes (même si aucune n'égale la valeur artistique de celle de Domont).
La seconde phase de travaux est donc lancée en 1844, et commence apparemment avec l'aménagement de la chapelle Sainte-Marie-Madeleine du croisillon nord. Des compromis sont encore faits : la voûte n'est portée qu'à la hauteur du bas-côté et du déambulatoire, et l'extérieur est négligé et reste d'une esthétique douteuse. Malgré la faible hauteur de la voûte, le toit atteint les trois-quarts de la hauteur du croisillon sud, resté indemne. Ensuite, l'on s'attache à faire bâtir un nouveau clocher, en faisant appel à l'architecte pontoisien Volkers. Ce dernier s'occupe en même temps de la construction d'un nouveau clocher à Mareil-en-France. Son projet est approuvé en 1850. Si le style du clocher peut être qualifié de néo-baroque, il n'en va pas de même de la nef. En effet, depuis la restauration des années 2002-2005, la nef paraît parfaitement homogène avec le transept et le chœur. Or, il s'agit d'une création de toutes pièces des années 1850 : Volkers a savamment transposé les principes de construction de l'abside et du déambulatoire sur la nef et les bas-côtés. Seul compromis, la nouvelle nef est plus courte que l'ancienne. La reconstruction du milieu du XIXe siècle s'achève en 1858 avec la nouvelle sacristie, bâtie en remplacement de l'ancienne, sous le curé Bourdelais. L'homogénéité n'était pas aussi saisissable avant la restauration : le teint des murs n'était pas le même dans les parties authentiques et récentes, et surtout, les corbeilles des chapiteaux de la nef n'étaient pas encore sculptés. Ainsi, la restauration des années 2000 s'inscrit en fait dans la continuité des travaux interrompus un siècle et demi plus tôt. Le nouvel autel de l'église est consacré par l'évêque de Pontoise, Mgr Jean-Yves Riocreux, le 30 janvier 2005,.
Le chœur et la croisée du transept ont été classés monument historique par arrêté du 22 juillet 1913. Les terrains communaux contigus à l'église ont à leur tour été classés par arrêté du 10 septembre 1935.

## Description

### Aperçu général

Plan de l'église.

Régulièrement orientée, l'église se compose d'une nef de trois travées et demi, accompagnée de deux bas-côtés ; d'un transept qui ne comporte plus que la croisée et le croisillon sud, le croisillon nord ayant été transformée en chapelle ; d'un clocher carré à l'angle entre cette chapelle et le bas-côté nord ; d'une abside en hémicycle ; d'un déambulatoire de cinq travées ; d'une chapelle d'axe rectangulaire ; ainsi que d'une sacristie au sud de la dernière travée du déambulatoire. La chapelle du nord, dédiée à sainte Marie-Madeleine, se prolonge vers l'est par une niche voûtée en berceau brisé qui abrite l'autel. La base du clocher comporte au sud également une niche, qui contient une petite grotte de Lourdes avec une statue de la Vierge. La nef, le transept, la chapelle Sainte Marie-Madeleine, l'abside et la chapelle d'axe dédiée à la Vierge sont voûtées sur croisées d'ogives simples. Cependant, la demi-travée au début de la nef est voûtée en berceau brisé, comme c'est fréquemment le cas pour des travées trop courtes pour permettre l'établissement d'une voûte d'ogives. La demi-travée abrite la tribune d'orgue, qui déborde un peu sur la première travée complète. Les bas-côtés et le déambulatoire sont toujours voûtés d'arêtes, et leurs travées sont séparées par de larges doubleaux appareillés. Le profil est en arc légèrement brisé au déambulatoire, mais nettement plus aigu dans les bas-côtés, sans doute du fait de leur étroitesse : ils s'apparentent davantage à des couloirs de dégagement. L'église possède trois portails : le portail occidental, la porte Saint-Jacques, qui n'est habituellement plus utilisée, et un petit portail dans le bas-côté nord, accessible aux personnes à mobilité réduite. La toiture principale est commune à la nef, au croisillon nord et à l'abside. Les bas-côtés, le déambulatoire et la niche de la chapelle Sainte-Marie-Madeleine sont recouverts par des toits en appentis, ainsi que la partie sud de cette chapelle, alors que le reste est couverte par un toit en bâtière parallèle à l'axe de l'édifice. La chapelle d'axe est également dotée d'un toit en bâtière, avec un petit pignon orienté vers l'est.

### Intérieur

#### Abside

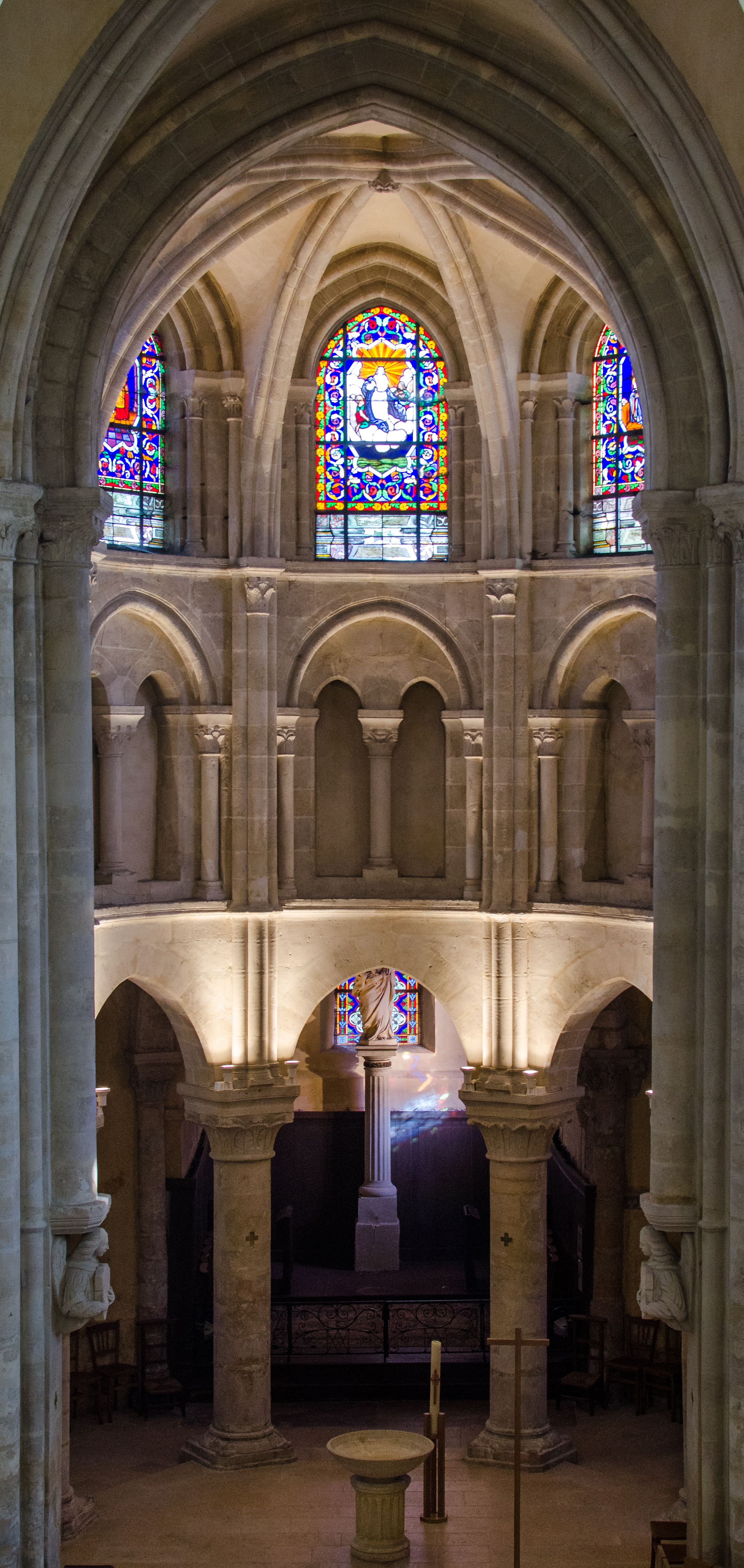
L'abside, la première et la dernière travée n'étant pas visibles depuis l'ouest.

Dans la région, berceau de l'art gothique, l'élévation sur trois niveaux caractérise les églises d'une certaine importance édifiées à partir du milieu du XIIe siècle environ jusqu'à l'interruption presque totale de toute activité bâtisseur au second quart du XIVe siècle, avec l'éclatement de la guerre de Cent Ans. L'élan vertical est l'un des objectifs des architectes de l'époque, et il est obtenu non seulement en obtenant une hauteur sous voûtes considérable, mais aussi en introduisant des repères de distance à plusieurs niveaux : ce sont les larmiers qui courent tout autour du rond-point de l'abside au niveau du seuil des grandes arcades, et au niveau du seuil des fenêtres hautes. Ils subdivisent en même temps clairement les trois niveaux d'élévation. Les grandes arcades, à peine brisées, sont constituées d'un seul rang de claveaux non moulurés, aux angles simplement chanfreinés. Ils retombent sur les tailloirs carrés de gros chapiteaux de feuillages et de crochets, portés par des colonnes cylindriques appareillées aux bases attiques à griffes. Chacun des chapiteaux est différent, mais le premier et le deuxième ainsi que le troisième et le quatrième montrent des liens de parenté évidents. Du côté de la croisée du transept, l'on trouve des demi-colonnes adossés aux piles de la croisée, et des chapiteaux plus petits.
Les colonnes isolées reçoivent la retombée des nervures des voûtes par l'intermédiaire de faisceaux de trois colonnettes, qui au niveau du premier larmier sont consolidées par des bagues. La colonnette centrale correspond aux ogives et possède un chapiteau du second ordre jusqu'en dessous du second larmier, qui sert en même temps de tailloir à ces chapiteaux. Les deux autres colonnettes correspondent aux formerets et partagent également ce tailloir, mais leurs chapiteaux sont situés plus hauts. Sauf du côté de la croisée, les colonnettes des formerets se rapprochent des colonnettes des arcs de décharge du faux triforium. Décorés d'un tore, ces arcs de décharge sont encore en plein cintre, ce qui permet d'économiser de la hauteur, et les deux petites arcades secondaires qui s'inscrivent dans chaque arc de décharge le sont également. Elles reposent au centre sur une colonnette à chapiteau commune, mais seulement sur des tailloirs à gauche et à droite. Ces tailloirs sont communs aux chapiteaux de l'arc de décharge et se continuent sous la forme de bandeaux au niveau des impostes. À propos du faux triforium, l'abbé Lebeuf qui a visité l'église vers le milieu du XVIIIe siècle parle d'un « reste de galeries murées ». Si pour Duchesne et Humeau il ne fait pas de doute que les arcades aient toujours été aveugles, rien n'étaie cette hypothèse, qui suggère une disposition exceptionnelle. Un faux triforium implique généralement des galeries ouvertes sur les combles, qui ont très tôt été bouchées dans la plupart d'église, ou parfois une absence d'intercirculation entre les travées, voire des galeries trop étroites pour pouvoir y circuler, mais les arcatures aveugles n'existent en principe qu'au niveau du rez-de-chaussée, dans le soubassement des fenêtres.
Pour venir à l'étage des fenêtres hautes, l'architecte y a veillé à une correspondance entre les chapiteaux des colonnettes supportant les formerets, et celles encadrant les fenêtres. Comme à l'extérieur, les fenêtres hautes sont effectivement cantonnées de colonnettes à chapiteaux, et grâce à ce procédé, il n'y a qu'une portion très étroite de mur nu qui affleure de part et d'autre des fenêtres. Elles sont assez larges, sans remplage et en légèrement arc brisé, alors que les formerets sont en plein cintre. Pourtant, très peu de distance sépare les archivoltes toriques des fenêtres des formerets des voûtes. Du côté de la croisée du transept, les colonnettes correspondant aux ogives et formerets ont leurs chapiteaux au même niveau qu'ailleurs, mais elles descendent jusqu'au sol et ne s'arrêtent donc pas sur les chapiteaux des grandes arcades. Une haute arcade en tiers-point matérialise la limite entre croisée et abside. Elle est encadrée par deux doubleaux secondaires et retombe ainsi sur un faisceau d'une colonne et de deux colonnettes de chaque côté. Leurs chapiteaux sont situés au même niveau que ceux des ogives, c'est-à-dire en dessous du second larmier. Vers 1855/57, la partie inférieure des colonnes a été supprimée au niveau des tailloirs des grandes arcades, et des consoles sous la forme de bustes d'anges ont été mises en place. Ce procédé a pu être inspiré des têtes sculptées qui reçoivent les ogives du croisillon sud du côté de la croisée,,.

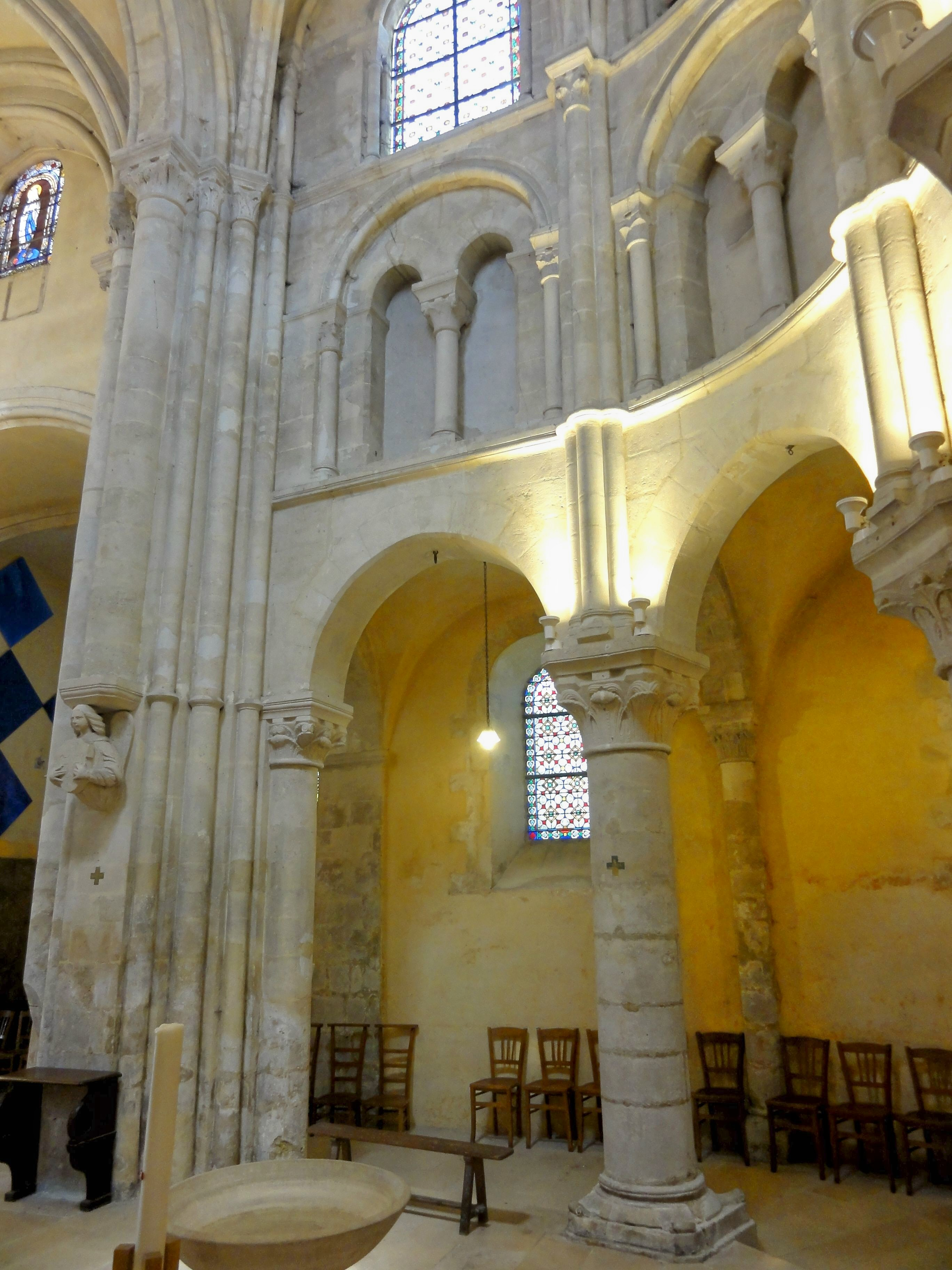
Abside, côté nord.
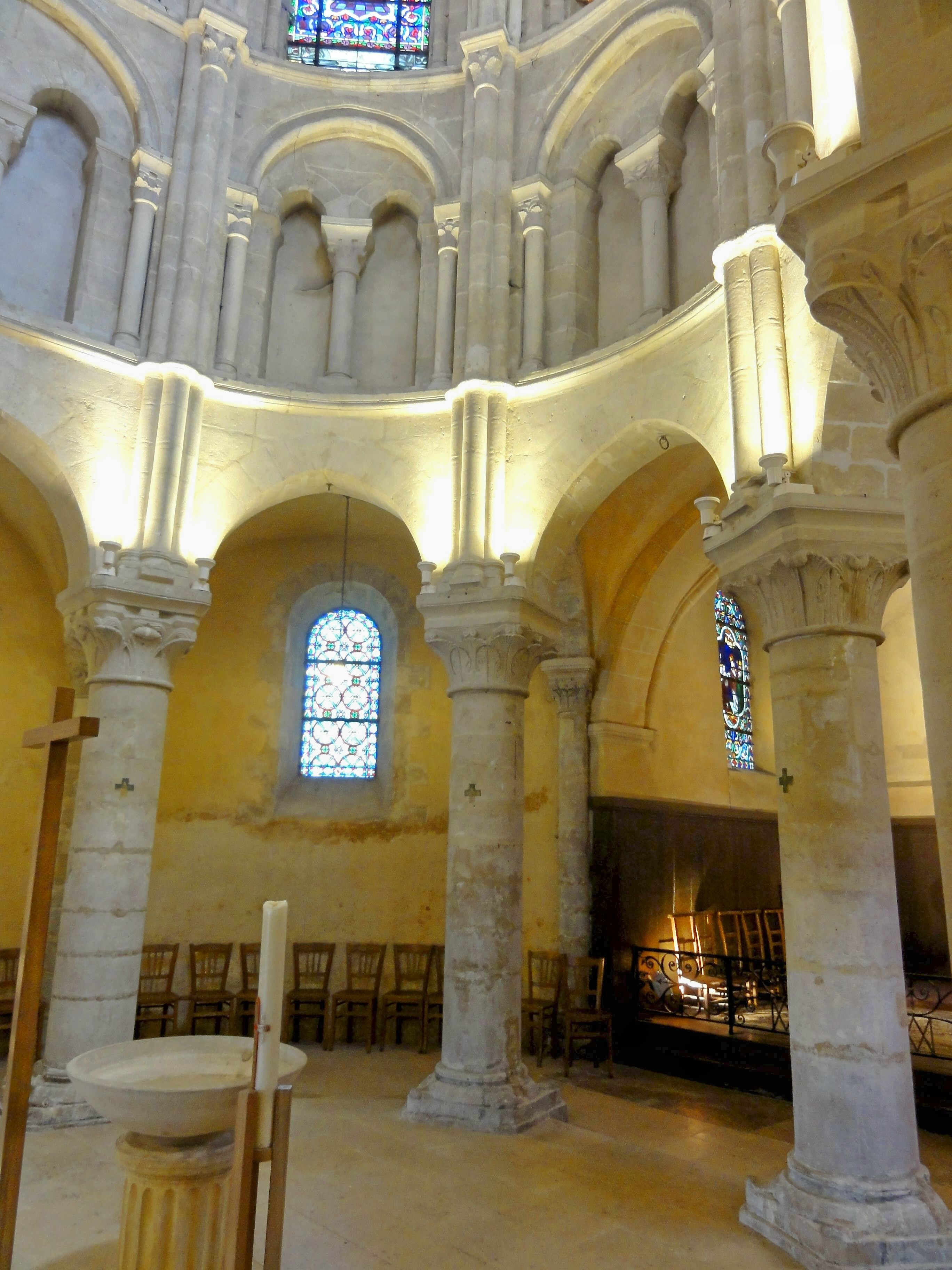
Abside, 2e et 3e travée.
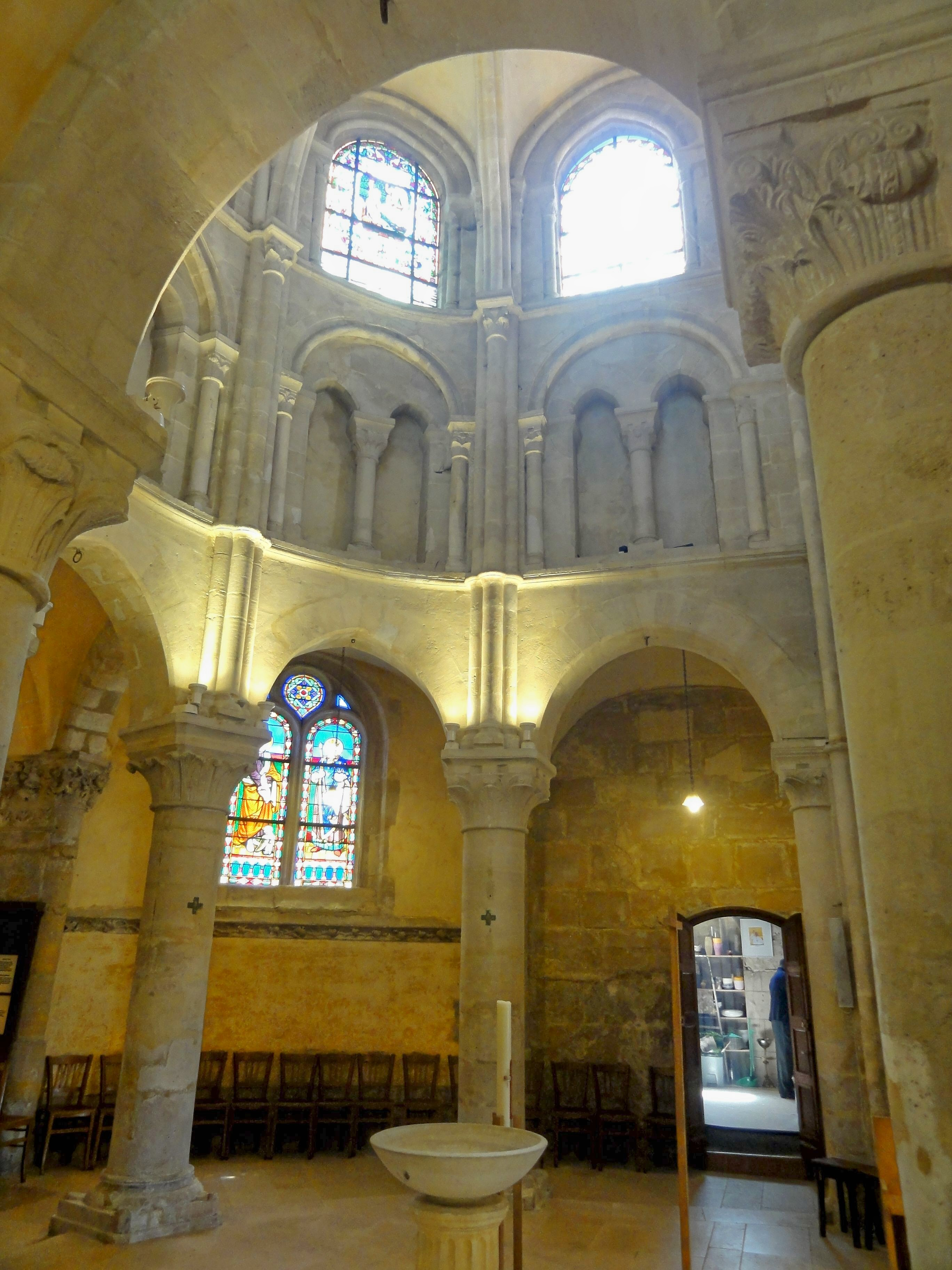
Abside, côté sud.
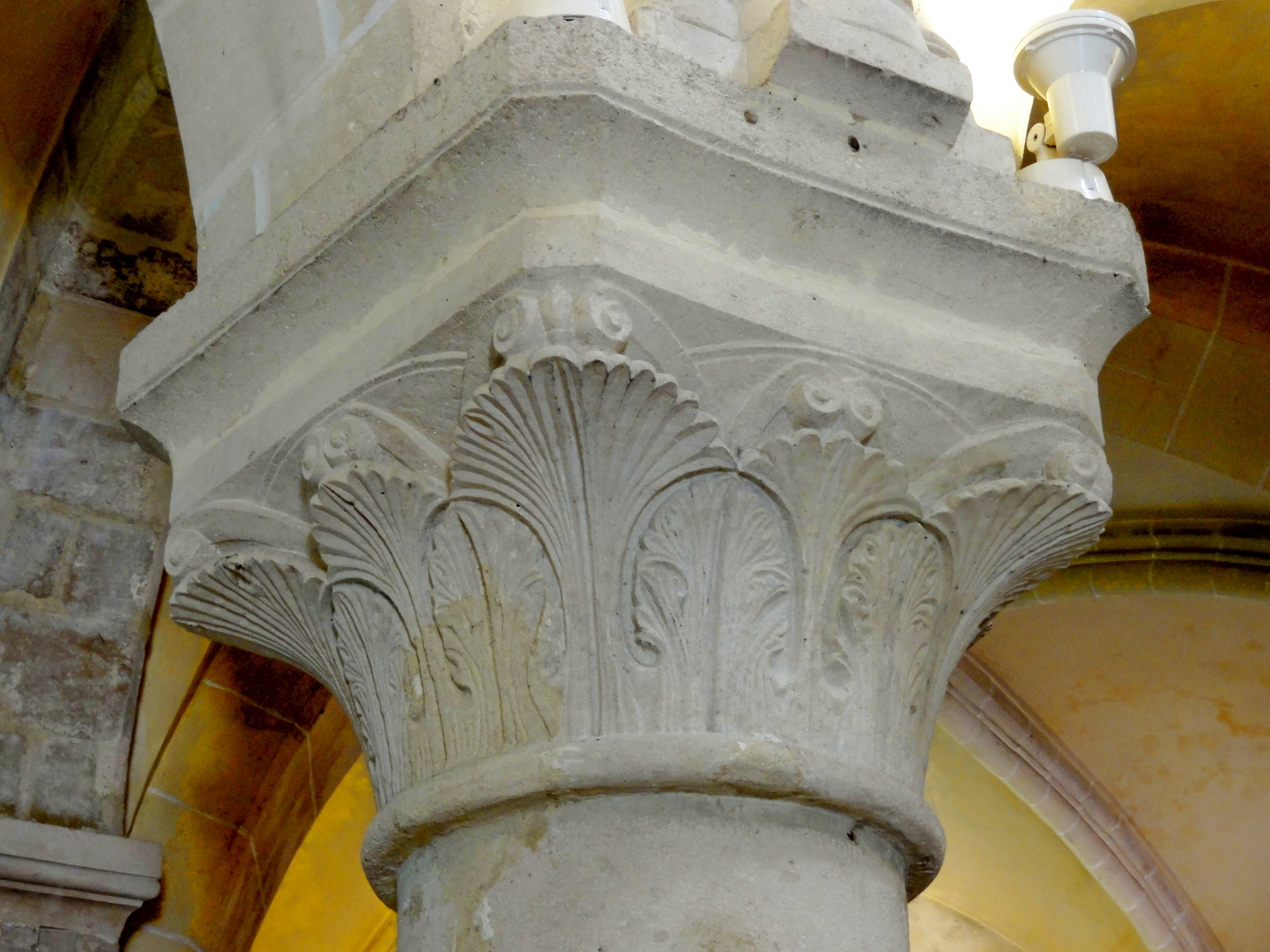
Chapiteau des arcades.
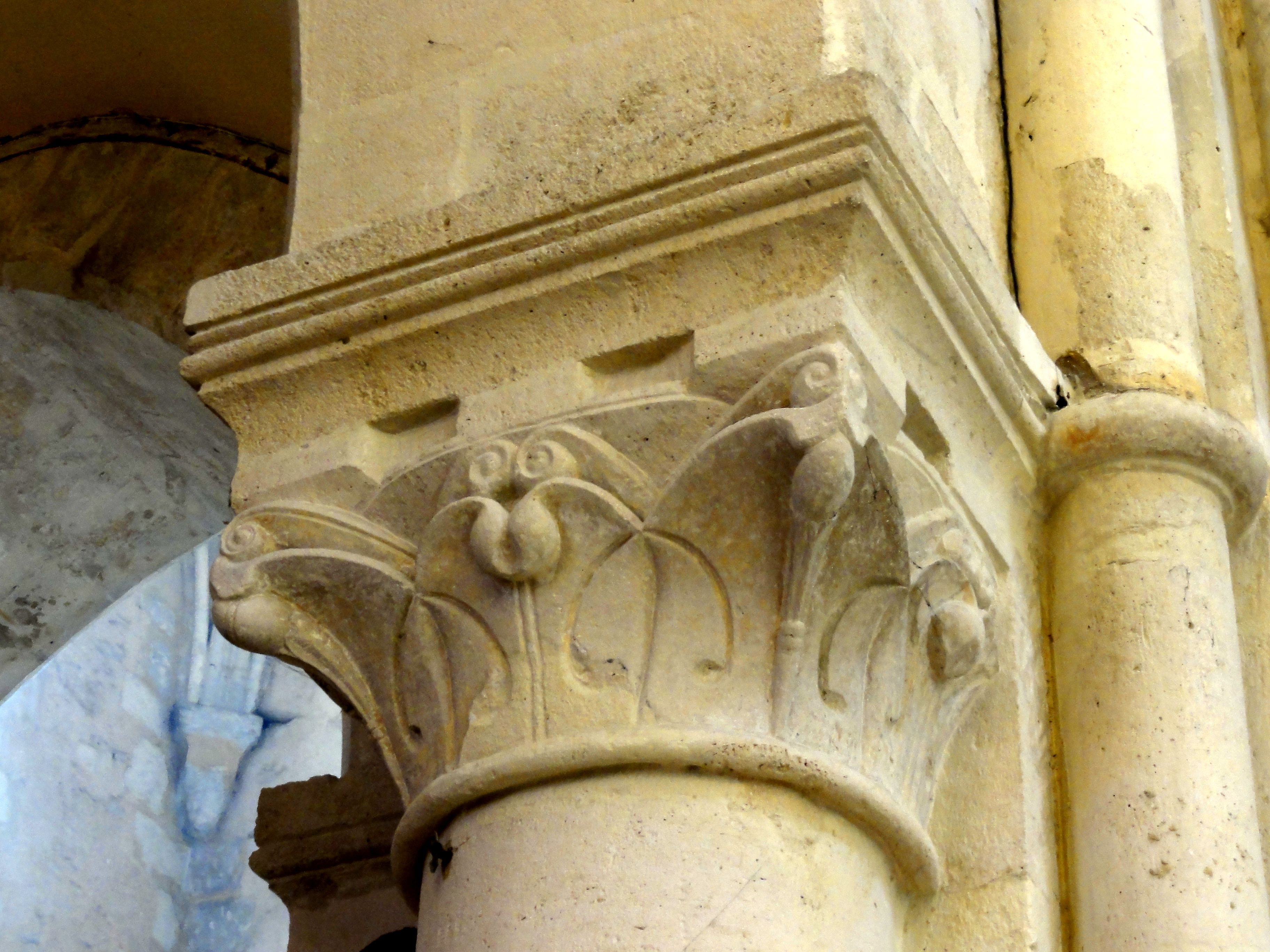
Chapiteau des arcades.
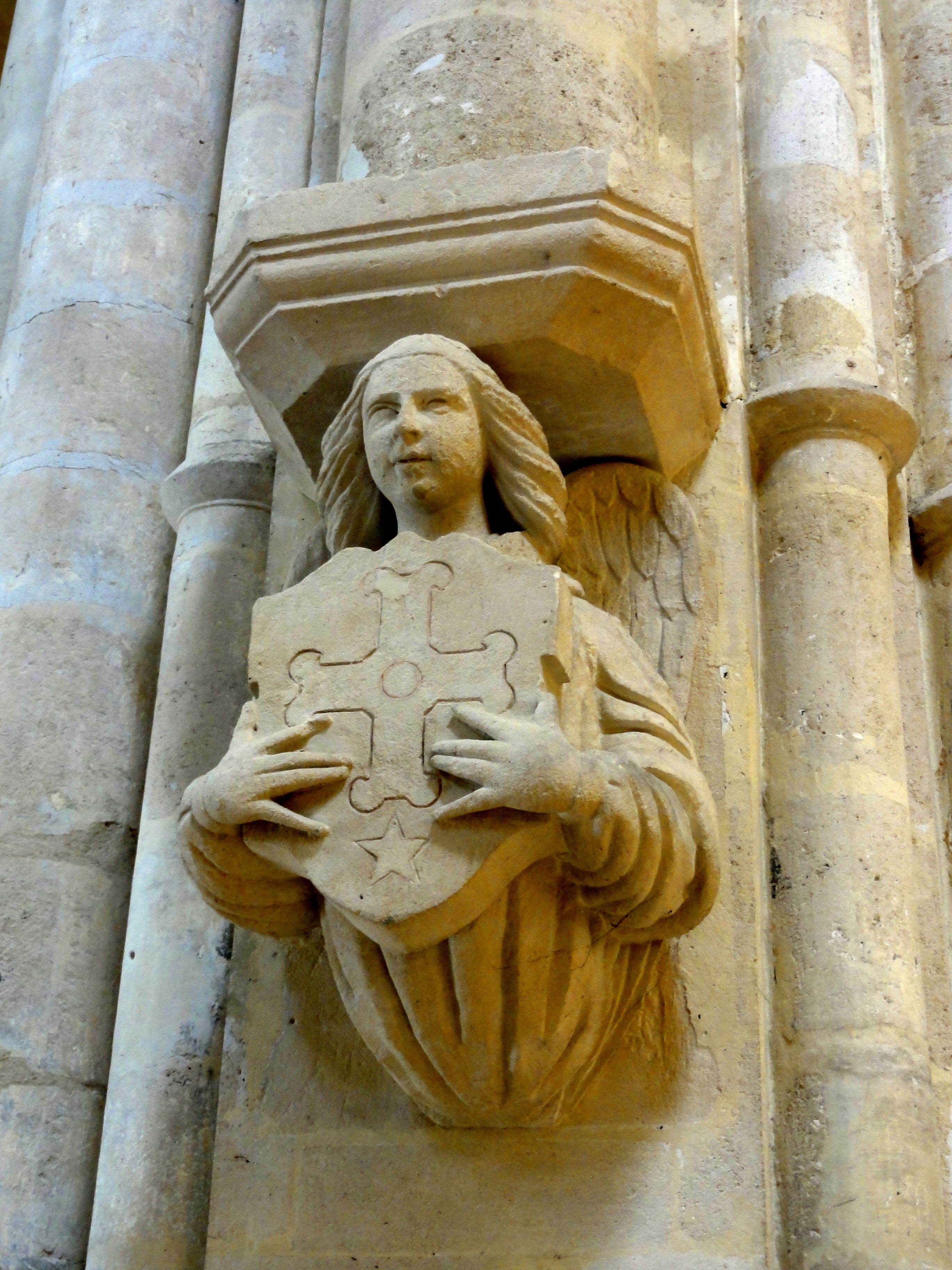
Console de 1855/57.

#### Déambulatoire

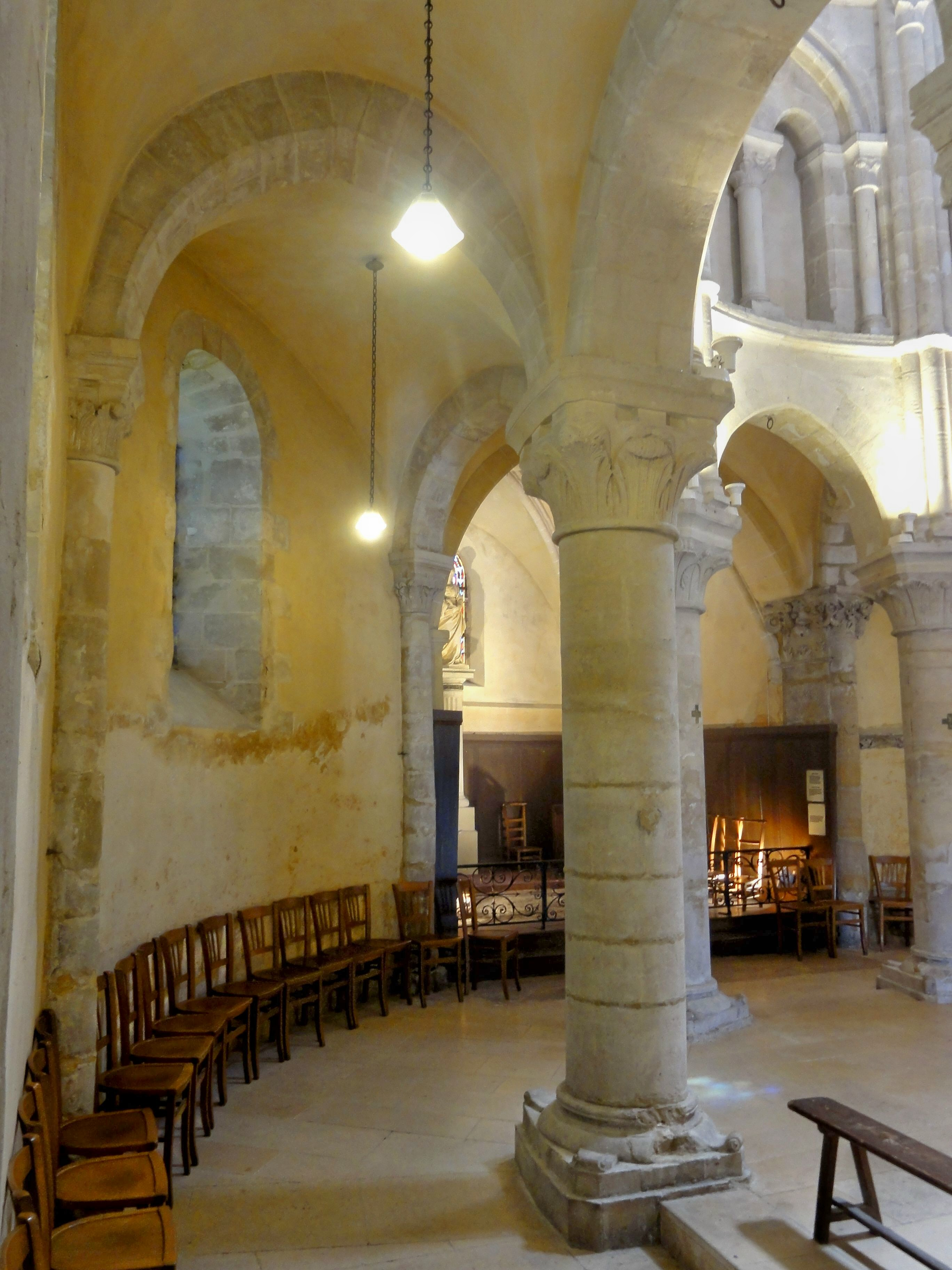
Déambulatoire, côté nord-est.

Contrairement à la règle, le déambulatoire est dépourvu de chapelles rayonnantes, l'usage voulant en fait qu'une chapelle se greffe sur chacune des travées d'un déambulatoire. Il n'y a qu'une chapelle d'axe, que l'on trouve parfois également à la suite de la chapelle rayonnante la plus orientale. L'absence de chapelles rayonnantes peut s'expliquer par les petites dimensions de l'église et par l'économie. Dans les environs, les églises Saint-Pierre-Saint-Paul de Gonesse et Saint-Aquilin de Fontenay-en-Parisis possèdent également des déambulatoires sans chapelles rayonnantes, mais ils appartiennent au tout début du XIIIe siècle. Le déambulatoire de Domont comporte cinq travées, et sa la limite avec le rond-point de l'abside décrit exactement un hémicycle. Au nord et au sud, les murs décrivent également un segment de cercle. La séparation avec l'abside par les grandes arcades est toute relative, et l'esthétique des deux parties repose en partie sur le jeu de perspectives qu'offre leur intercommunication. Ce type d'espace n'est pas conçu pour accueillir un mobilier dépassant le minimum nécessaire, et le dépouillement du mobilier de l'église Sainte-Marie-Madeleine met ainsi bien en valeur l'architecture du déambulatoire. Dans la cathédrale Saint-Maclou de Pontoise, il disparaît entièrement derrière le retable d'autel. Seulement les deux travées du nord restent authentiques. Elles sont éclairées par de petites fenêtres en plein cintre largement ébrasés, et le long des murs, les doubleaux sont reçus par les petits chapiteaux de demi-colonnes engagées. Du côté des arcades ouvrant sur les croisillons, de simples impostes remplacent les chapiteaux. Dans les deux travées du sud, les chapiteaux sont de style Renaissance, et en dessous du seuil de la fenêtre, la quatrième travée présente une frise de végétaux finement ciselée. Le mur de la dernière travée, qui sert de séparation avec la sacristie, est par contre sans caractère. La même chose peut être dite de la chapelle de la Vierge, dont il est difficile de deviner la disposition d'origine. Elle s'ouvre par une arcade brisée, qui retombe au nord sur une simple imposte, mais sur un chapiteau corinthien peu formel au sud. La chapelle est recouverte par une voûte d'ogives en plein cintre, sans formerets, dont les ogives retombent sur des culots non sculptés du côté du chevet. Parmi les trois fenêtres en plein cintre qui ont existé, celle du nord a été bouchée. Les murs étant couverts d'un crépi tant à l'intérieur qu'à l'extérieur, la forme des fenêtres d'origine n'est pas décelable,.

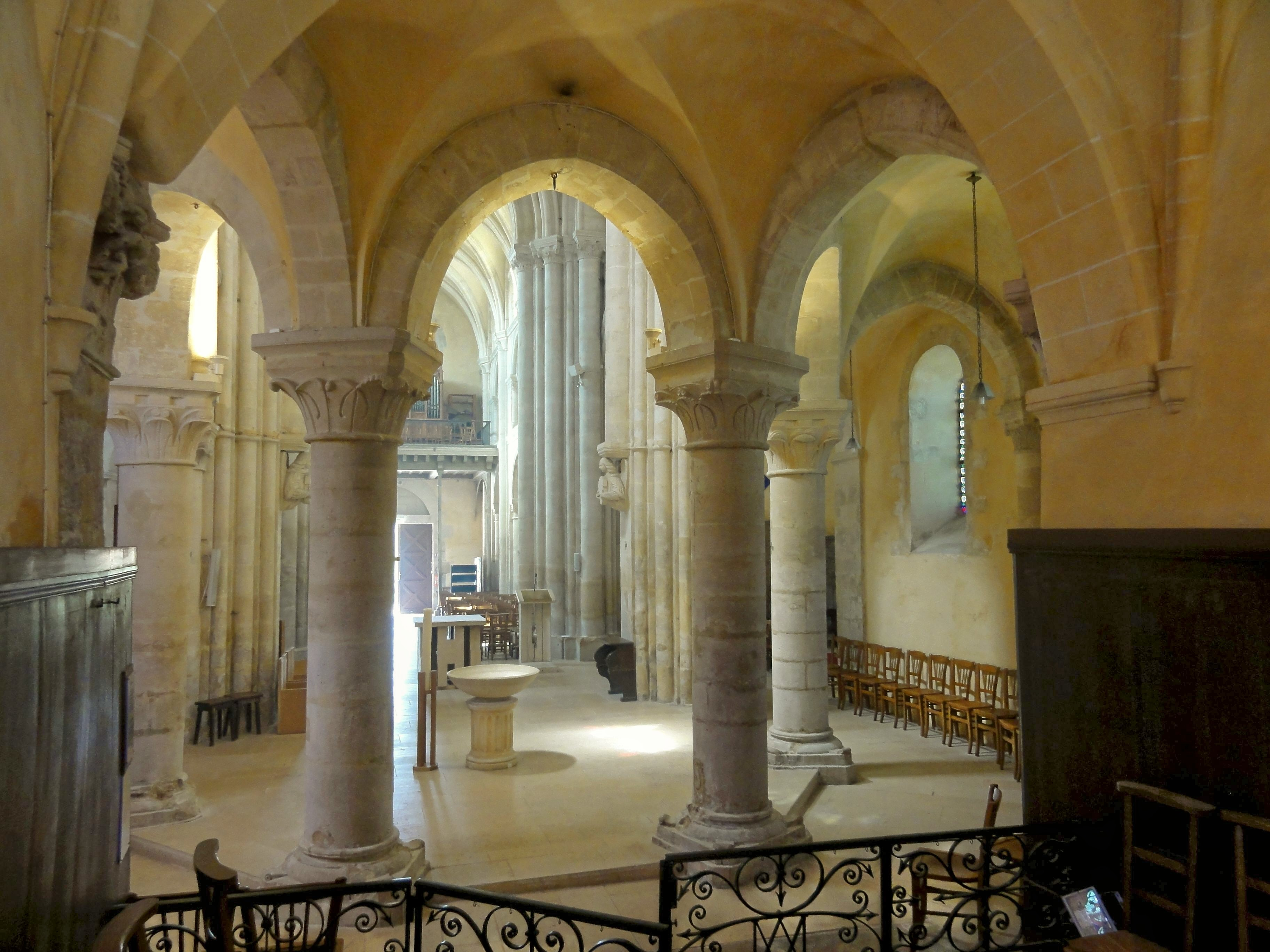
Vue depuis la chapelle.
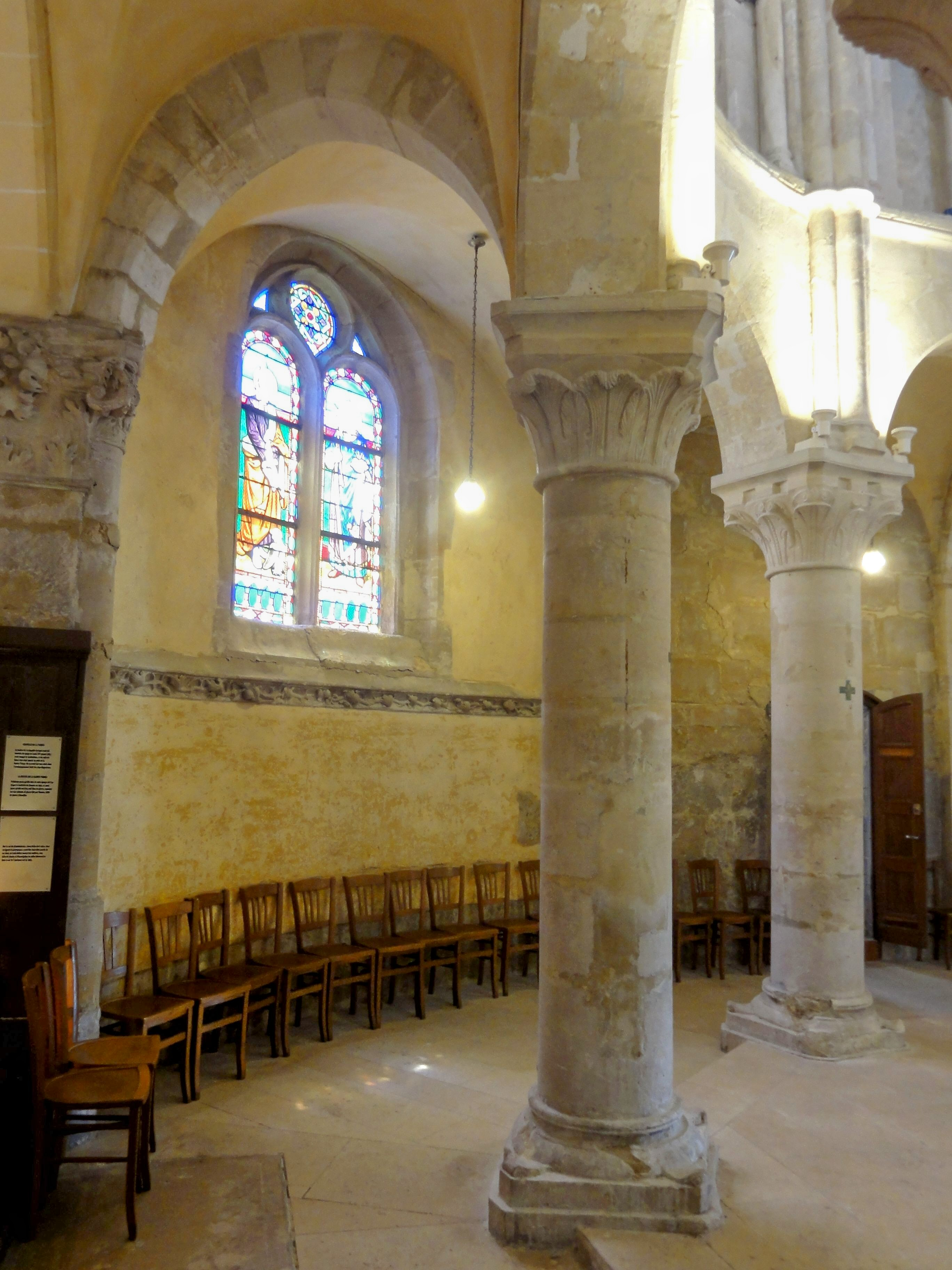
Déambulatoire, côté sud-est.
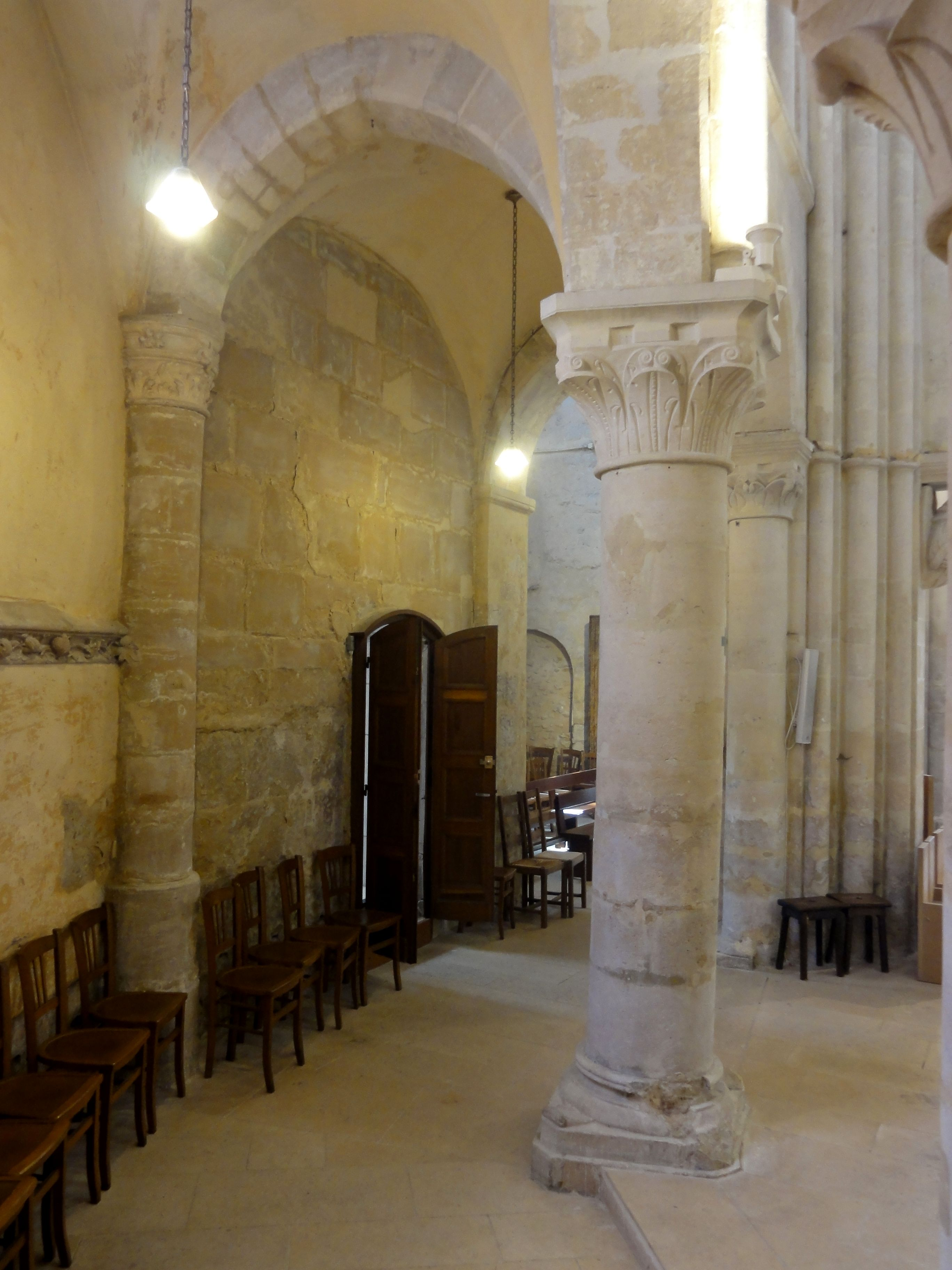
Déambulatoire, côté sud.
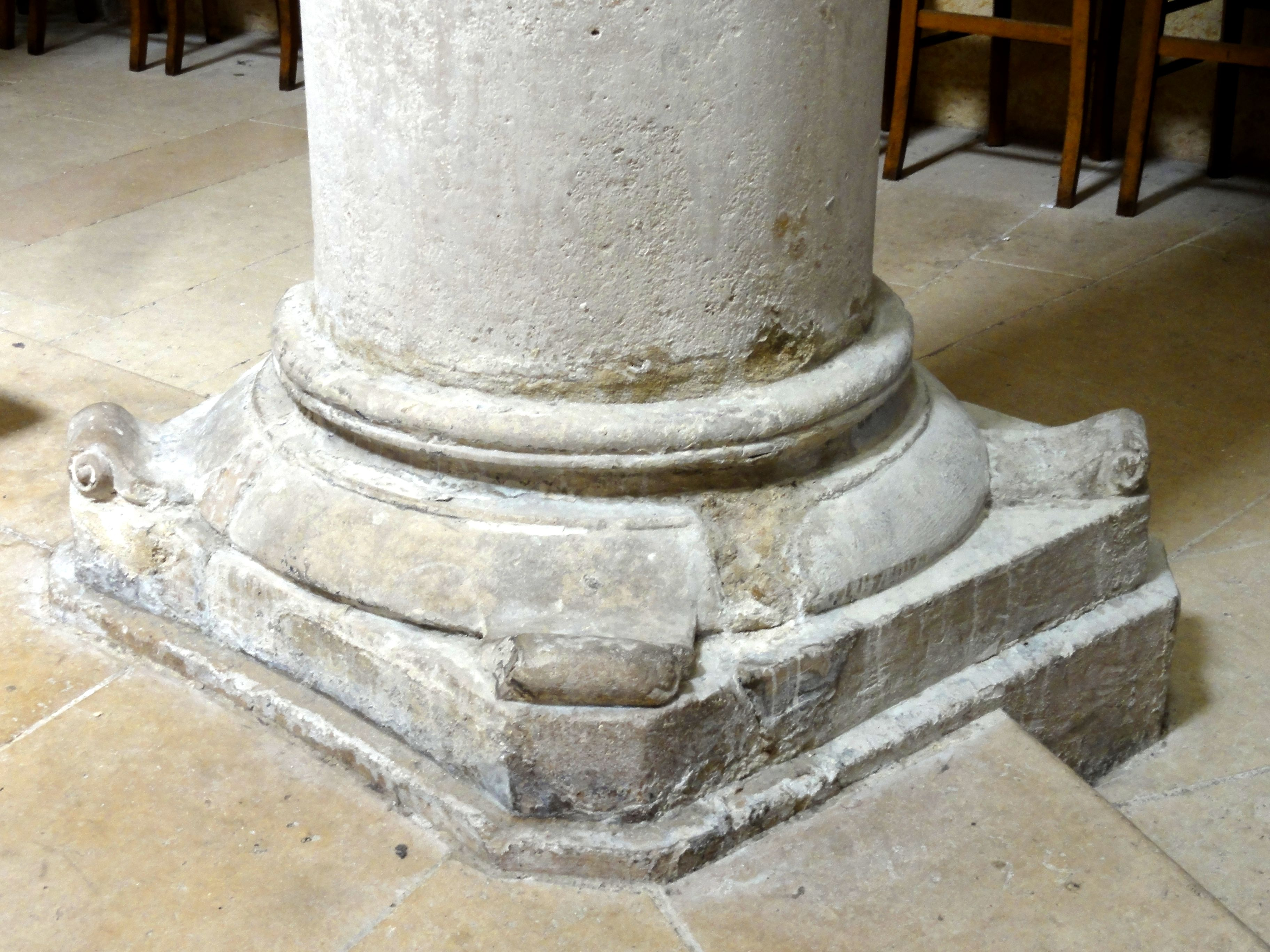
Base attique.
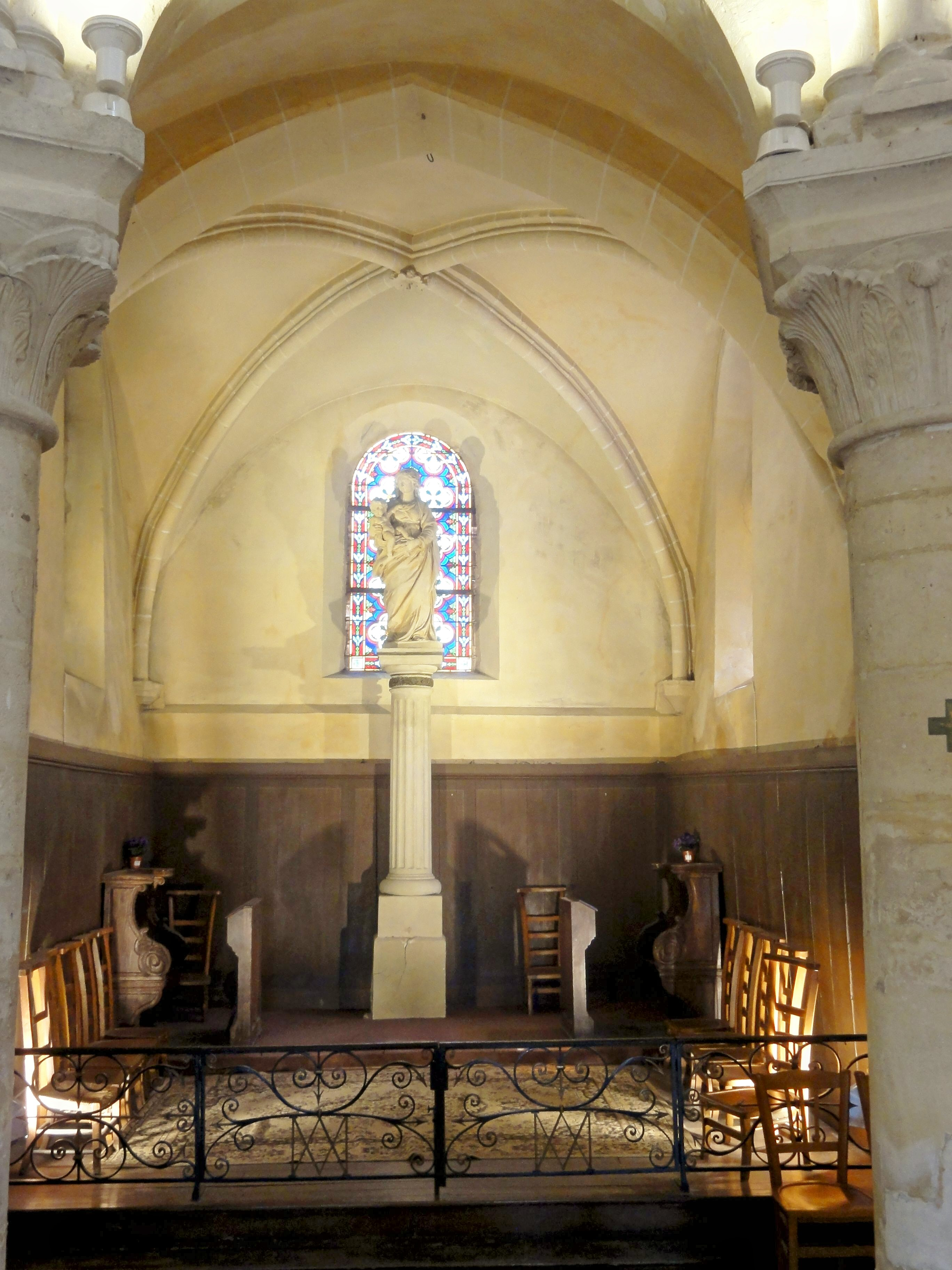
Chapelle de la Vierge.
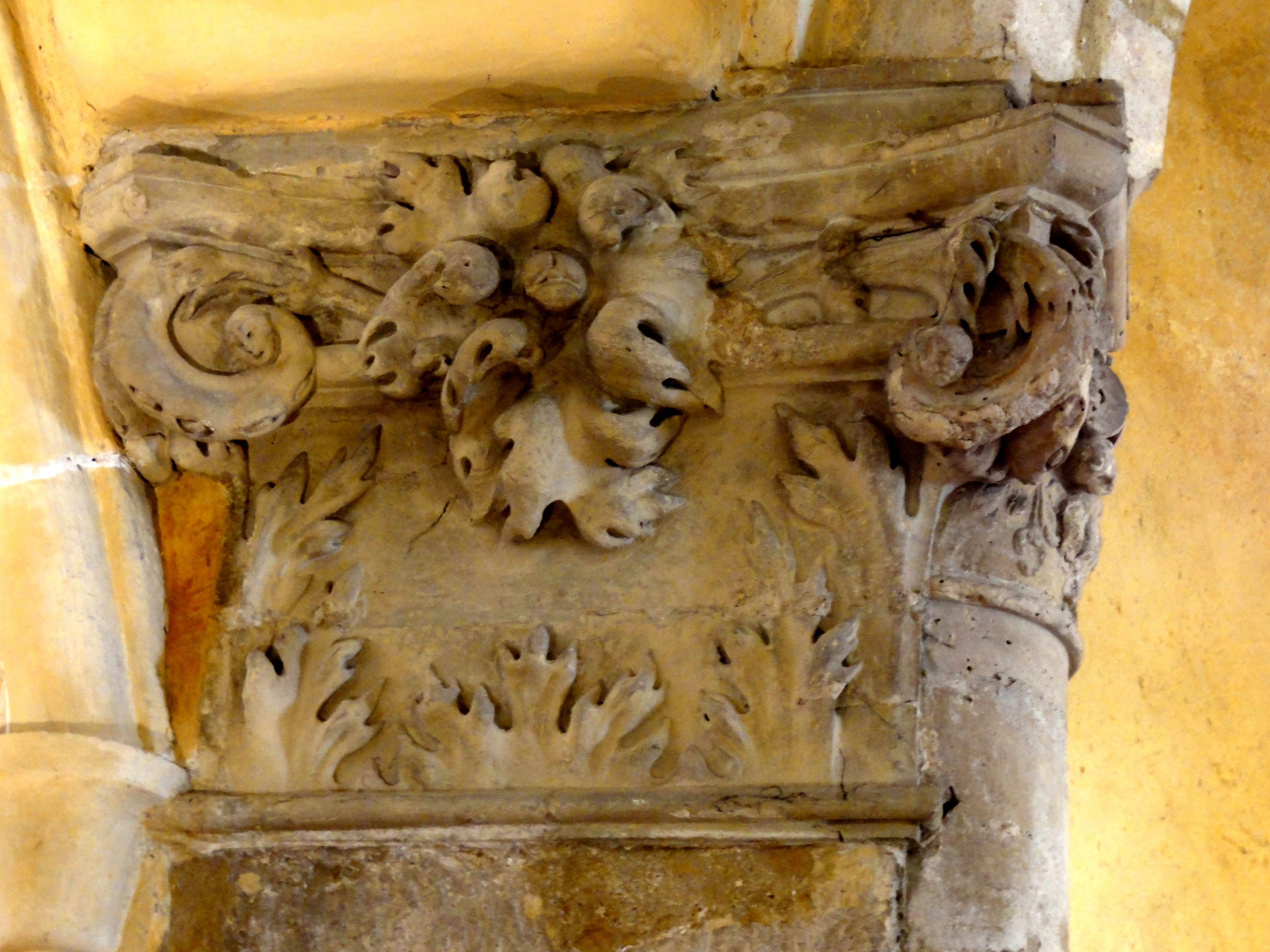
Chapiteau corinthien.

#### Transept

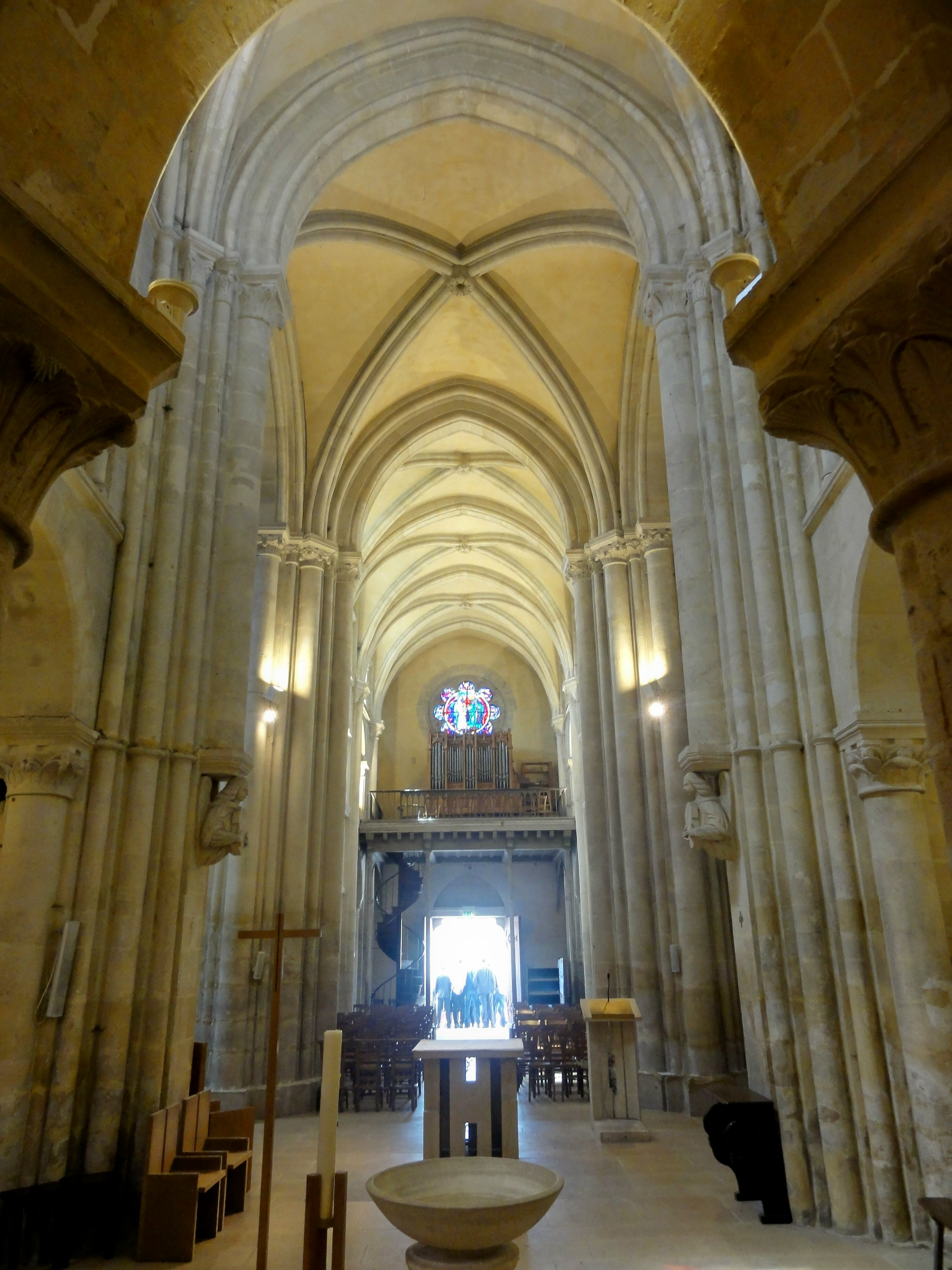
Croisée du transept, vue vers l'ouest.

Le transept se compose initialement de trois travées carrées, de dimensions et de hauteur identiques, et largement débordant par rapport à la largeur de la nef et du chœur. La voûte de la croisée repose sur quatre fortes piles, dont le diamètre paraît disproportionné pour le poids d'une simple voûte. En effet, leur vocation initiale était probablement de contrebuter le clocher, ou sinon, de le supporter. Afin de ne pas exposer des piles carrés nus aux regards, qui peuvent être d'un aspect disgracieux ton peut le constater dans l'église Notre-Dame-de-l'Assomption d'Auvers-sur-Oise, le maître d'œuvre a choisi d'augmenter le diamètre des colonnes et colonnettes supportant la voûte. Cependant, ces colonnes et colonnettes paraissent elles aussi disproportionnées, et ce qui est plus important, elles sont très encombrantes. Si l'on compare la largeur de la nef à l'écart entre les deux colonnes les plus rapprochées, celles supportant l'arc triomphal, l'on constate que les deux faisceaux de colonnes et colonnettes réunies occupent plus qu'un tiers de la largeur. De ce fait, la première et la dernière travée de l'abside demeurent invisibles depuis la nef. Il devient compréhensible pourquoi la partie basse des colonnes de l'arcade séparant la croisée de l'abside a été amputée en 1855/57. Abstraction faite de ces défauts, la croisée du transept affiche la même qualité architecturale que l'abside. Si le profil des nervures des voûtes n'est pas identique, les piles composées entre croisée et abside sont parfaitement homogènes. Du côté des croisillons, les ogives retombent par contre sur des consoles de la forme de têtes humaines, ce qui permet de dégager les étroites arcades ouvrant dans le déambulatoire et les bas-côtés. Au nord, ces consoles ont disparu derrière le mur qui condamne l'espace entre l'arcade d'origine et l'arcade basse du XIXe siècle ouvrant dans la chapelle Sainte-Marie-Madeleine. Lors de la construction de la nouvelle nef, Volkers a également opté pour des consoles pour recevoir les ogives de la dernière travée du côté de la croisée.
Quant au croisillon sud, non classé aux monuments historiques bien que resté authentique, il est d'un intérêt réduit. Dans les angles sud-est et sud-ouest, une seule console s'appuyant sur une petite têt sculpté reçoit à la fois une ogive et deux formerets. Les trois fenêtres, une dans chaque mur, adoptent les dimensions des fenêtres hautes de l'abside, mais ne sont pas décorées. Au rez-de-chaussée, au sud également, les traces d'une autre fenêtre restent visibles à gauche. La porte Saint-Jacques de style Renaissance est l'élément le plus intéressant. Son tympan arbore une immense coquille Saint-Jacques, et il est surmonté par un fronton triangulaire qui repose sur deux pilastres corinthiens cannelés. Cette porte est le seul souvenir que l'église conserve du prieuré, en plus de quelques pierres tombales, dont la plupart scellées dans le sol et devenues illisibles. Il n'y a plus trace de l'autel Saint-Jacques, où grâce à une fondation de Jean de Villiers au XIIIe siècle, rapportant quatre livres de rentes par an, un moine du prieuré lisait une messe quotidienne. Dans l'ancien croisillon nord, la niche dans le mur oriental (dont rien n'exclut qu'elle ne soit authentique) abrite l'ancien maître-autel. Avant sa restauration vers 2004, sa place était dans la chapelle de la Vierge, mais il s'agit de toute vraisemblance de l'ancien autel paroissial dédié à sainte Marie-Madeleine, qui a donc retrouvé son emplacement authentique ici. Le tabernacle de l'autel est le seul de l'église, et c'est donc lui qui renferme le Saint-Sacrement. Comme dans le croisillon sud, des pierres tombales anciennes ont été redressées contre les murs,.

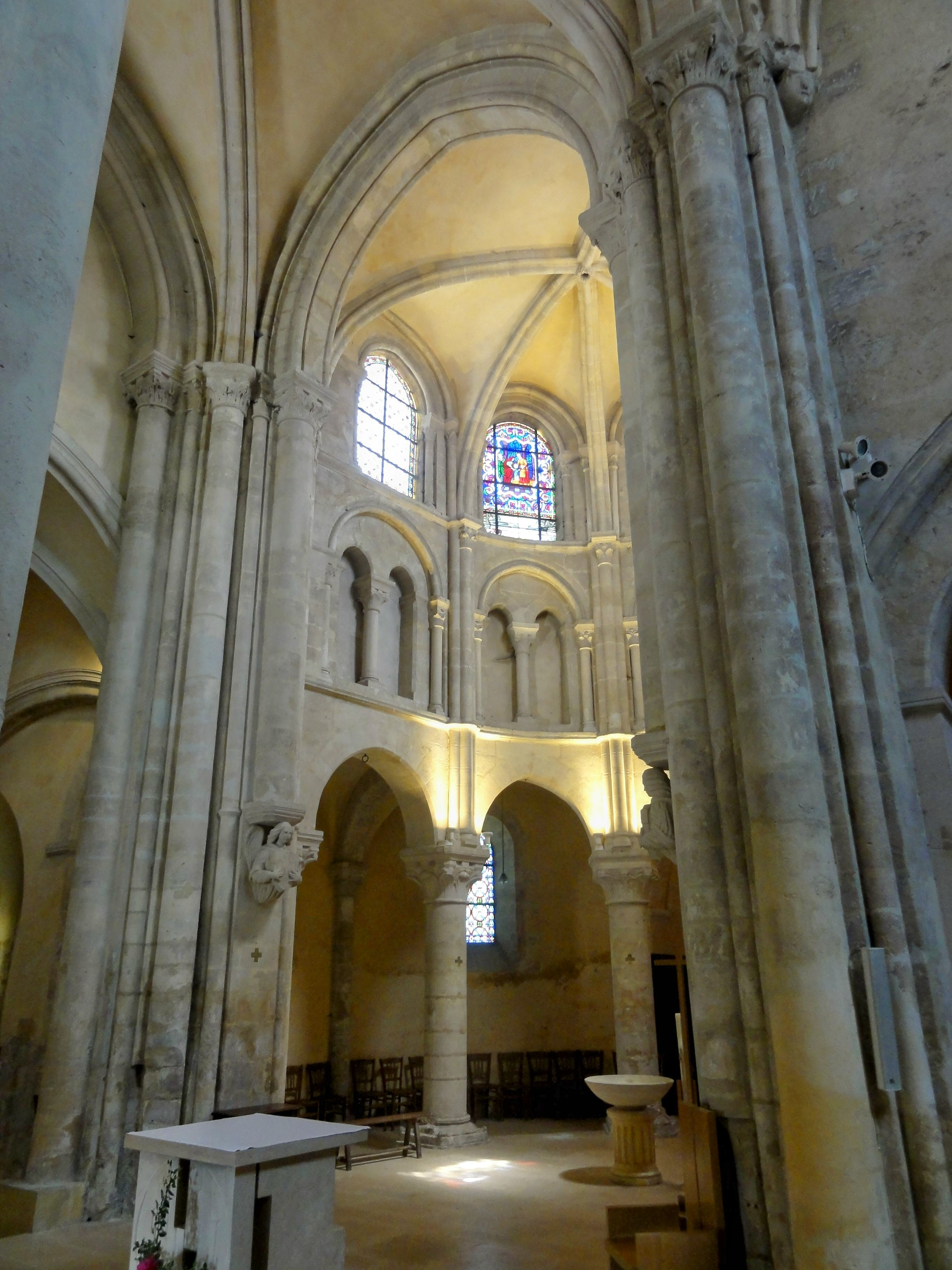
Croisée du transept.
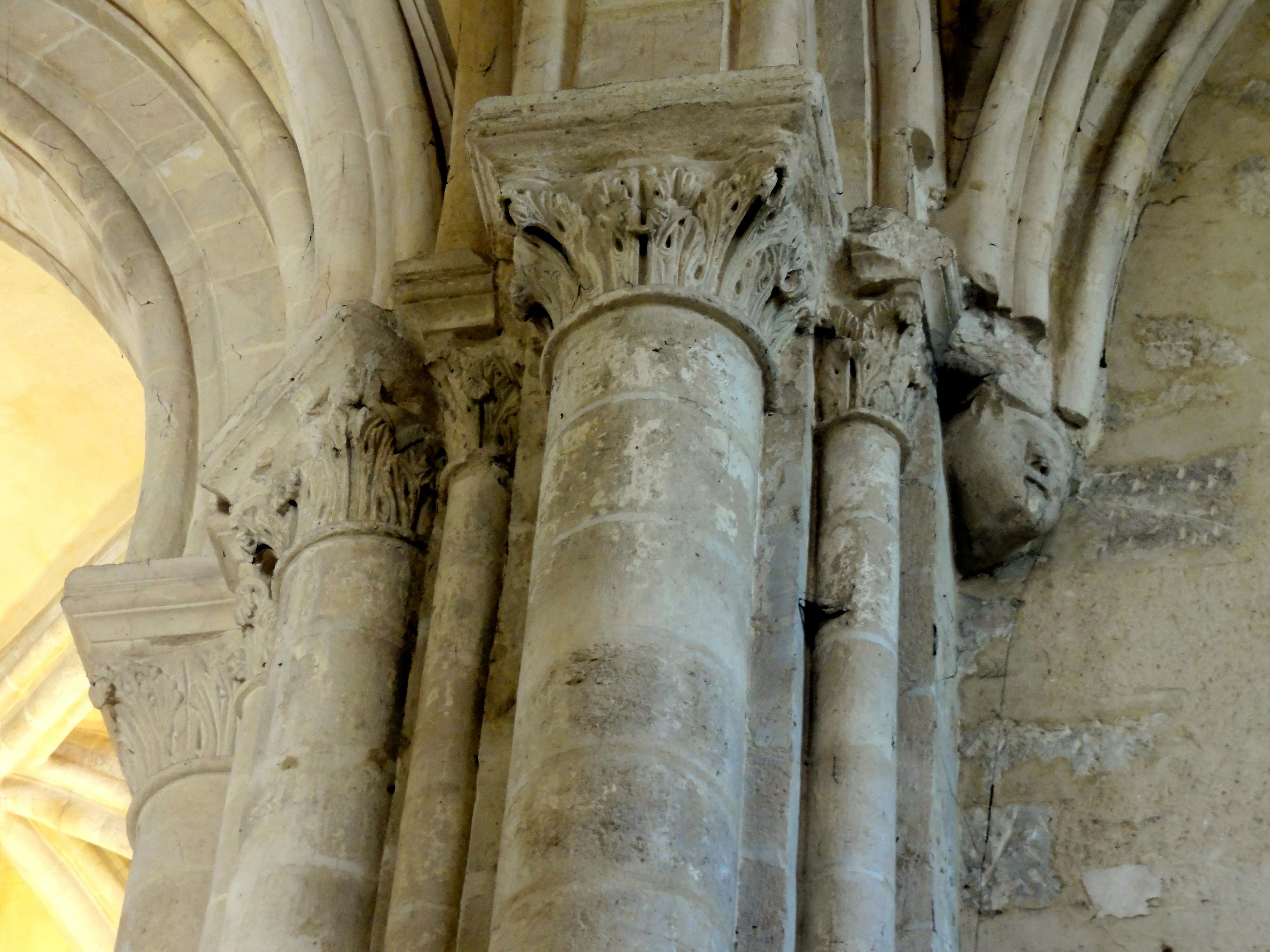
Chapiteaux de la pile sud-est.
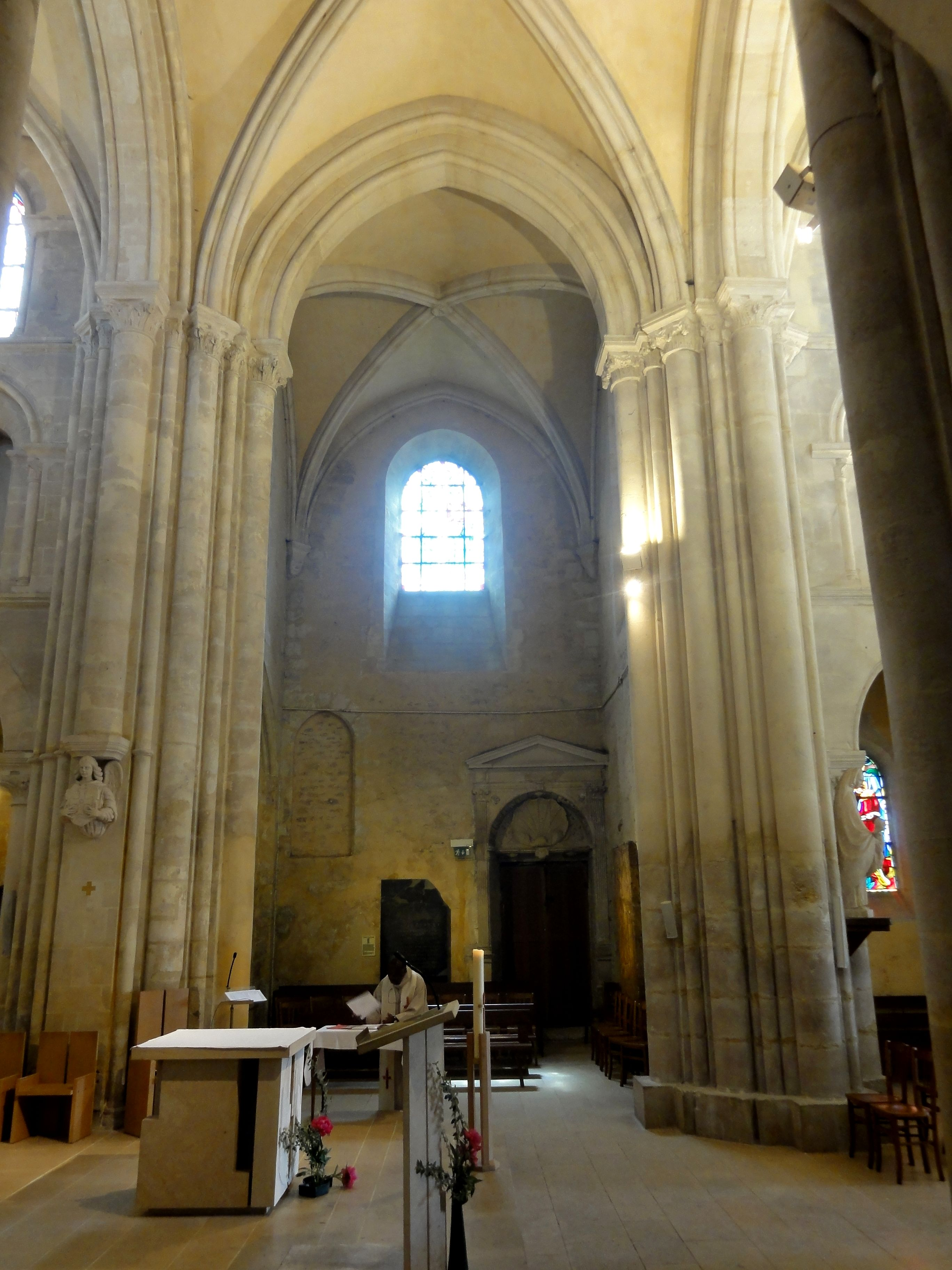
Transept, vue vers le sud.
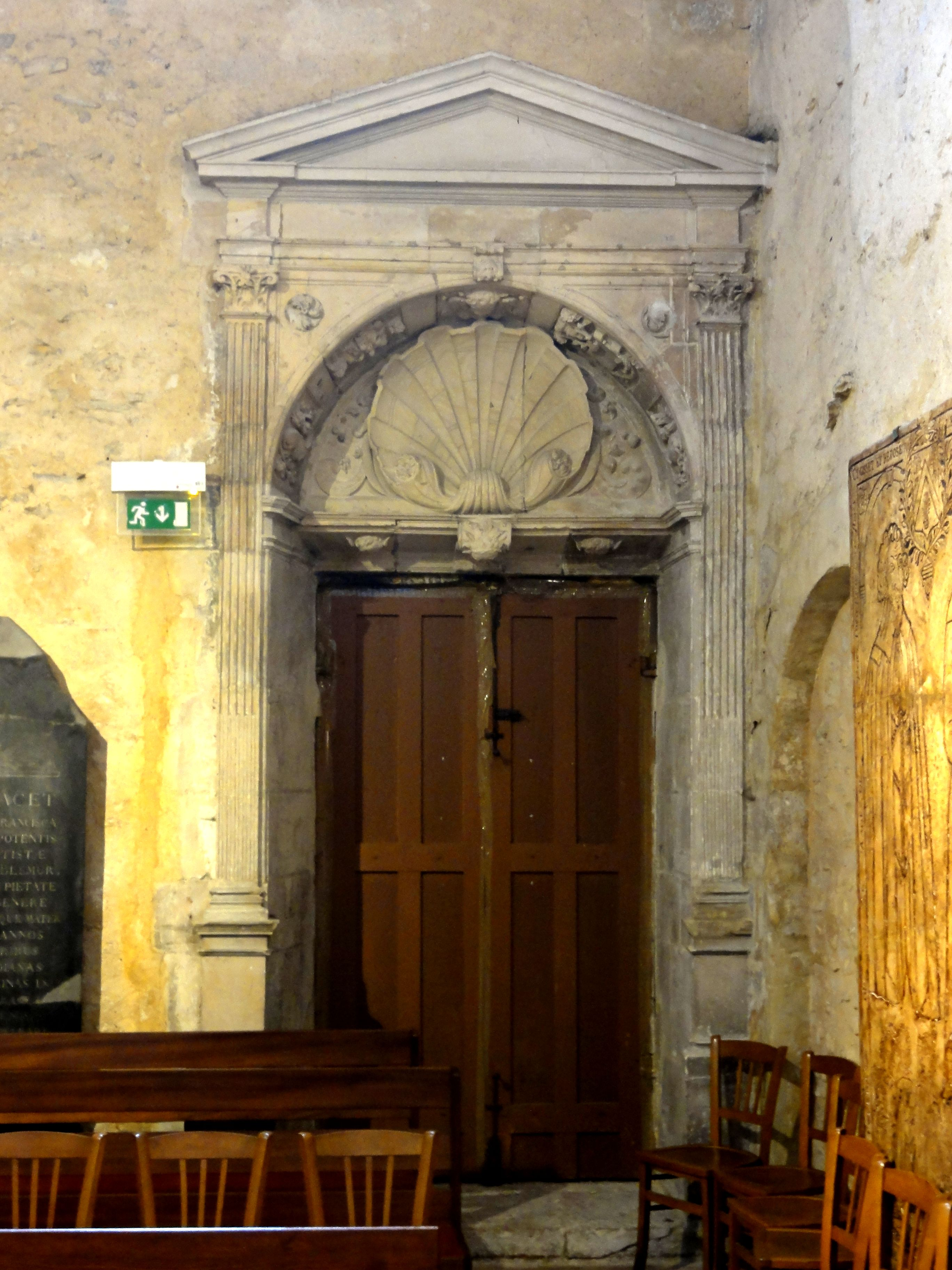
Porte Saint-Jacques.
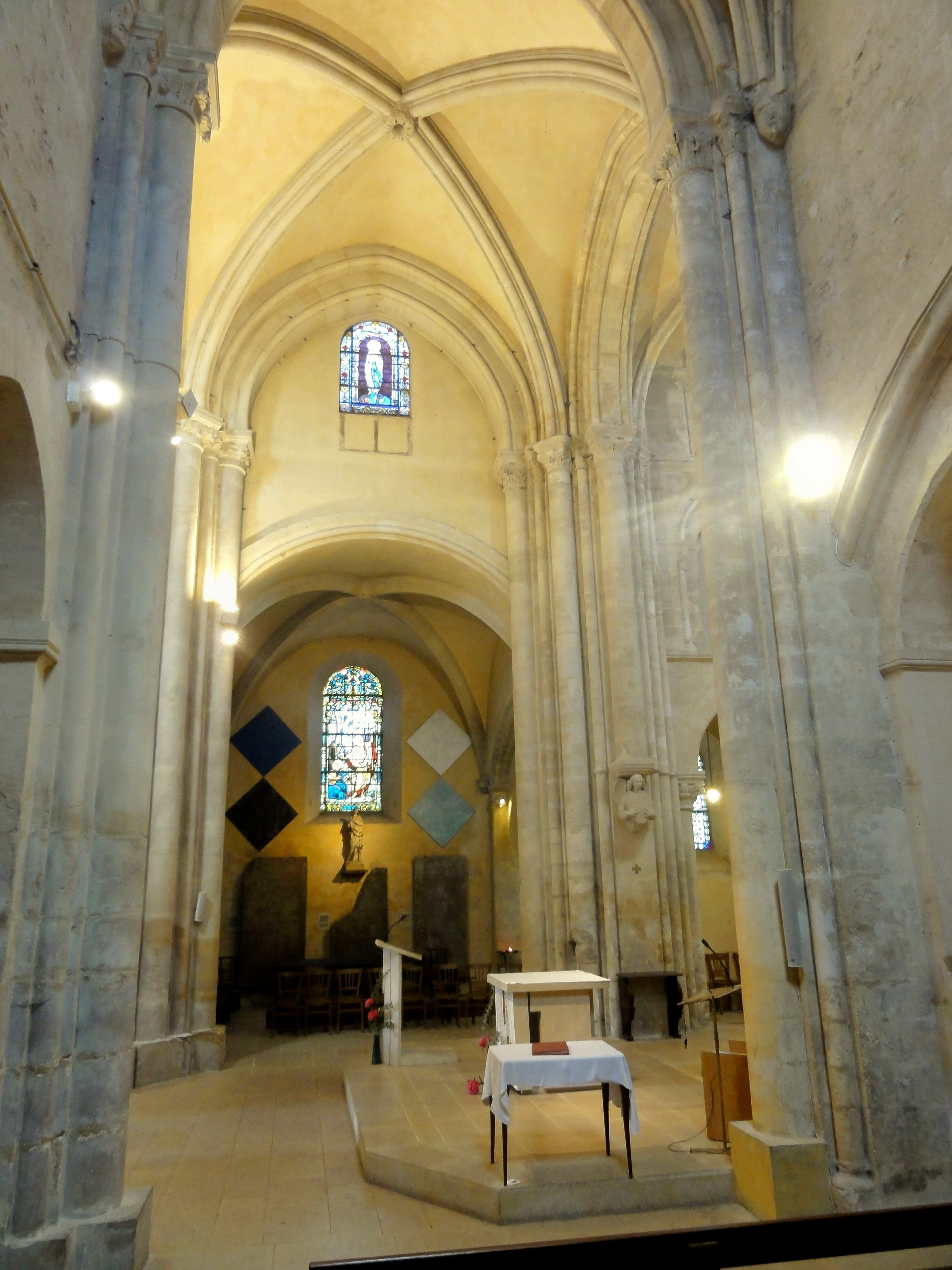
Transept, vue vers le nord.
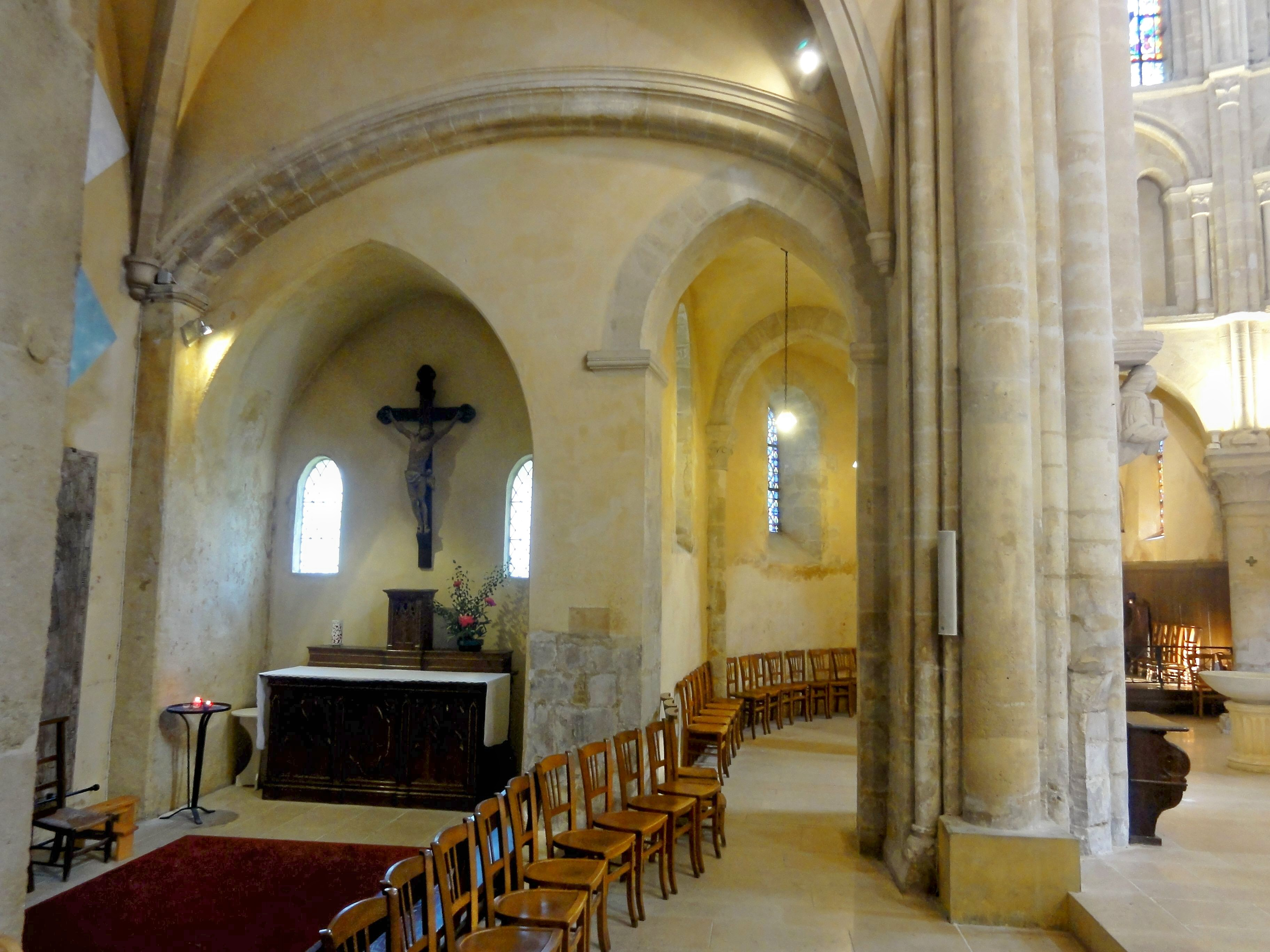
Ancien croisillon nord.

#### Nef et bas-côtés

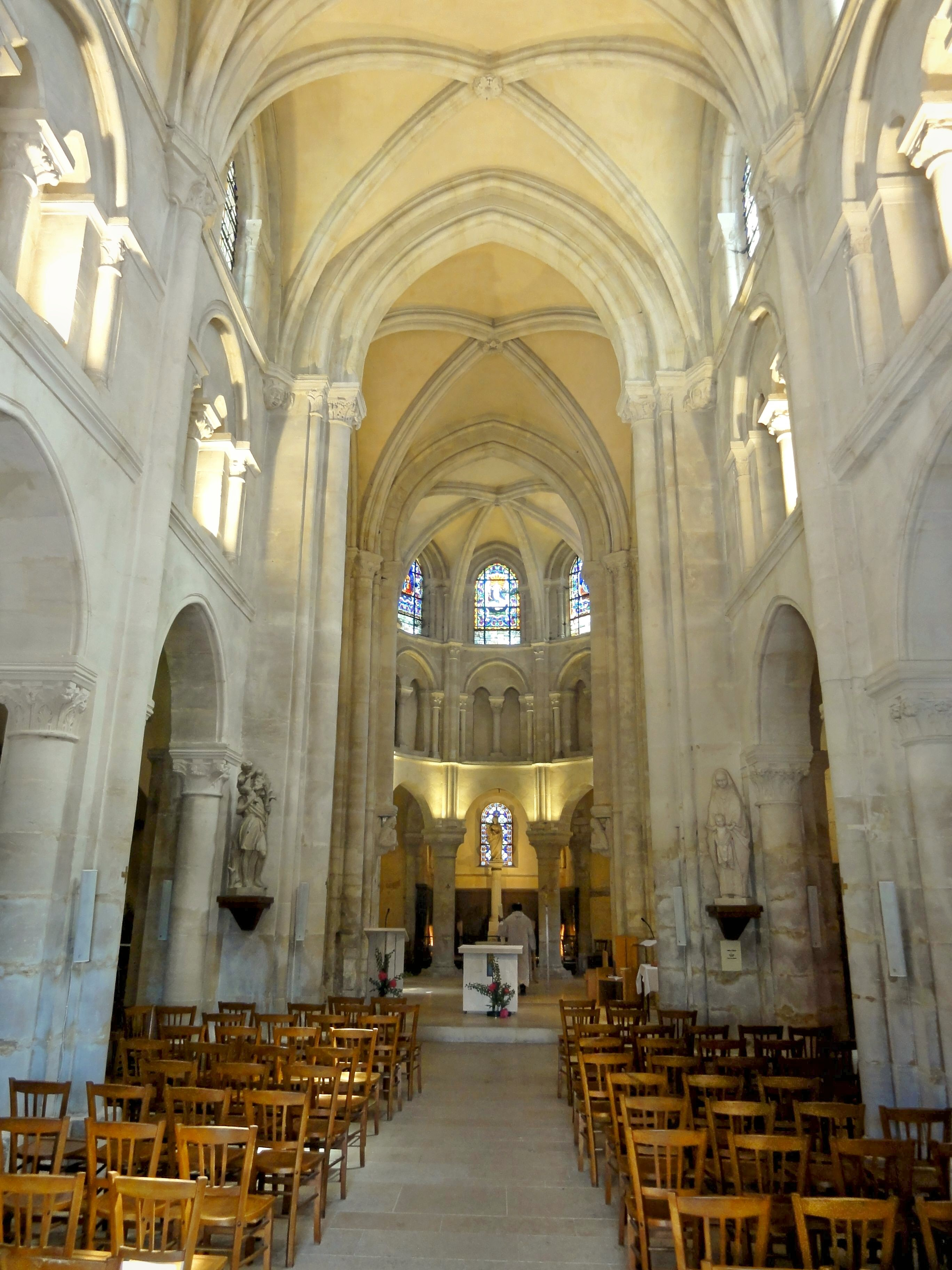
Vue générale intérieure.

Patricia Duchesne et Jean-Marie Humeau omettent de le dire clairement, mais la nef est bel et bien une création à part entière du milieu du XIXe siècle, et l'ancienne nef ayant été entièrement démolie avant la Révolution, l'on ignore la physionomie exacte de la nef d'origine. L'architecte Volkers a analysé l'abside et le déambulatoire, et il a sans doute tenu compte des arrachements des murs de l'ancienne nef à l'ouest du transept, sans que l'on sache s'il était sensible à tous les détails. Il a ainsi conçu une nouvelle nef et de nouveaux bas-côtés qui adoptent la largeur et la hauteur des anciens, sans toutefois reproduire l'élargissement des dernières travées du bas-côtés nord au XVIe siècle. Il a également transposé la plupart des caractéristiques des parties orientales sur la nef, tout en simplifiant quelque peu. Les chapiteaux notamment n'étaient pas sculptés jusqu'en 2004, ce qui amène sans doute Mathieu Lours à parler d'un « style néogothique assez raide ». Sinon, les colonnettes correspondant aux formerets des voûtes s'arrêtent sur des culs-de-lampe non sculptés accolés aux chapiteaux du second ordre, au lieu de descendre jusqu'au sol, et ne sont pas munies de chapiteaux à la hauteur de ceux qui flanquent les fenêtres hautes. Les formerets ont un simple profil carré au lieu d'être moulurés. Les bagues autour des colonnes au niveau du premier larmier manquent. Les doubleaux des bas-côtés retombent sur de simples impostes, comme à l'entrée du déambulatoire, ce qui permet d'éviter un encombrement des bas-côtés qui sont extrêmement étroits. D'autre part, les grandes arcades sont moulurées, alors que celles du déambulatoire sont simplement chanfreinées.
Mais avant et surtout, les piliers des grandes arcades ne sont pas des colonnes cylindriques isolées, mais des piliers rectangulaires cantonnés de trois demi-colonnes (deux pour les grandes arcades et une pour le doubleau correspondant de la nef). Cette disposition est propre aux « piliers faibles » qui reçoivent les ogives supplémentaires des voûtes sexpartites, que l'on retrouve par exemple dans les parties orientales des églises de Précy-sur-Oise et de Saint-Leu-d'Esserent, ainsi que de la cathédrale de Senlis, et dans toute la nef de l'église de Nesles-la-Vallée. Les voûtes sexpartites recouvrent deux travées à la fois, ce qui entraîne une alternance entre piliers forts et faibles, les piliers forts correspondant au type que l'on voit dans l'abside. Un autre parti pris par Volkers suscite des interrogations ; c'est le voûtement des bas-côtés. Étant donné leur étroitesse, des voûtes en berceau auraient été largement suffisantes et paraissent plus plausibles ; l'on se serait alors rapproché des grandes arcades et des bas-côtés de l'église de Villers-Saint-Paul, dont la nef n'a cependant jamais été voûtée. La reprise des mêmes fenêtres hautes que dans l'abside et des mêmes arcades du faux triforium représentent quant à eux des choix plausibles, dans l'hypothèse que la nef ait été contemporaine de l'abside. Ce n'est pas exclu, car l'abbé Lebeuf évoque un bas-relief sur le tympan du portail occidental, représentant l'entrée de Jésus-Christ en Jérusalem et si grossièrement exécuté qu'il le croyait du XIIe siècle (la réserve étant toutefois de mise, la connaissance de l'architecture médiévale étant très limitée au XVIIIe siècle). Si les triforiums étaient fréquents à la période de construction, ils n'étaient toutefois pas systématiques, comme le montre par exemple l'église de Précy-sur-Oise, et puisque les travées de la nef sont plus larges que celles de l'abside, le triforium aurait bien pu comporter trois arcades par travée.

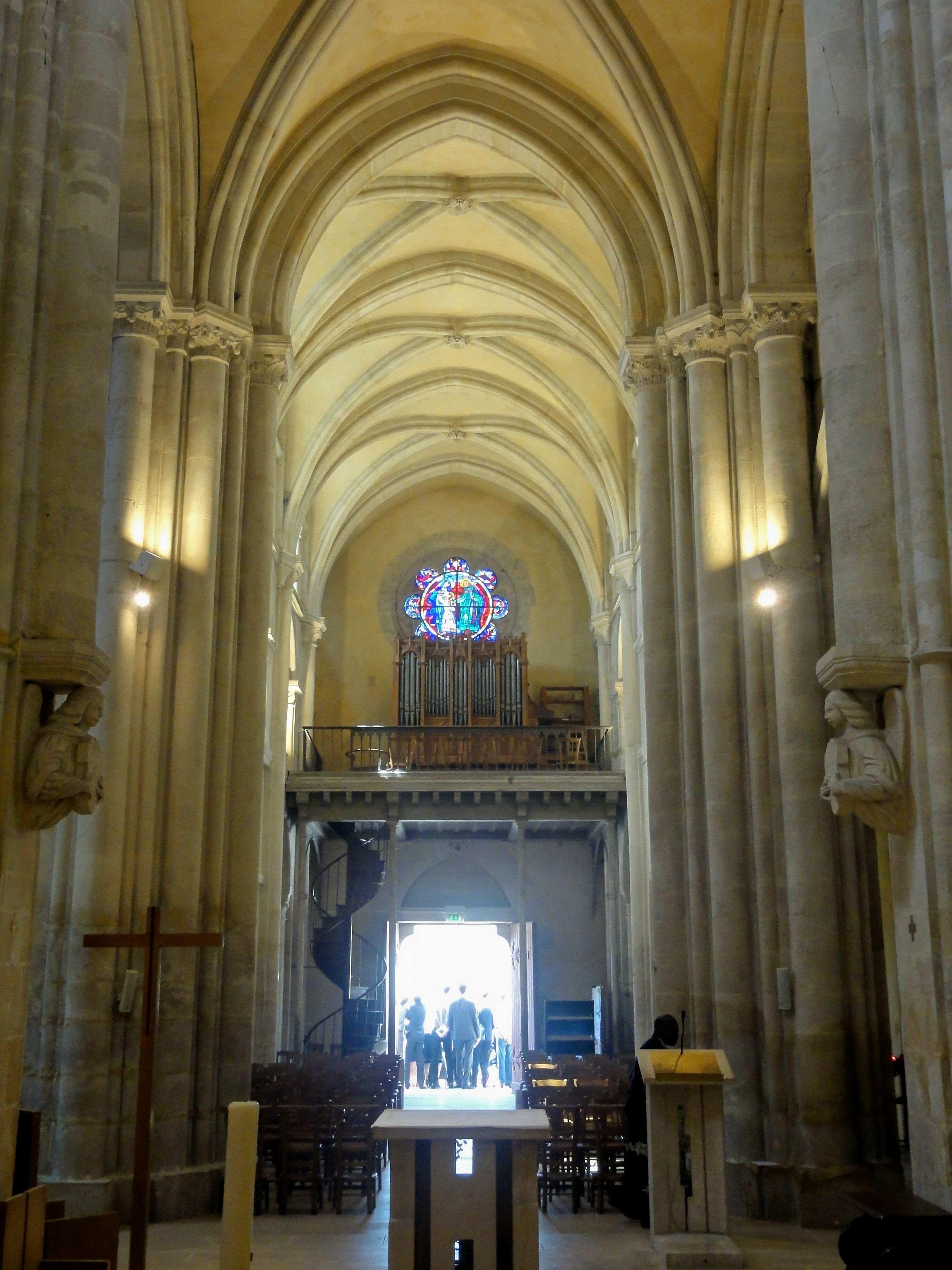
Vue depuis la croisée.
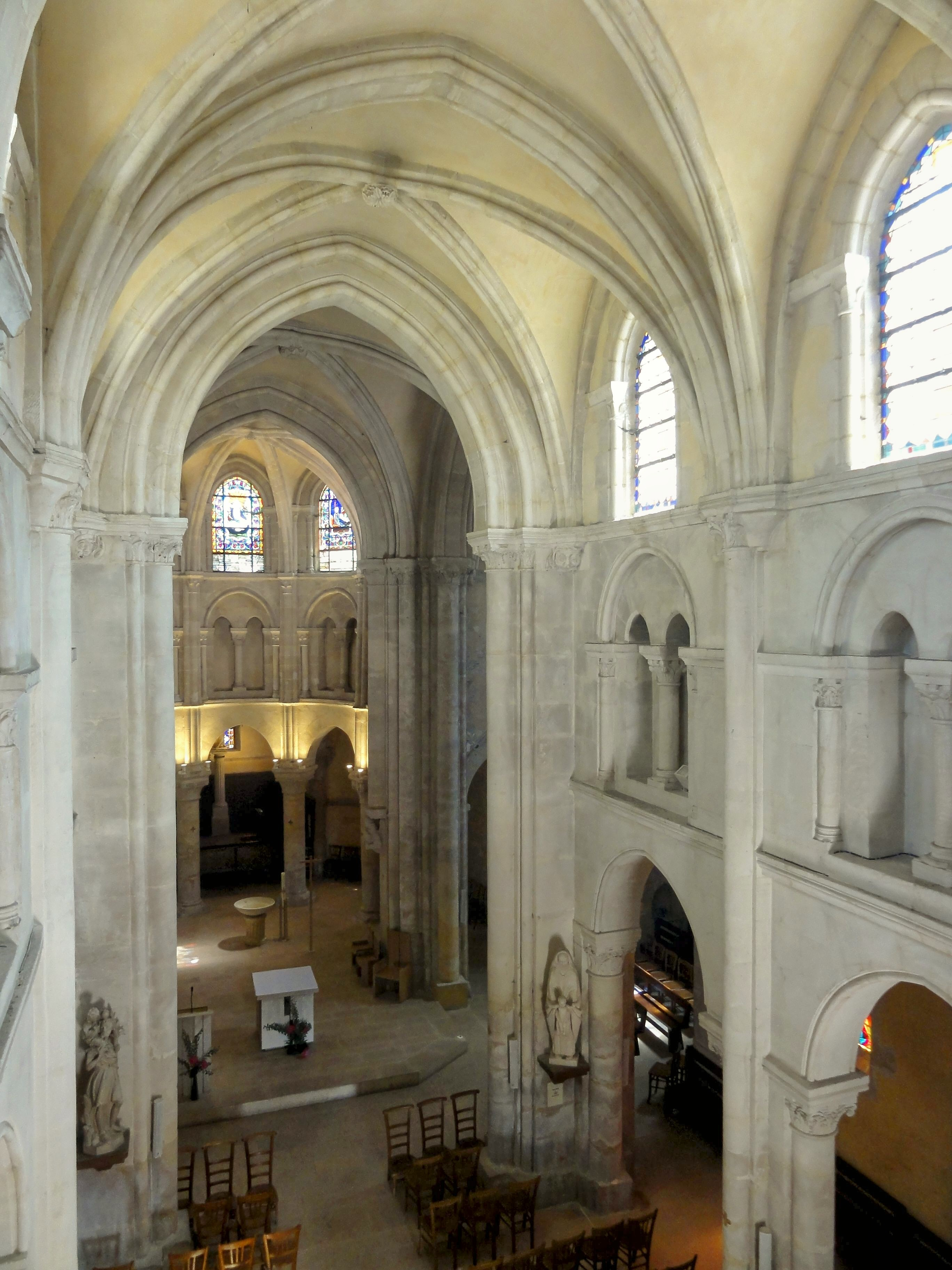
Vue depuis la tribune.
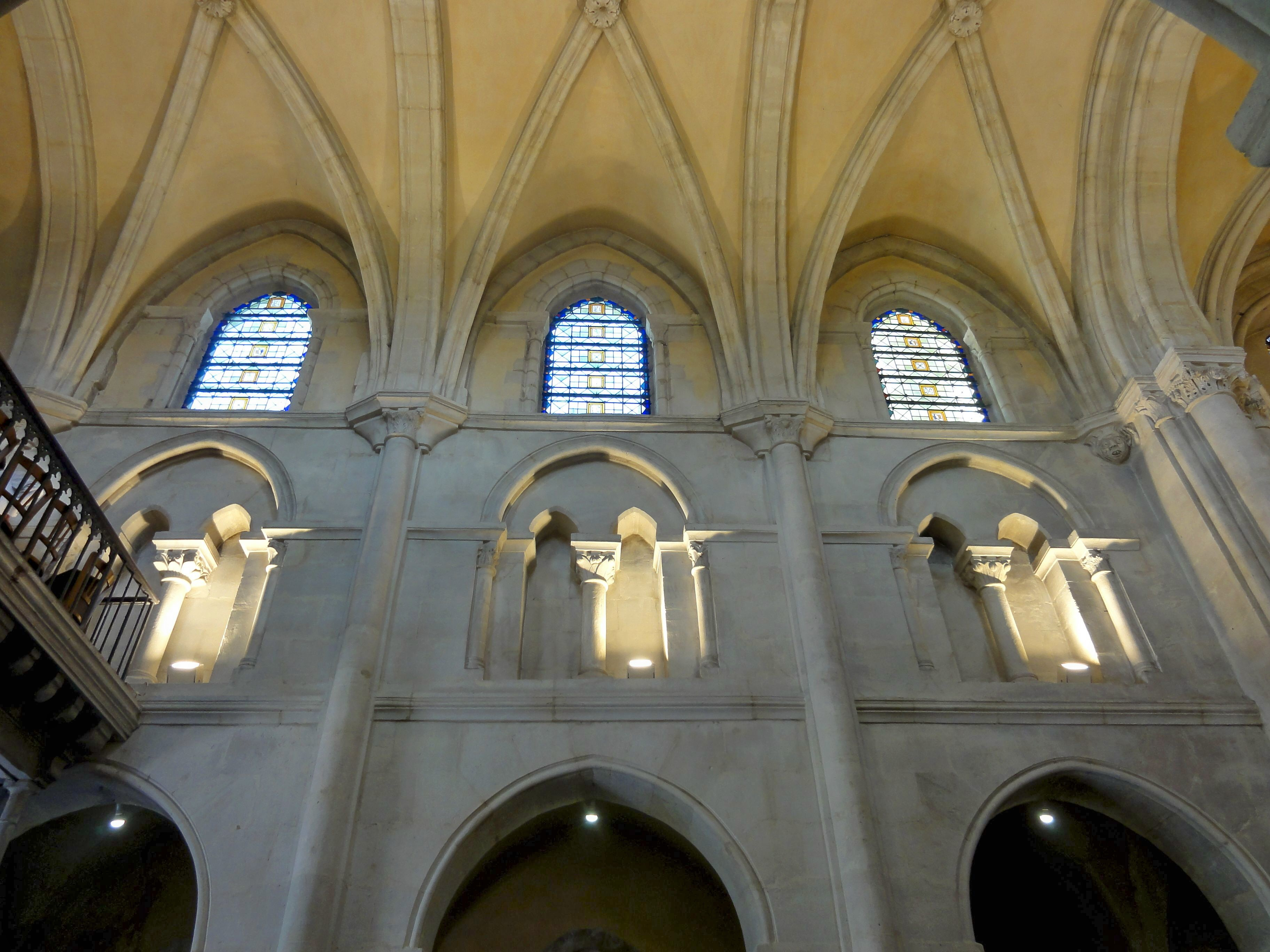
Parties hautes, côté nord.
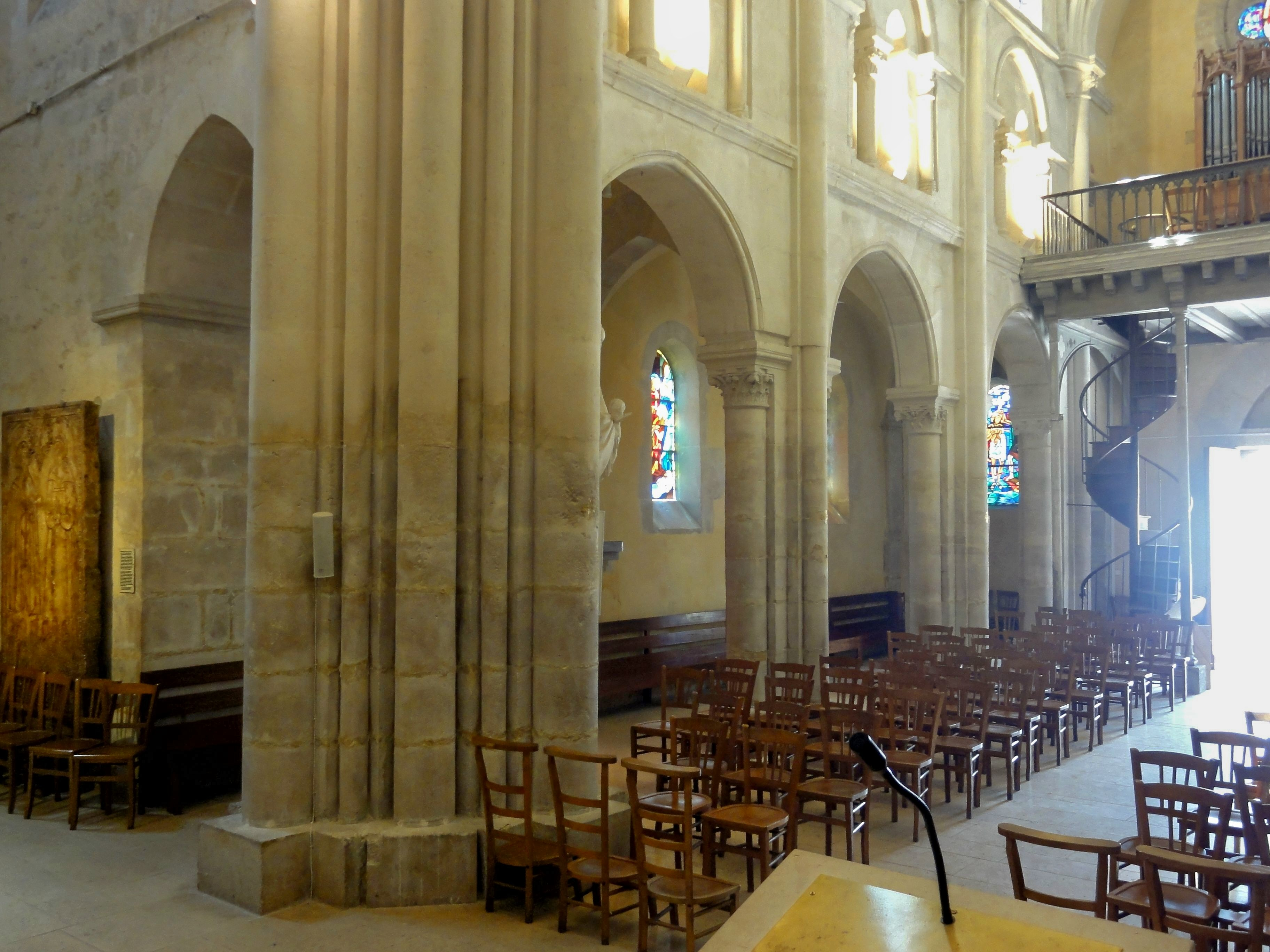
Vue sur le bas-côté sud.
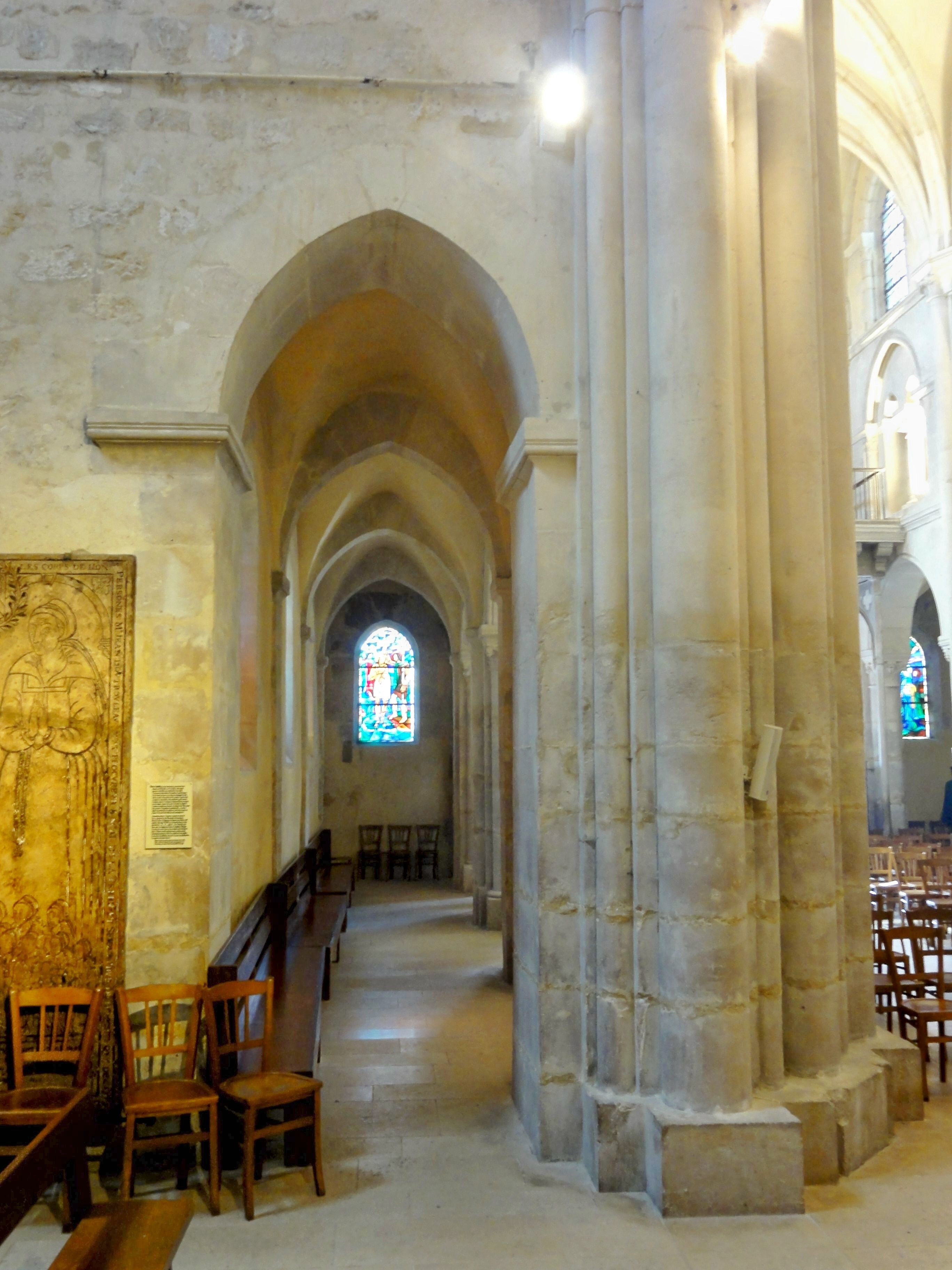
Bas-côté sud.
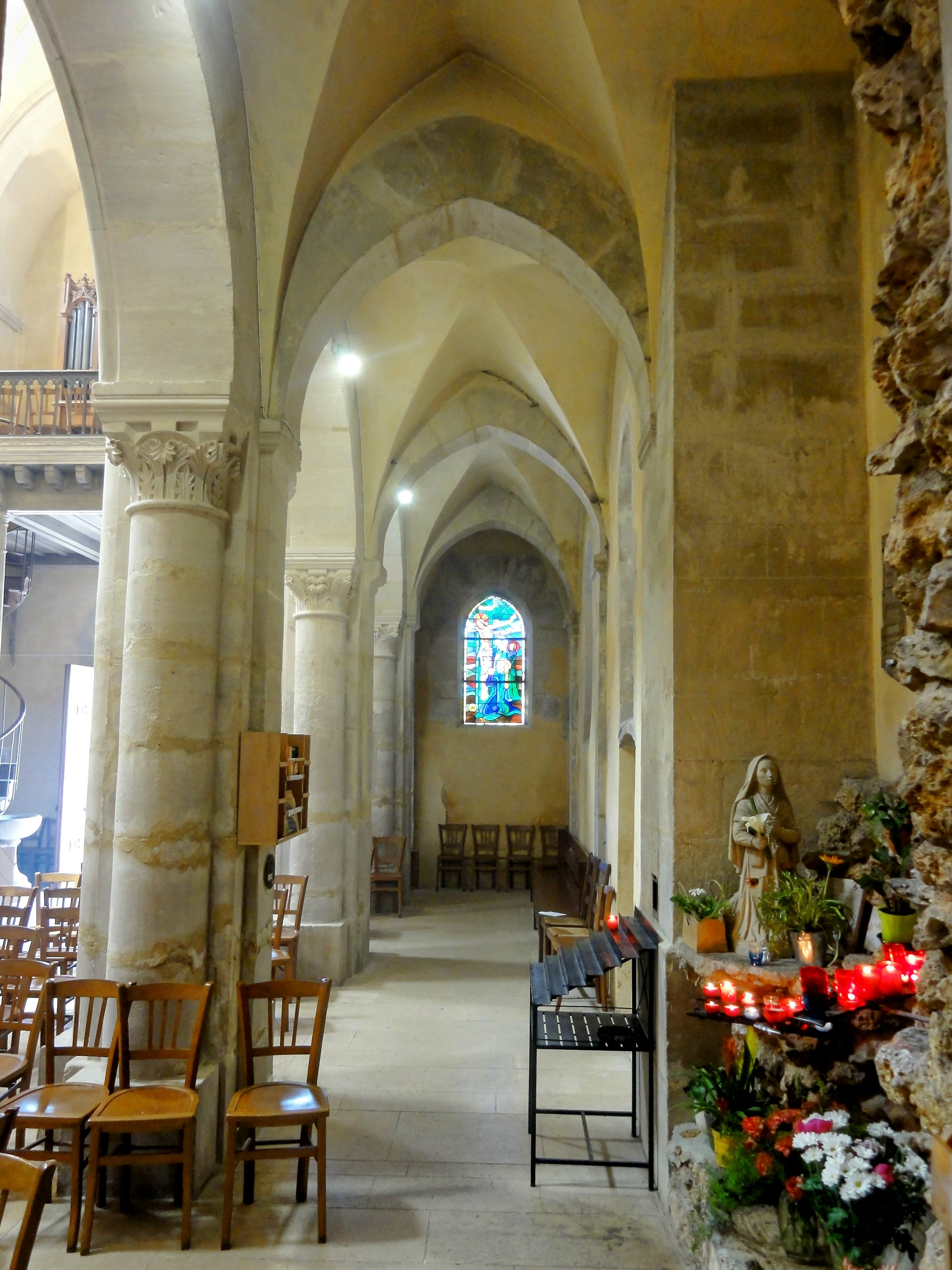
Bas-côté nord.

### Extérieur

#### Parties orientales

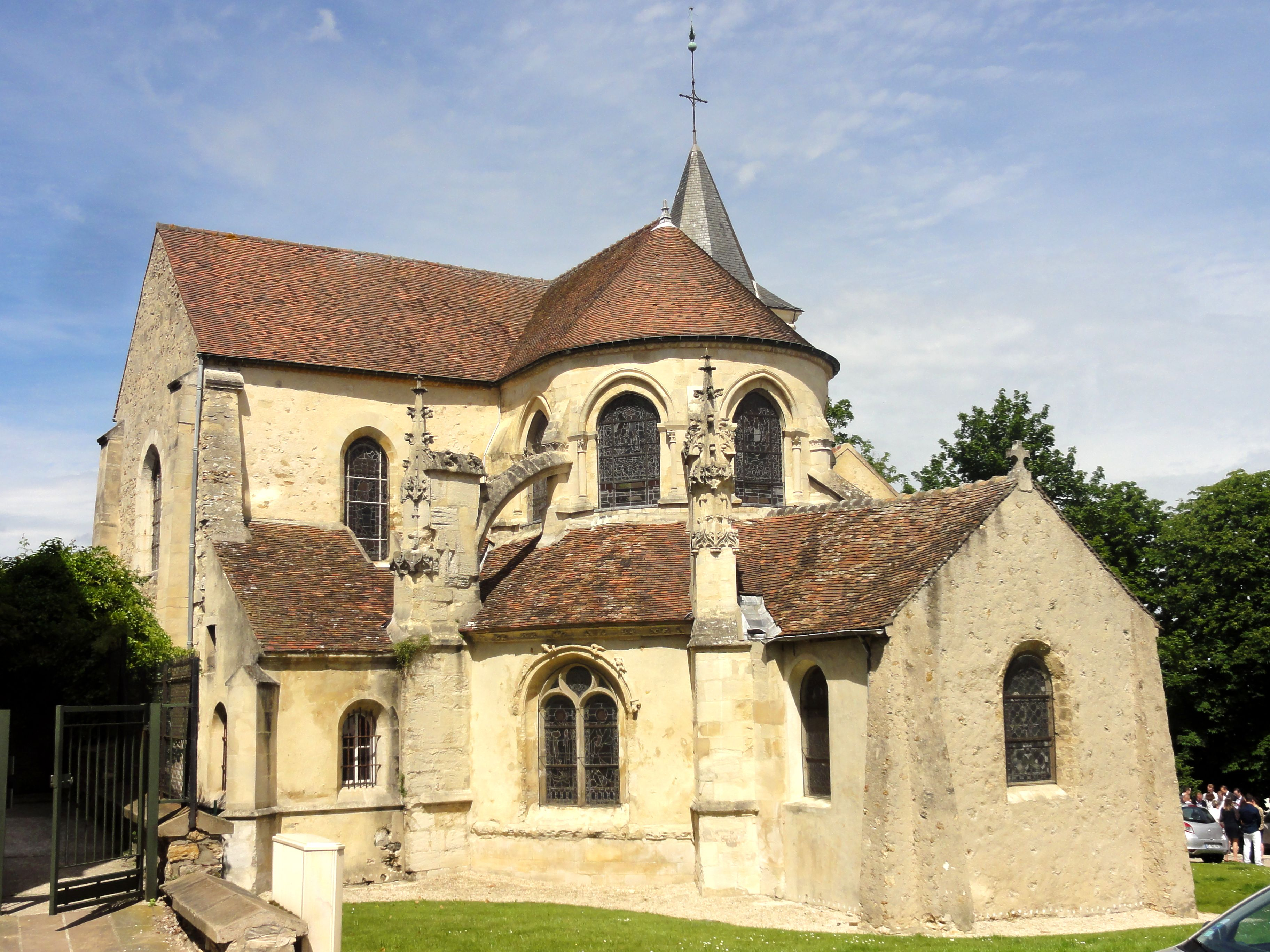
Vue du chevet depuis le sud-est.

La partie la plus intéressante reste le chevet, par ailleurs bien mis en valeur et dégagé d'autres bâtiments. L'organisation intérieure ressort clairement grâce à l'étagement des toitures. Les fenêtres hautes de l'abside possèdent la même décoration qu'à l'intérieur, c'est-à-dire une archivolte torique reposant sur deux fines colonnettes à chapiteaux. Par contre, les fenêtres sont dépourvues de seuil, et le larmier inférieur s'interrompt en dessous de chaque fenêtre. En haut, le mur est couronné par une corniche en pointe-de-diamant. Les trumeaux des fenêtres sont subdivisés en deux parties par des contreforts peu saillants, qui se retraitent en dessous du larmier déjà mentionné, et qui se terminent par un glacis. Fait assez rare, ils sont décorés d'une corbeille de chapiteau de feuillages et d'une astragale directement en dessous du glacis terminal. Ce décor est exactement aligné sur les chapiteaux à côté des fenêtres. Les quatre arcs-boutants à simple volée s'insèrent dans les contreforts. Les deux contreforts du nord sont entièrement recouverts par un chaperon et ont été refaits en 1898 en reproduisant la physionomie d'origine, du milieu du XIIe siècle. Au sud, les deux contreforts flamboyants de la première moitié du XVIe siècle sont nettement plus hauts et arrivent jusqu'en dessous des chapiteaux. De petits animaux fantastiques peuplent ces arcs-boutants, ainsi que les chaperons de leurs culées ; ils s'apparentent à des hermines. Un pinacle occupe la partie antérieure de la culée, décoré d'accolades plaquées, et se terminant par une flèche garnie de bourgeons et amortie par un fleuron. Au niveau du rez-de-chaussée, le motif de la corniche évoque la frise à l'intérieur de la même travée. L'archivolte de la fenêtre Renaissance est garni de trois tout petits chérubins nus, le quatrième à gauche a été bûché. Ainsi, la partie sud-est du chevet présente une cohabitation de trois styles architecturaux - gothique primitif, gothique flamboyant et Renaissance, qui ne soulève pour autant aucun problème esthétique. La travée sud du déambulatoire se cache derrière la sacristie, et la travée orientale est précédée par la chapelle d'axe qui n'affiche aucun style particulier. Son décor se résume en une croix en antéfixe,.

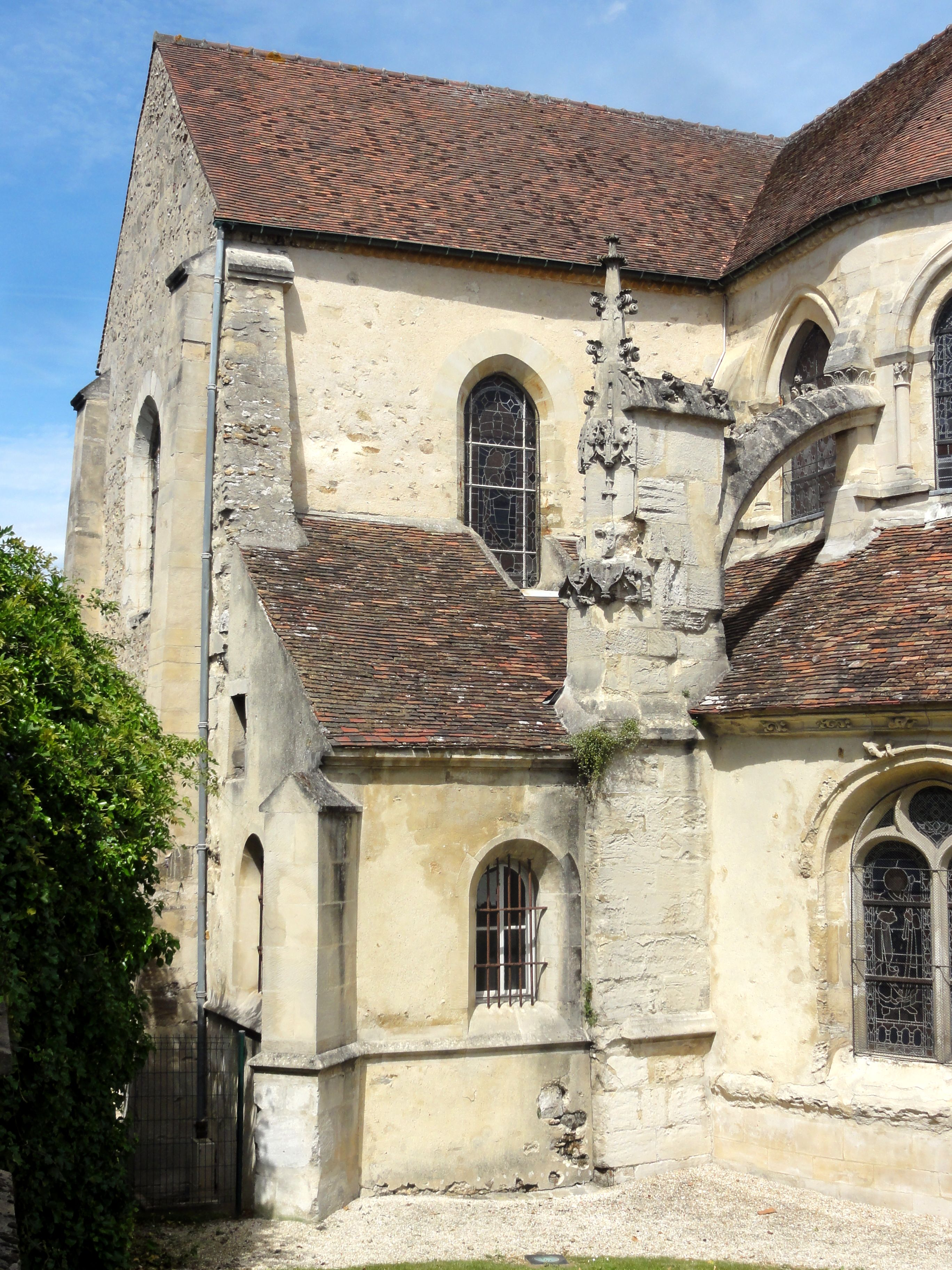
Croisillon sud et chevet.
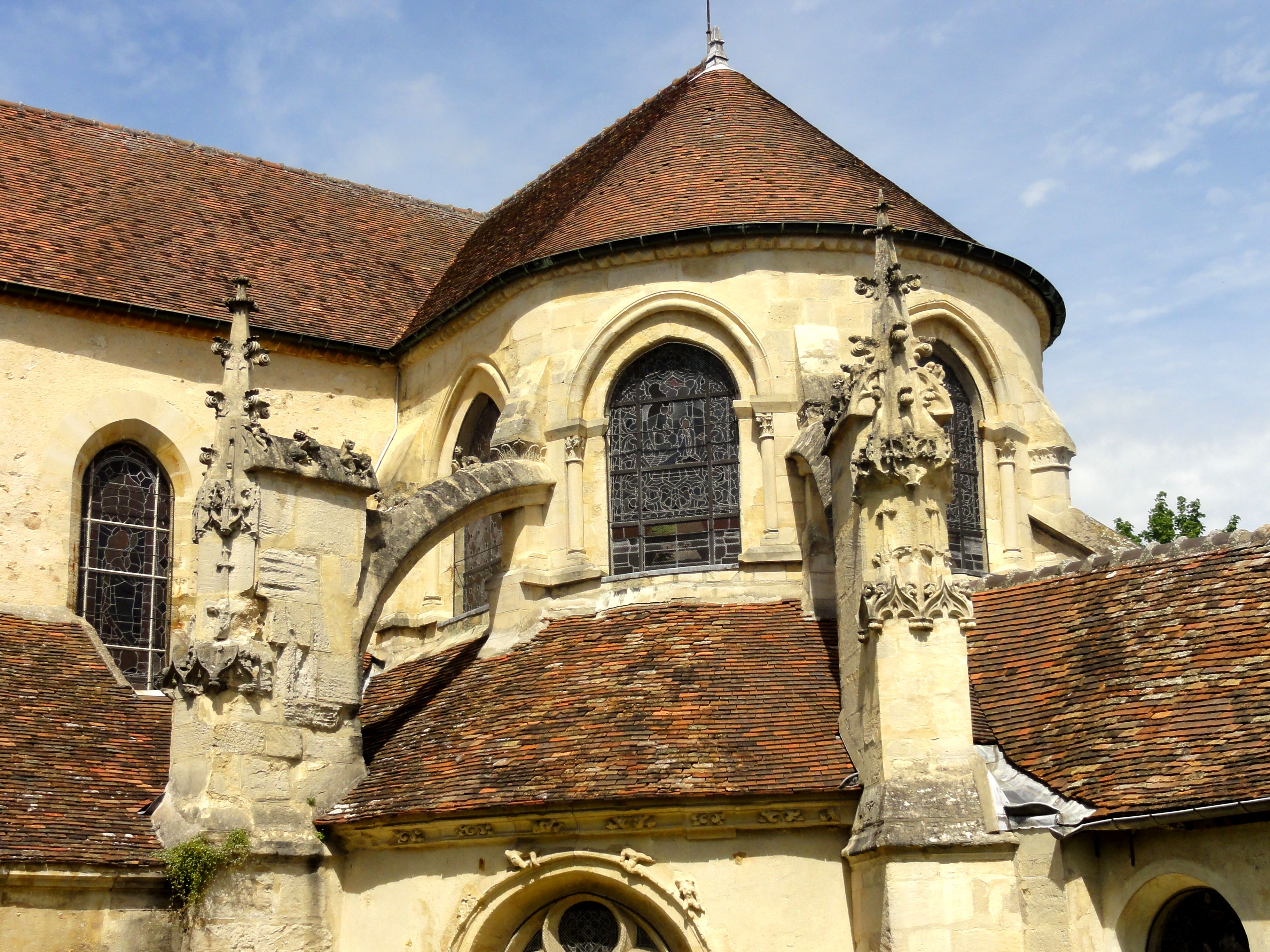
Parties hautes de l'abside.
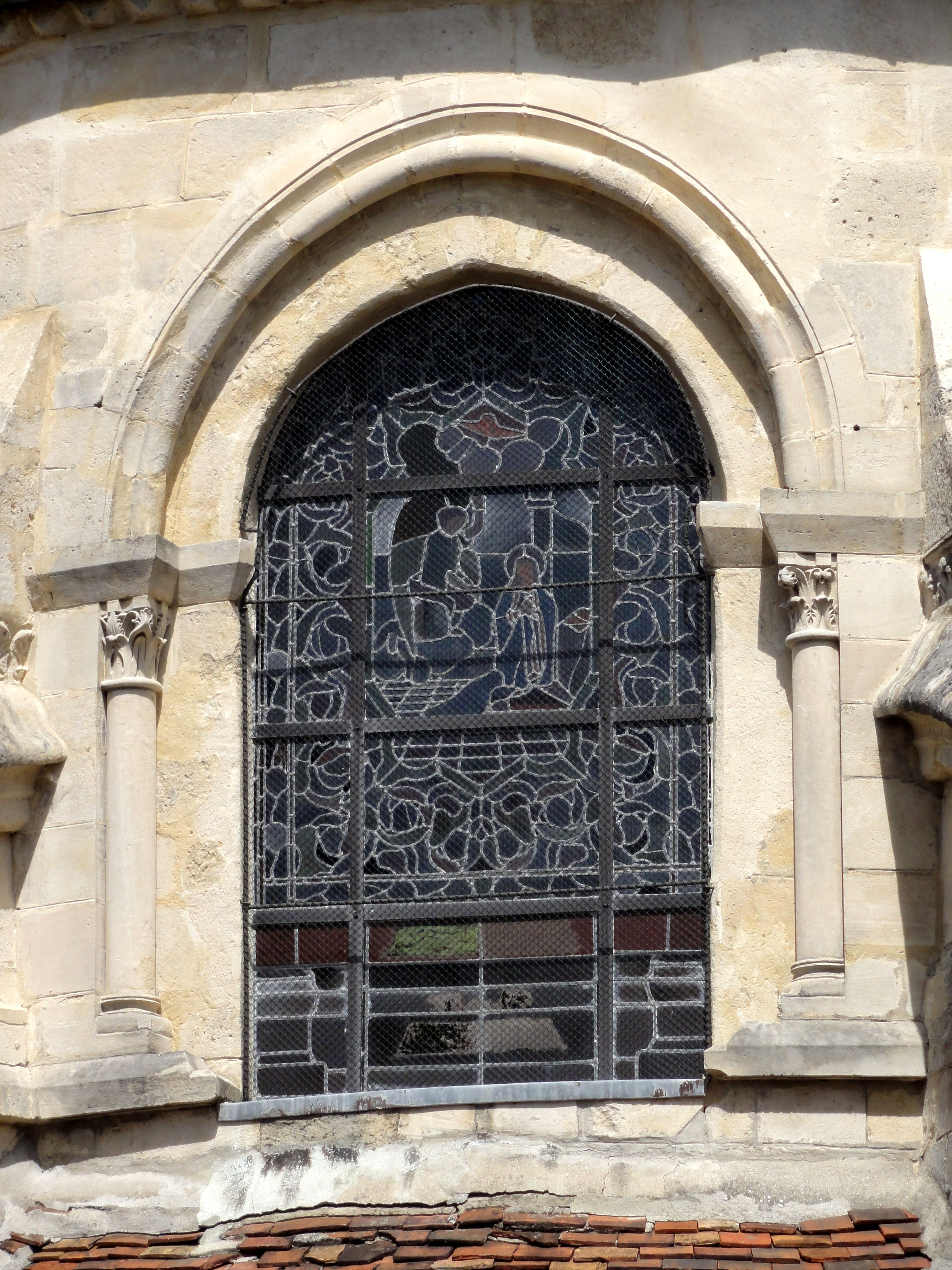
Fenêtre haute de l'abside.
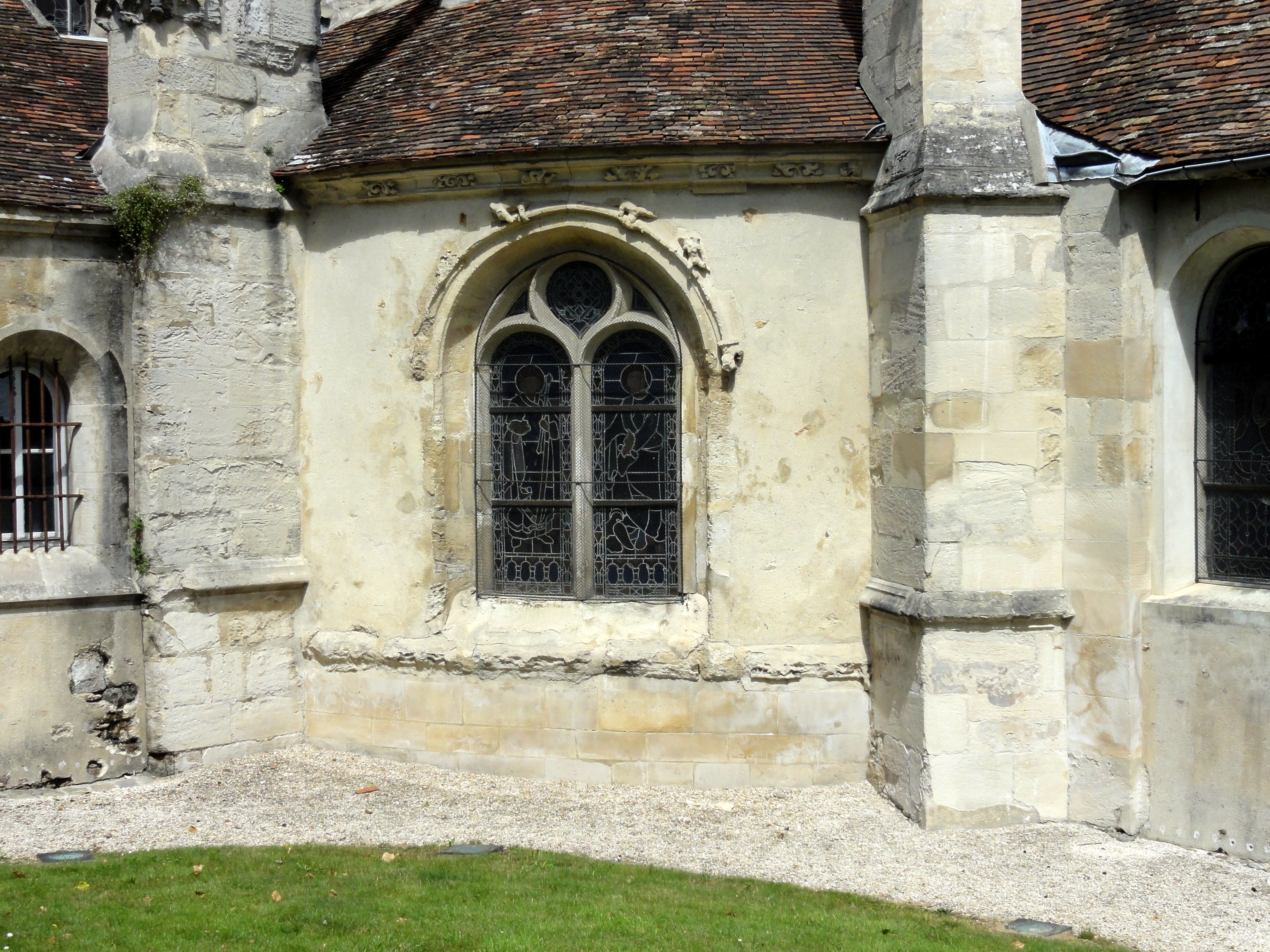
Déambulatoire, côté sud-est.
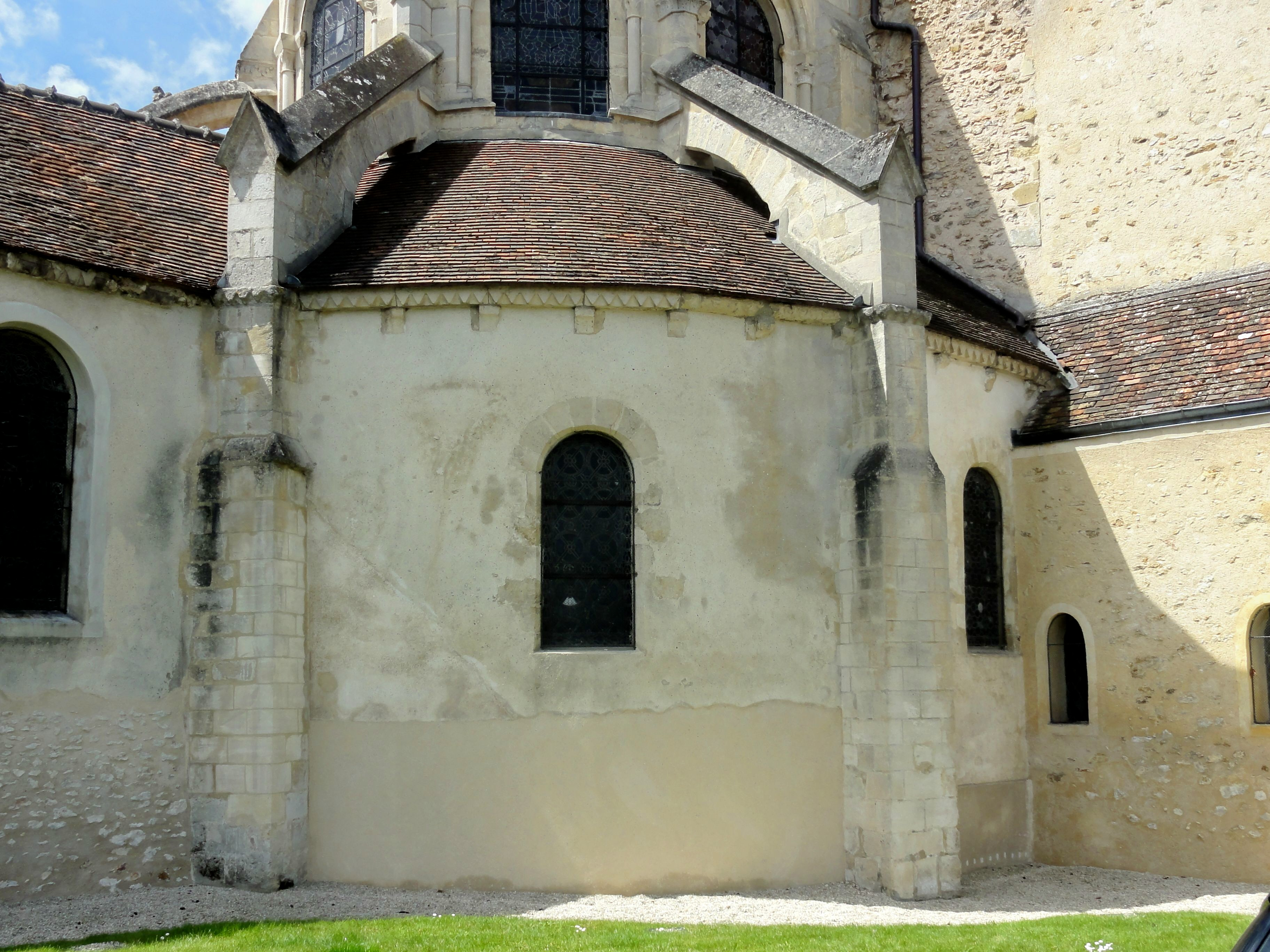
Déambulatoire, côté nord-est.
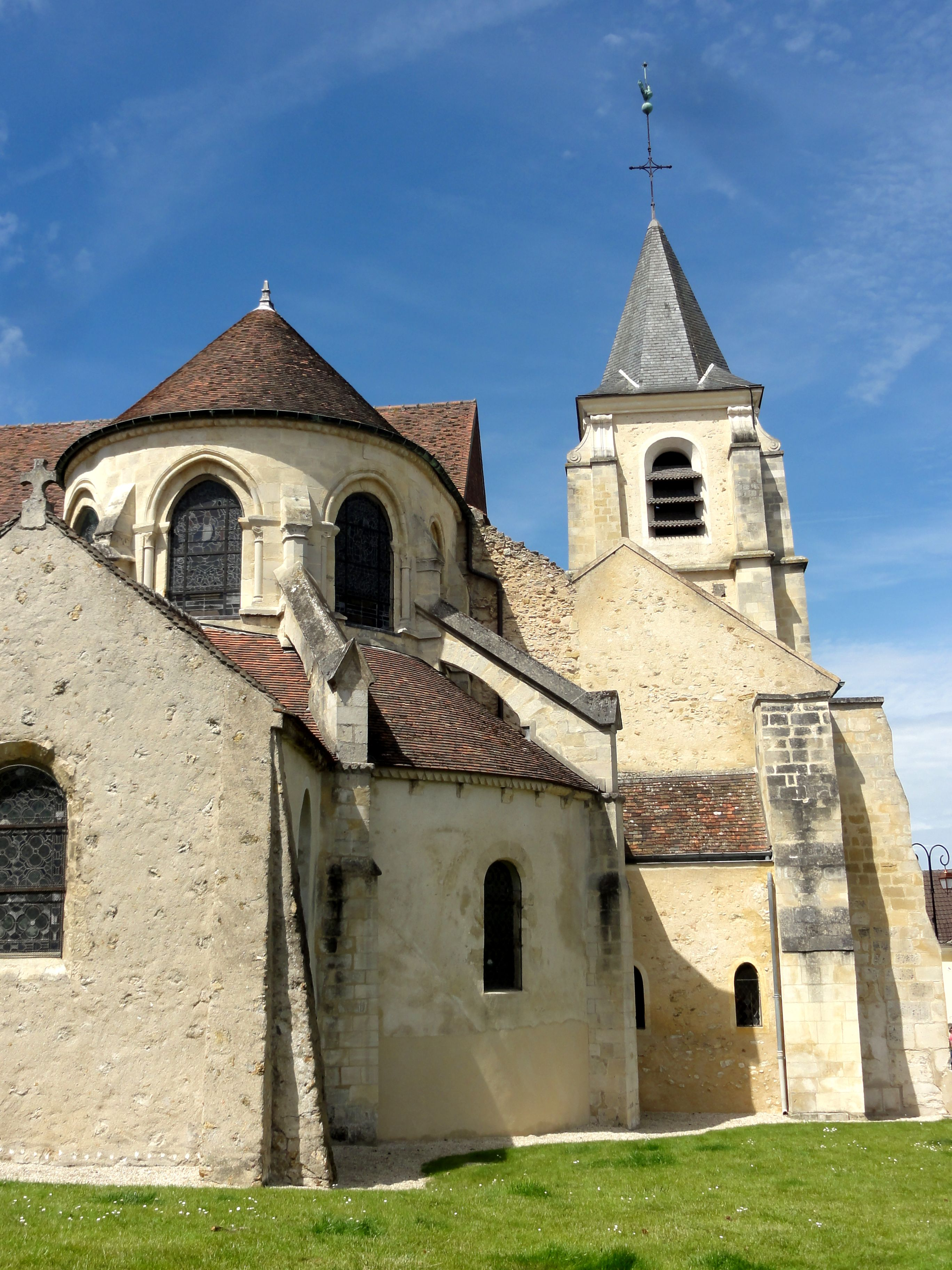
Chevet et clocher.

#### Transept et nef

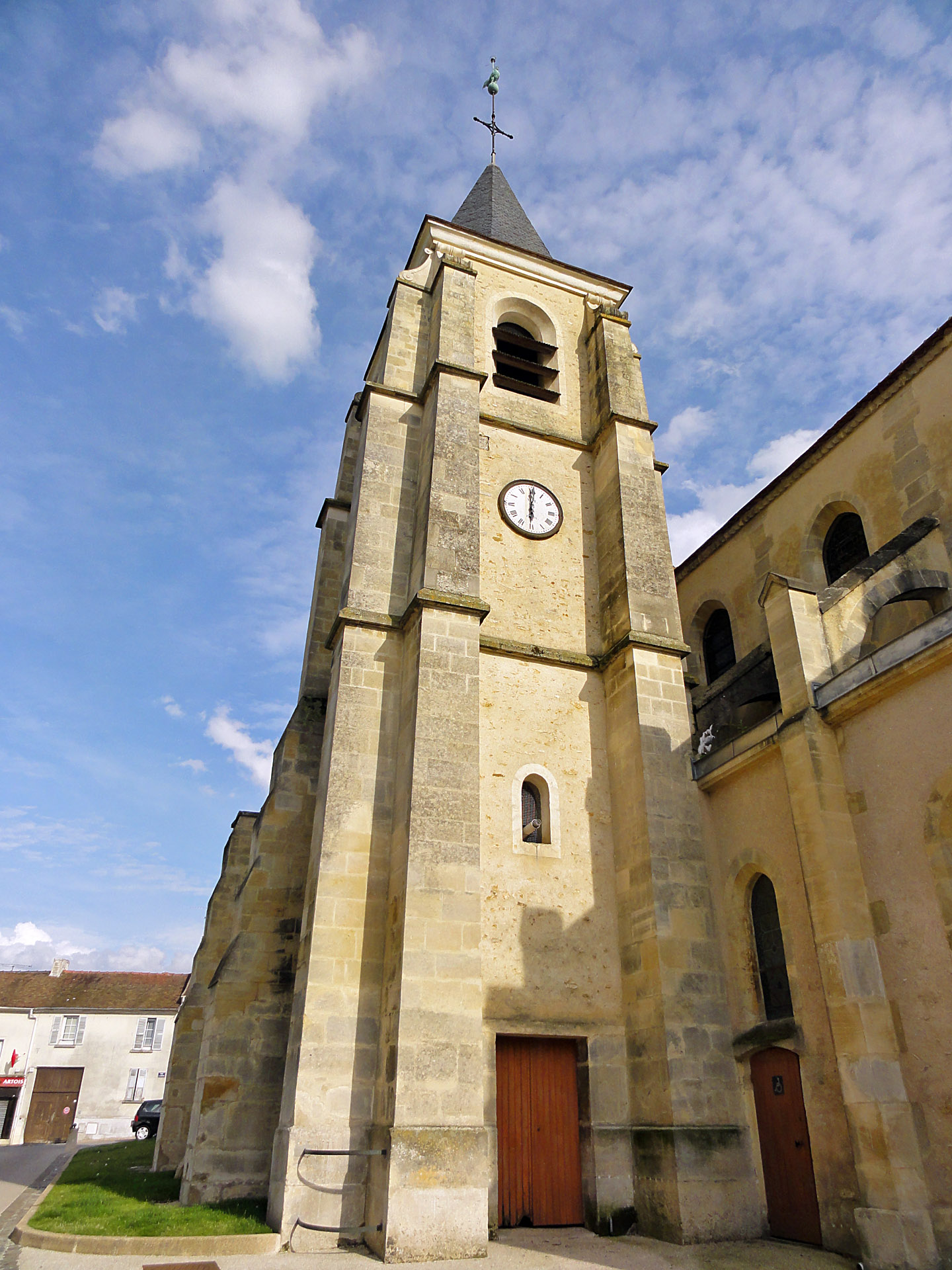
Clocher, vue depuis l'ouest.

Au nord-est et au nord, le déambulatoire conserve son mur du milieu du XIIe siècle, qui se termine par une corniche de denticules reposant sur des modillons. Les fenêtres ne sont pas décorées. À côté, le croisillon nord ne garde d'authentique que les puissants contreforts à ressauts, qui s'arrêtent un peu trop brusquement à la naissance du toit, signe qu'ils ont dû monter bien plus haut, peut-être jusqu'en bas de l'étage de beffroi de l'ancien clocher. Bien qu'authentique, le croisillon sud est très loin du traitement très soigné dont le chevet a bénéficié, peut-être parce qu'il n'était visible que depuis le domaine du prieuré. En effet, les fenêtres ne sont pas décorées, et les murs sont construits en petits moellons irréguliers. Les contreforts ont apparemment été refaits. Au niveau du rez-de-chaussée, la porte Saint-Jacques a retrouvé sa splendeur ancienne. Si l'on compare avec la photo prise par Félix Martin-Sabon avant 1896, l'on note que la porte était bouchée, et que la colonne corinthienne de gauche et son chapiteau manquaient, ainsi que la majeure partie du fronton. Ces colonnes correspondent aux pilastres à l'intérieur, mais le tympan avec sa grande coquille Saint-Jacques n'a pas son homologue à l'extérieur. Le symbole apparaît toutefois sur la clé de voûte. Sur les murs gouttereaux, réapparaît la corniche en pointe-de-diamant des murs hauts de l'abside, que Volkers a donc de toute logique transposée sur la nef. Ses élévations latérales sont d'une grande simplicité. Les arcs-boutants assez bas se rapprochent de ceux du XIIe siècle. Les fenêtres ne sont pas non plus décorées, contrairement à ce qui est le cas à l'intérieur. À partir du seuil des fenêtres, l'appareil disparaît sous un crépi ocre, hormis pour les chaînages exécutés en pierre de taille. En dessous des fenêtres apparaissent les arcs de décharge du faux triforium, ce qui n'est jamais le cas sur une église gothique authentique. Les toits en appentis très faiblement inclinés des bas-côtés sont incompatibles avec des galeries ouvertes sur les combles : l'architecte médiéval aurait donc créé une étroite galerie de circulation ou galerie factice, dont l'épaisseur aurait été compensée par un retrait du mur haut, que ce soit à l'intérieur ou à l'extérieur. Sinon, l'architecte aurait opté pour des toits plus raides, permettant la création de galeries. C'est le cas à Auvers-sur-Oise, dont l'élévation latérale de la nef se rapproche en de nombreux aspects à Domont. Quoi qu'il en soit, davantage d'efforts ont été faits pour la façade occidentale, qui bien qu'assez sobre, comporte une rosace à douze festons, sans remplage conformément à la période de construction au XIIe siècle suggérée par l'architecte, ainsi que de jolis culs-de-lampe, sur lesquels retombent les bandeaux en forme de sourcil surmontant les fenêtres des bas-côtés. Ces culs-de-lampe représentent des feuilles et les fruits du châtaignier, bien répandu en forêt de Montmorency, et de part et d'autre du portail, l'on trouve des grappes et des feuilles de vigne. D'une austérité monastique, le portail occidental ne comporte pas d'autre décor, et son tympan reste nu. Le linteau repose sur deux consoles. Rien n'est à signaler quant au clocher, que ce ne soient les enroulements qui couronnent les contreforts,.

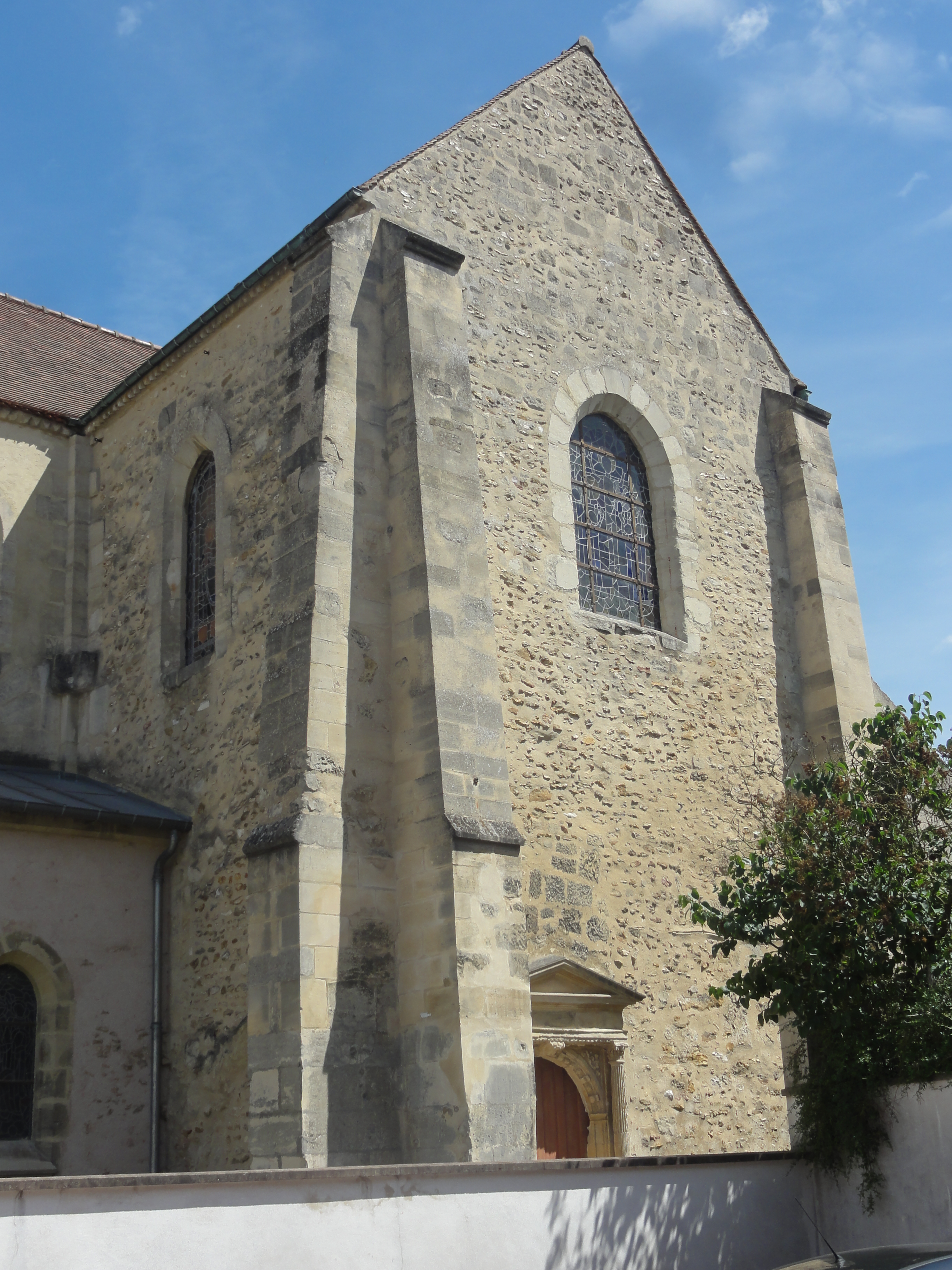
Croisillon sud.
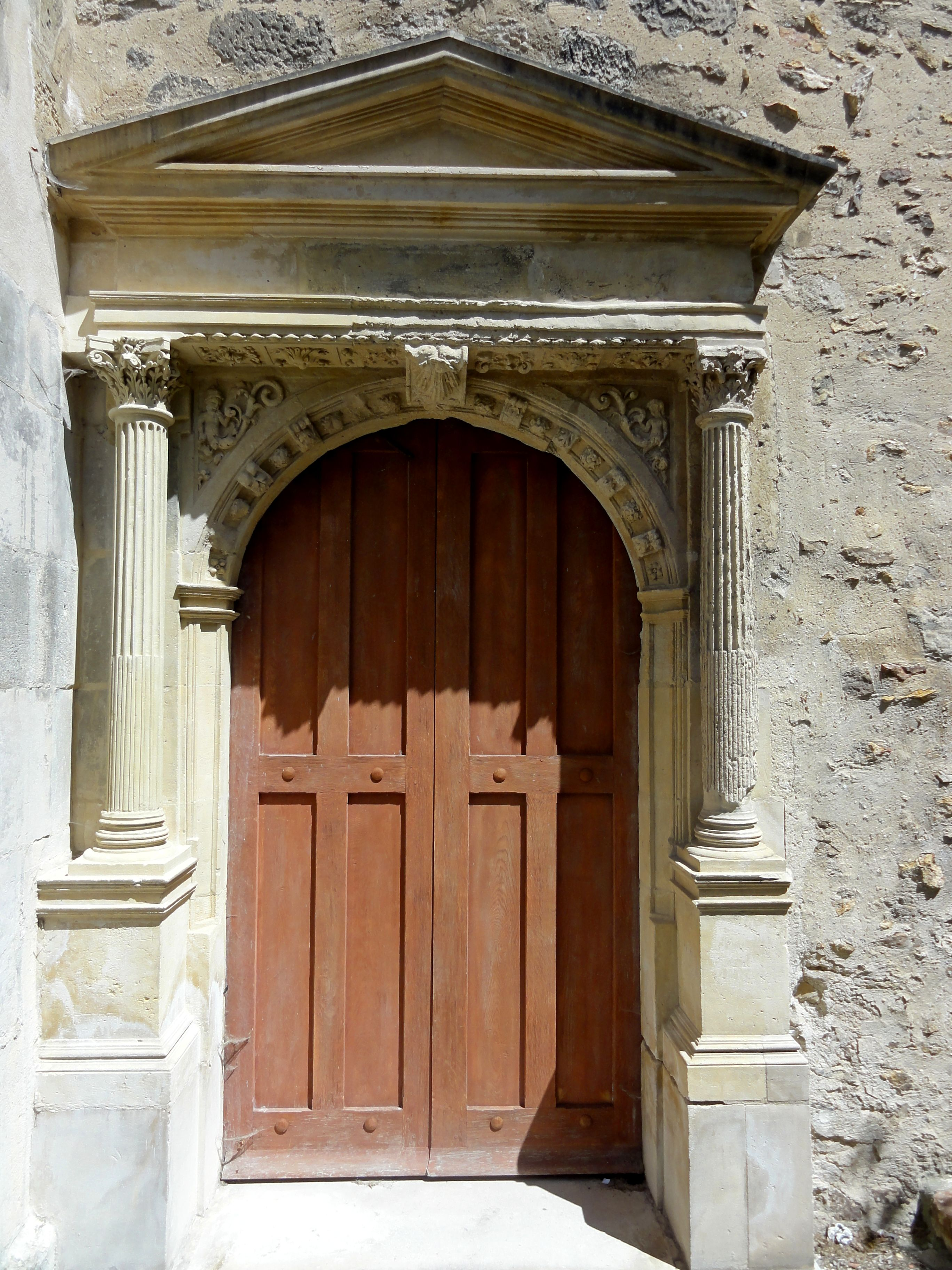
Porte Saint-Jacques.
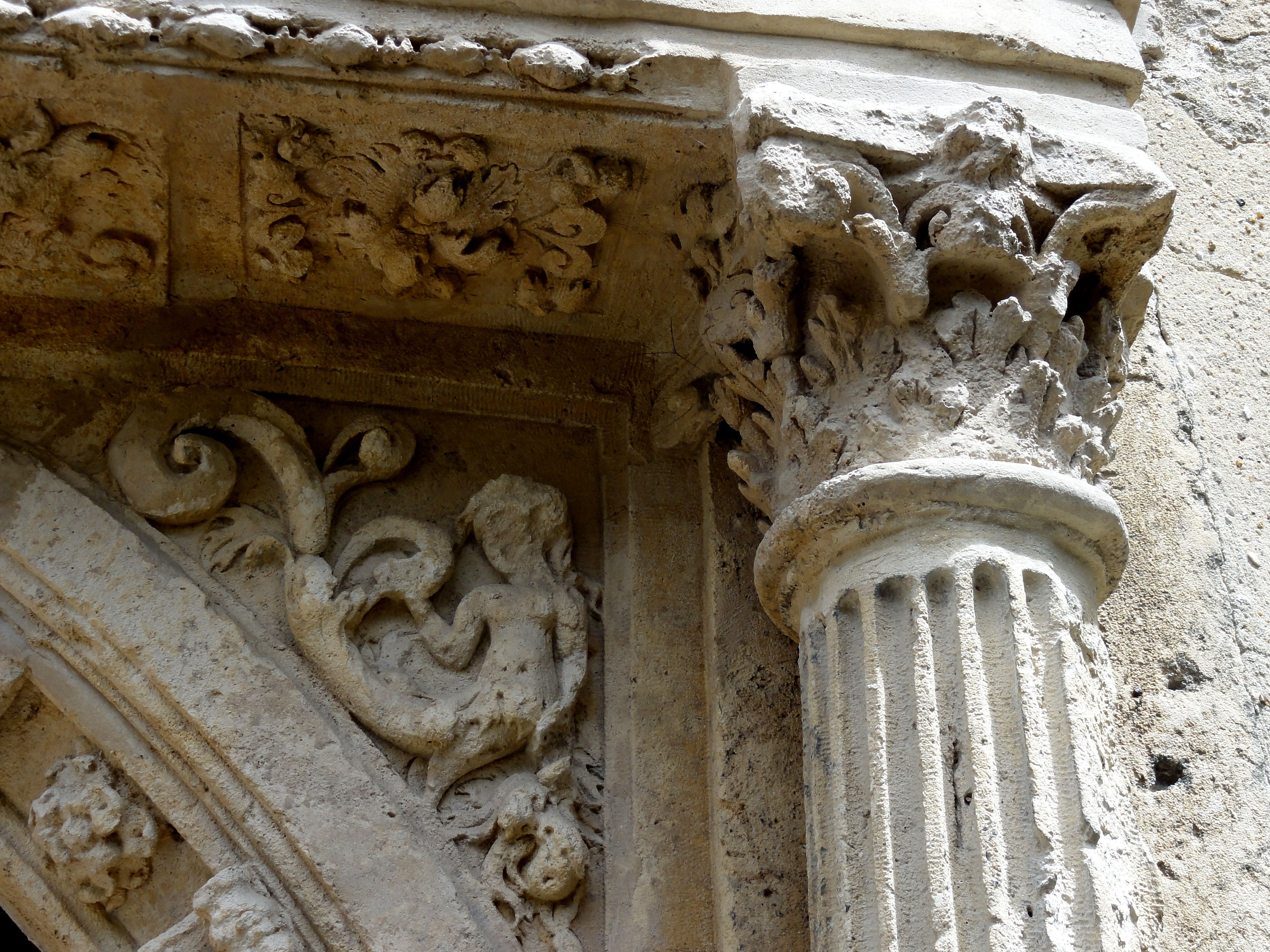
Chapiteau et écoinçon.
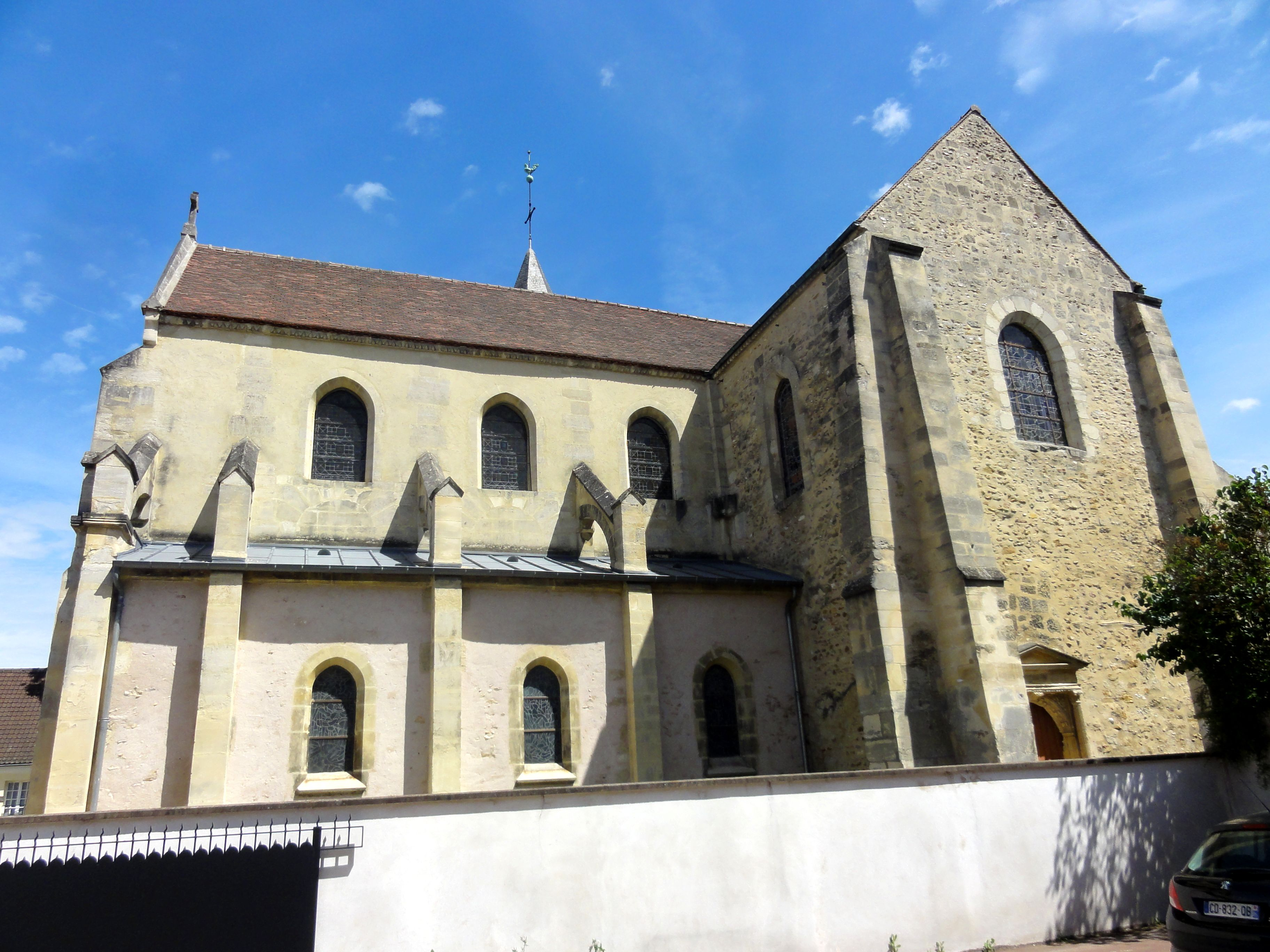
Nef et croisillon sud.
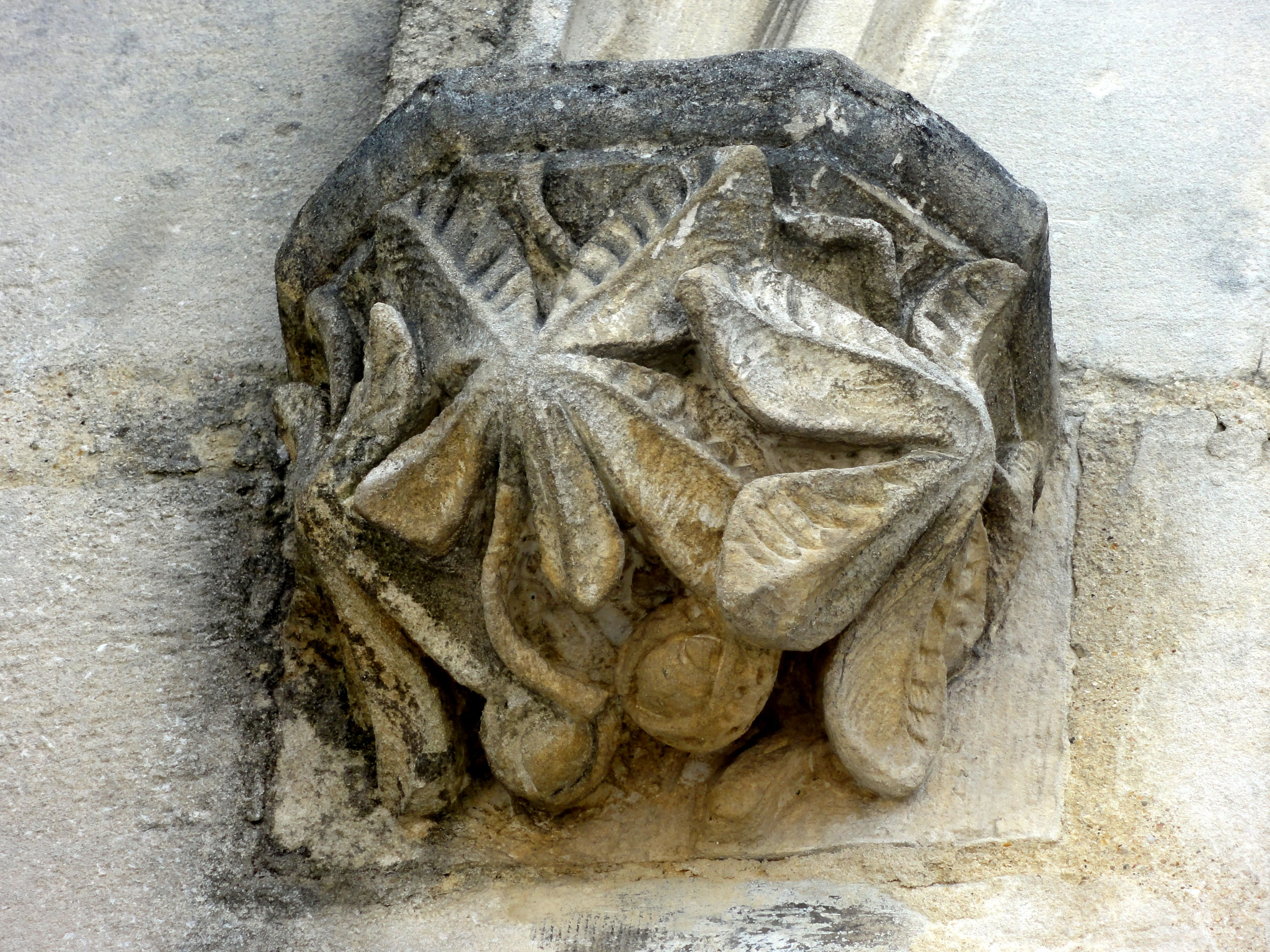
Cul-de-lampe.
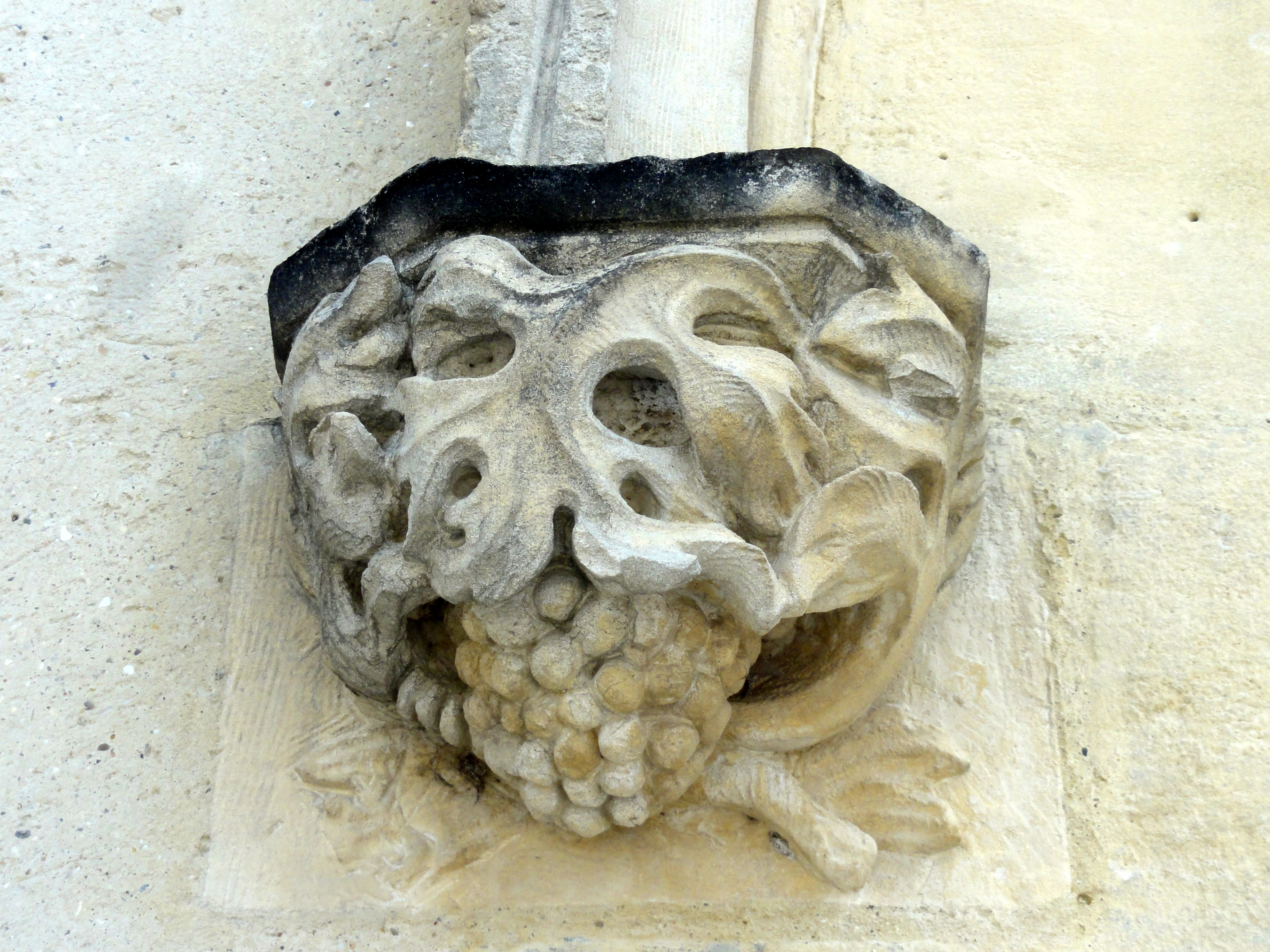
Cul-de-lampe.

## Mobilier
L'église Sainte-Marie-Madeleine renferme six pierres tombales classées monuments historiques au titre objet en 1908 :
- La dalle funéraire de Jean de Villers, chevalier, mort le dimanche avant Pâques 1360. L'inscription dit : « Cy gist monseigneur Jehan de Villers chevalier qui trepassa l'an mil CCCLX dimanche devant Paques flories priez Dieu lame de li »[24].
- La dalle funéraire du prieur Arnaud de Gastiles mort en 1380 et de Marie de Cantemelle, femme de Bernard de Cantemelle ; portant l'inscription funéraire antérieure de Richard de Saint-Brice, également moine du prieuré[25].
- La dalle funéraire d'Arthus de Champluysant, seigneur de Magnynes et de Recourt, mort le 29 mai 1550. Les mots suivants sont gravés dans la pierre : « Cy gist noble home Arthus de Champluysant escuyer en son vivant seigneur de magnynes et de Recourt, qui trepassa le XXIX jour de moy mil Ve cinquante priez Dieu »[26]. Cette pierre tombale est incomplète.
- La dalle funéraire d'Anthoine de Champluysant, seigneur de Domont, mort le 19 août 1557[27], et peut-être de ses trois fils Gabriel, Louis et François[28], que l'abbé Lebeuf ne mentionne pourtant pas. Il relève l'inscription suivante : « Cy gist Noble Homme Anthoine de Champluysant en son vivant Escuyer Seigneur de Domont, Magnine et Mousoult`, Montigny-sur-Vigenne, Renemifontaine et de Messieres-sur-Amance en Bassigny, et l'un des cent Gentilshommes de la Maison du Roy qui trespassa le 19 d'Aoust de l'an MVc LVII, Priez Dieu pour son ame. »[29]. Une notice généalogique de la famille de Champluisant publiée en 1995 dans la revue Héraldique et généalogie précise, page 38, que la date de décès d'Antoine de Champluisant sur la pierre tombale est erronée, justifiant cette assertion par les  nombreux actes passés par Antoine de Champluisant entre 1556 et 1567. Il faut donc lire 19 août 1567[30].

- La dalle funéraire de Jean Doutreleau, marchand laboureur, mort le « XIIX puing » [sic] 1558, de sa femme, Françoise Basset, et de leurs treize enfants. L'on peut déchiffrer l'inscription suivante : « Cy gist Honorable home Jean Doutreleau en son vivant machand laboureur demeurant à Donont lequel trepassa le XIIXe jour de puing lan mil V cent LVIII et aussy gist Francoise Basset, sa femme »[31].
- La dalle funéraire de maître Jean Doutreleau, procureur fiscal mort le 13 « 7b » [sic] 1638, et de Guyonne Maretz, sa femme. Une partie de l'inscription est effacée : « Cy gist le corps d'honorable personne Me Jean Doutreleau, en son vivant procureur fiscal de la terre et seignerie de Domont quy deceda le 13 7b 1638 a l'age de 70 ans, et de Gyvonne Maretz sa femme qui deceda agee de ... priez Dieu pour leurs ames »[32].

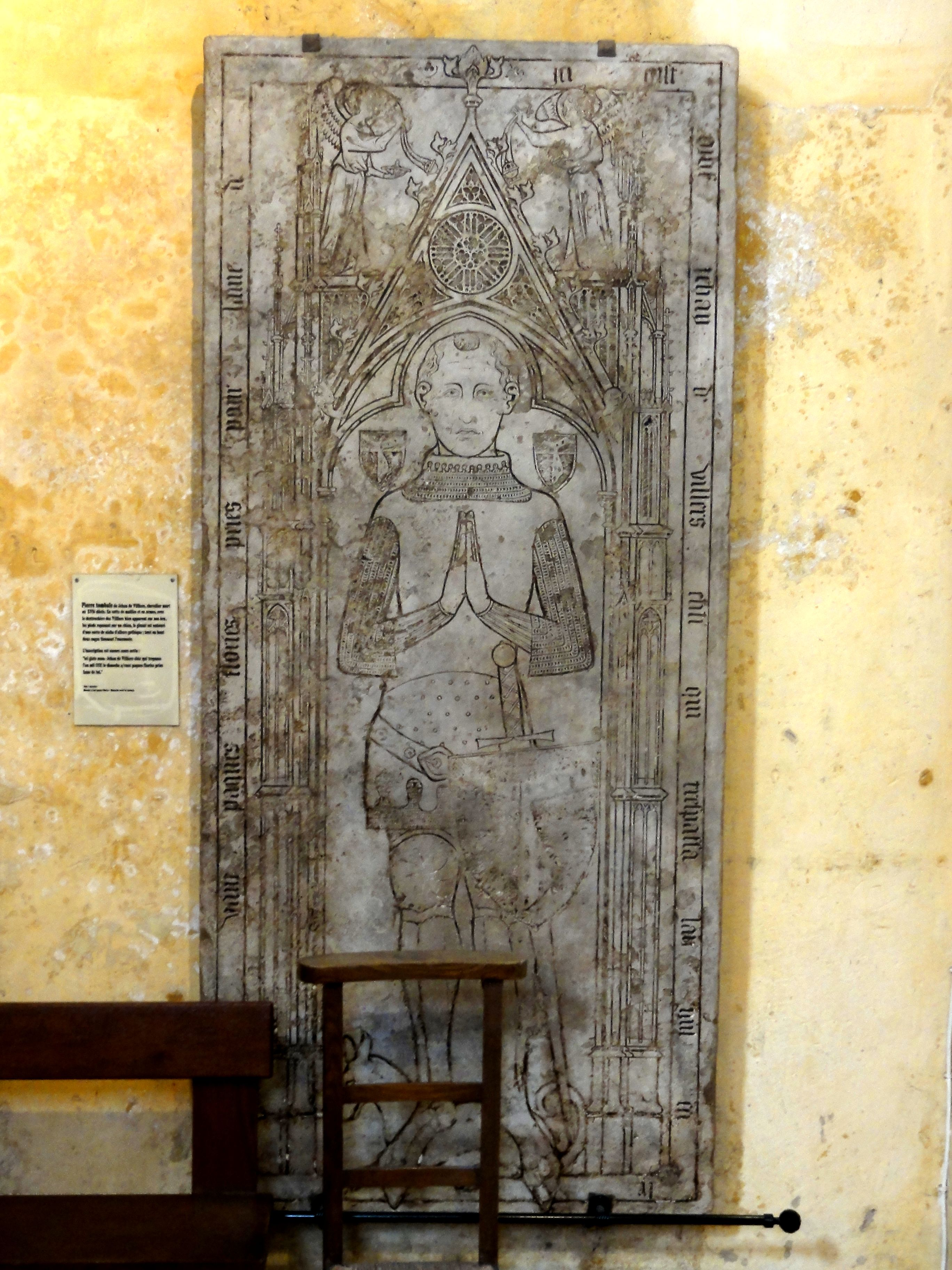
Pierre tombale du chevalier Jehan de Villiers.
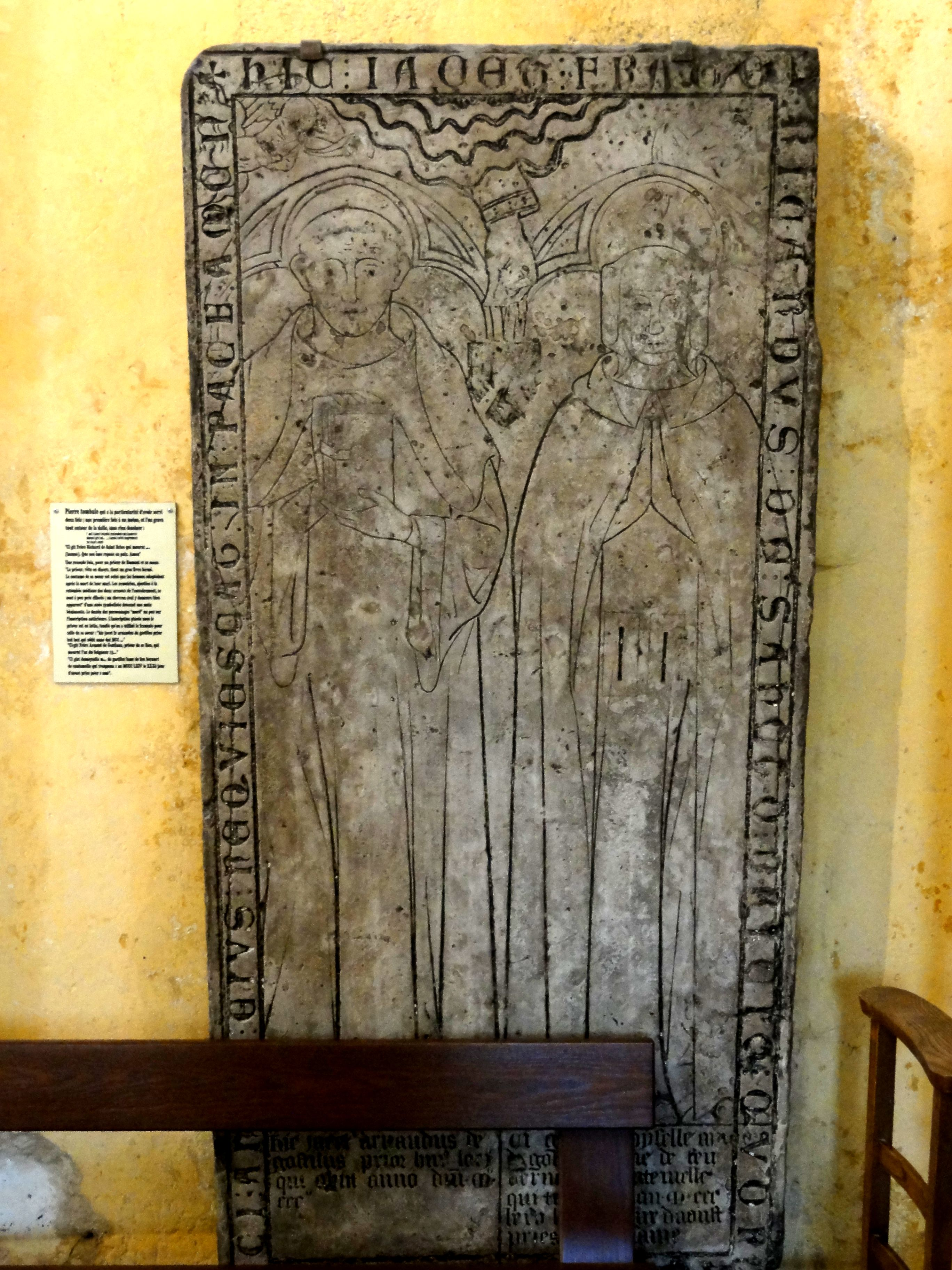
Pierre tombale du prieur Arnaud de Gastiles et de Marie de Cantemelle.
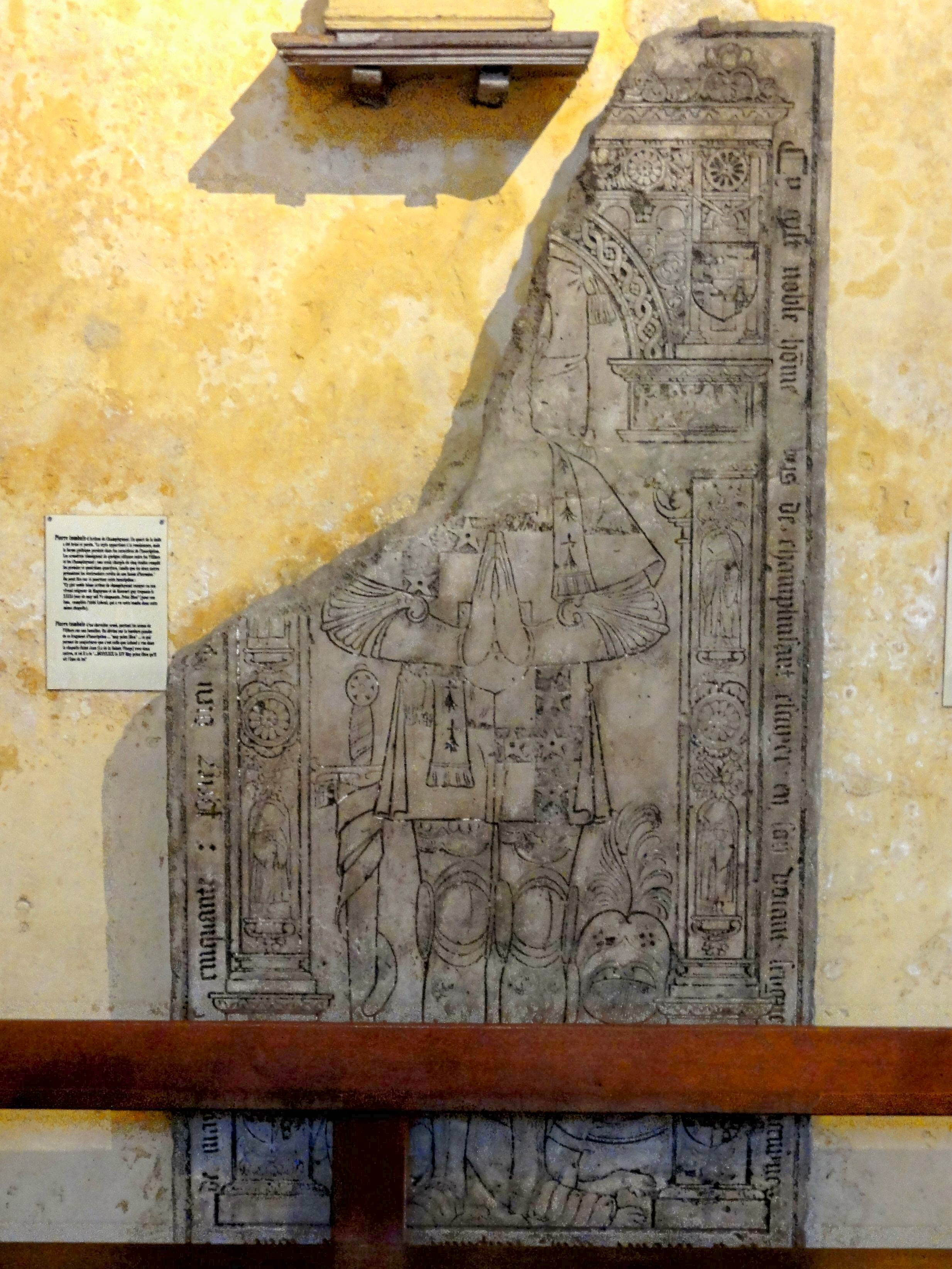
Pierre tombale du seigneur Arthus de Champluysant.
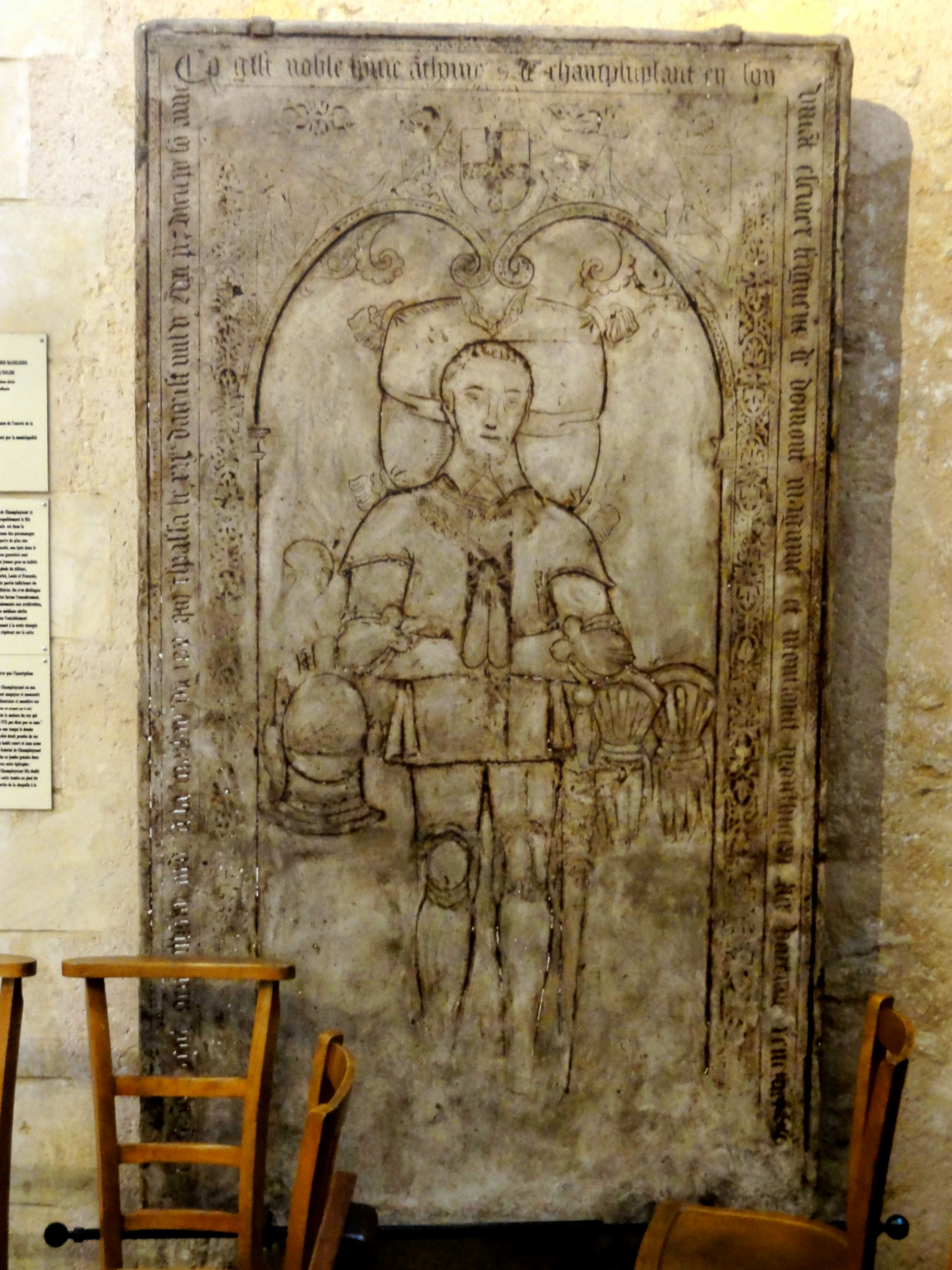
Pierre tombale du seigneur Antoine Champluysant et de ses trois fils.
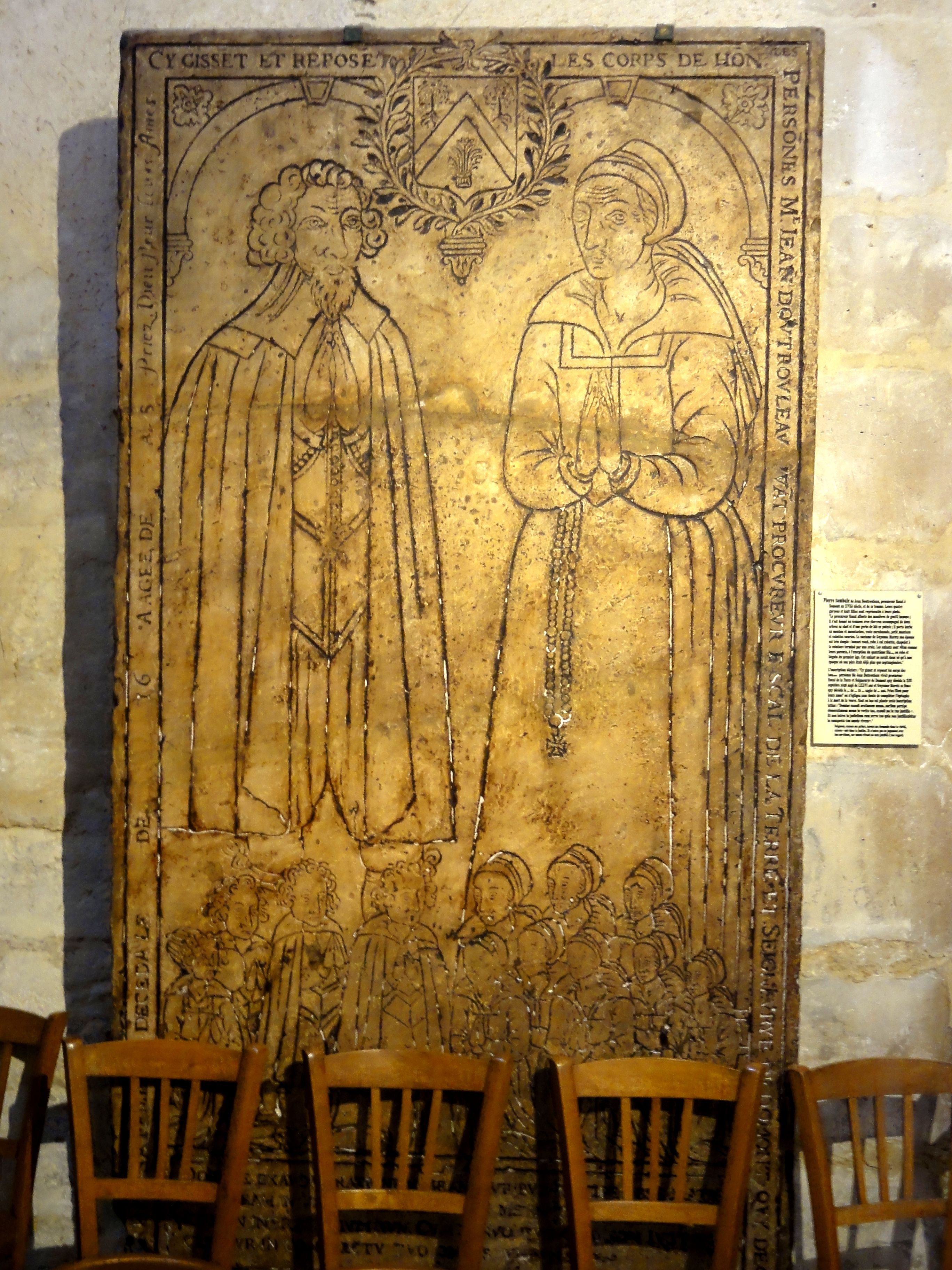
Pierre tombale du laboureur Jean Doutrouleau et de Françoise Basset.
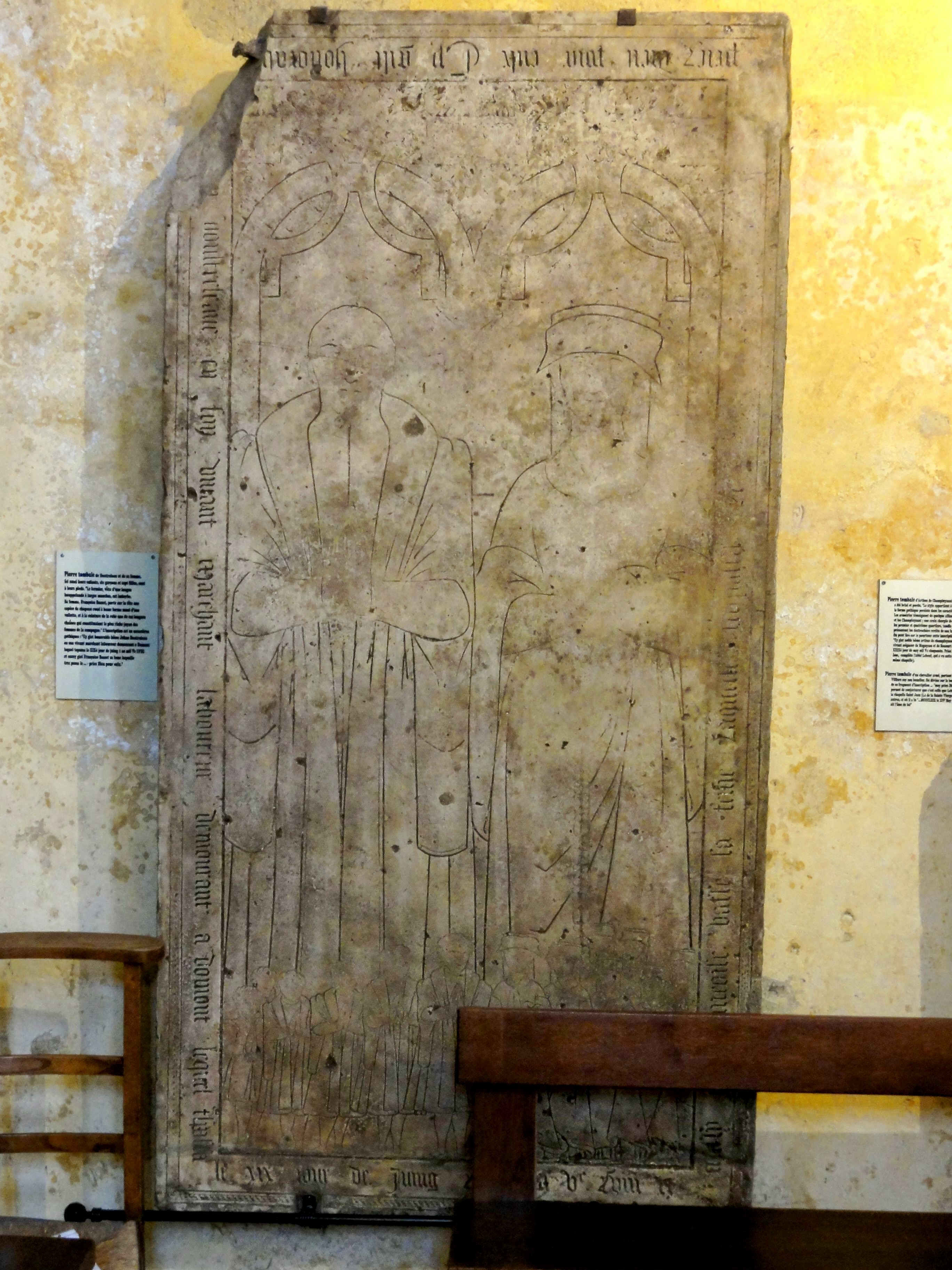
Pierre tombale du procureur fiscal Jehan Doutreleau et de Guyonne Maretz.

Deux autres dalles funéraires ont été redressées contre les murs du transept : celle d'un autre Jehan de Villiers, également chevalier, en partie effacée ; et celle en ardoise de la comtesse de Blémur, enterrée dans le chœur le 28 novembre 1777, alors que l'église est déjà en péril. L'état de conservation de toutes ces pierres tombales est exceptionnel, sachant qu'elles ont été scellées dans le sol pendant des siècles, mais dans des parties de l'église où seuls les sept moines avaient accès. Plusieurs autres pierres tombales font toujours partie du dallage, et complètement illisibles, elles permettent d'apprécier encore davantage la valeur des autres. Hormis ces pierres tombales, l'autel de la chapelle Sainte-Marie-Madeleine représente le seul élément de mobilier antérieur à la reconstruction de l'église au milieu du XIXe siècle. Les vitraux du chœur et du transept datent de la période entre 1860 et 1887 ; ceux des bas-côtés datent de 1945. Ils illustrent la vie de la sainte patronne de l'église et sortent des ateliers « Les Métiers d'Art ». Un vitrail est plus récent, il a été réalisé en 1971 par le frère Éric de Taizé. C'est celui à l'extrémité sud du transept, qui représente le Christ en croix entouré de ses disciples, alors qu'un soldat perce son cœur d'une lance. Les deux cloches sont presque neuves : elles ont été installées en 2005 en remplacement de deux cloches du XIXe siècle, l'une en bronze mais en mauvais état, et l'autre en fer, au son aigrelet,.
L'église possède un petit orgue installé sur la tribune occidentale. C'est un intéressant orgue de salon de neuf jeux et de près de sept cents tuyaux, œuvre d'Aristide Cavaillé-Coll (1811-1899). Son buffet est de style néogothique. L'organiste et compositeur Georges Jacob avait acheté l'instrument au successeur de Cavaillé-Coll, Charles Mutin, en 1903, pour l'installer à son domicile au Vésinet. Dix ans après la mort de son propriétaire, l'abbé Santa-Catarina le rachète pour l'église de Domont. L'orgue est inauguré en 1961 par Albert Alain. En 1970, il subit une petite transformation, la voix céleste est supprimée en faveur de l'installation d'un plein jeu de trois rangs. Grâce au concours de la ville de Domont, l'orgue a pu être restauré en 2010 et retrouvé sa disposition d'origine, tout en conservant le plein jeu de 1970
,.

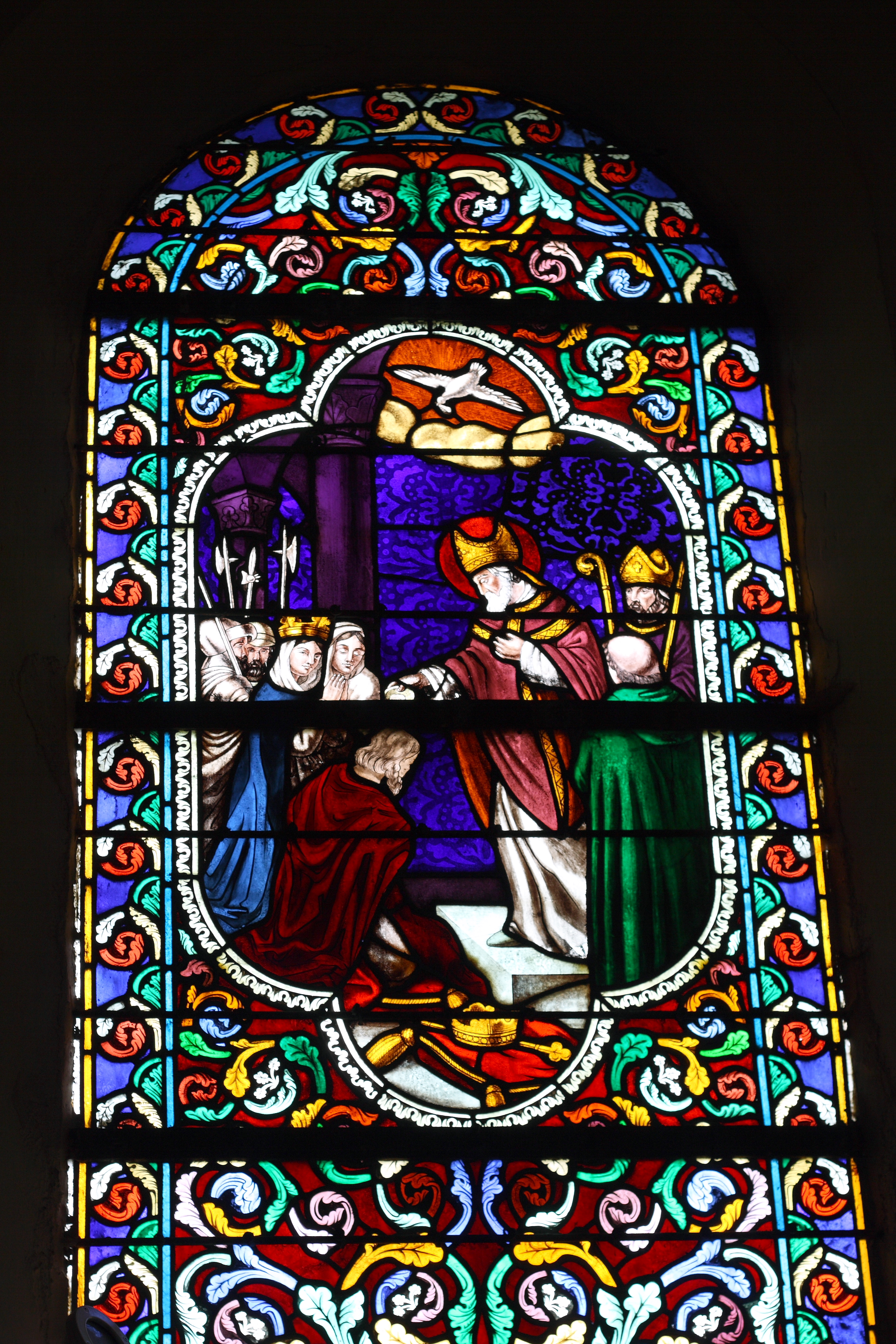
Vitrail représentatif des vitraux du XIXe s. de l'église : baptême de Clovis.
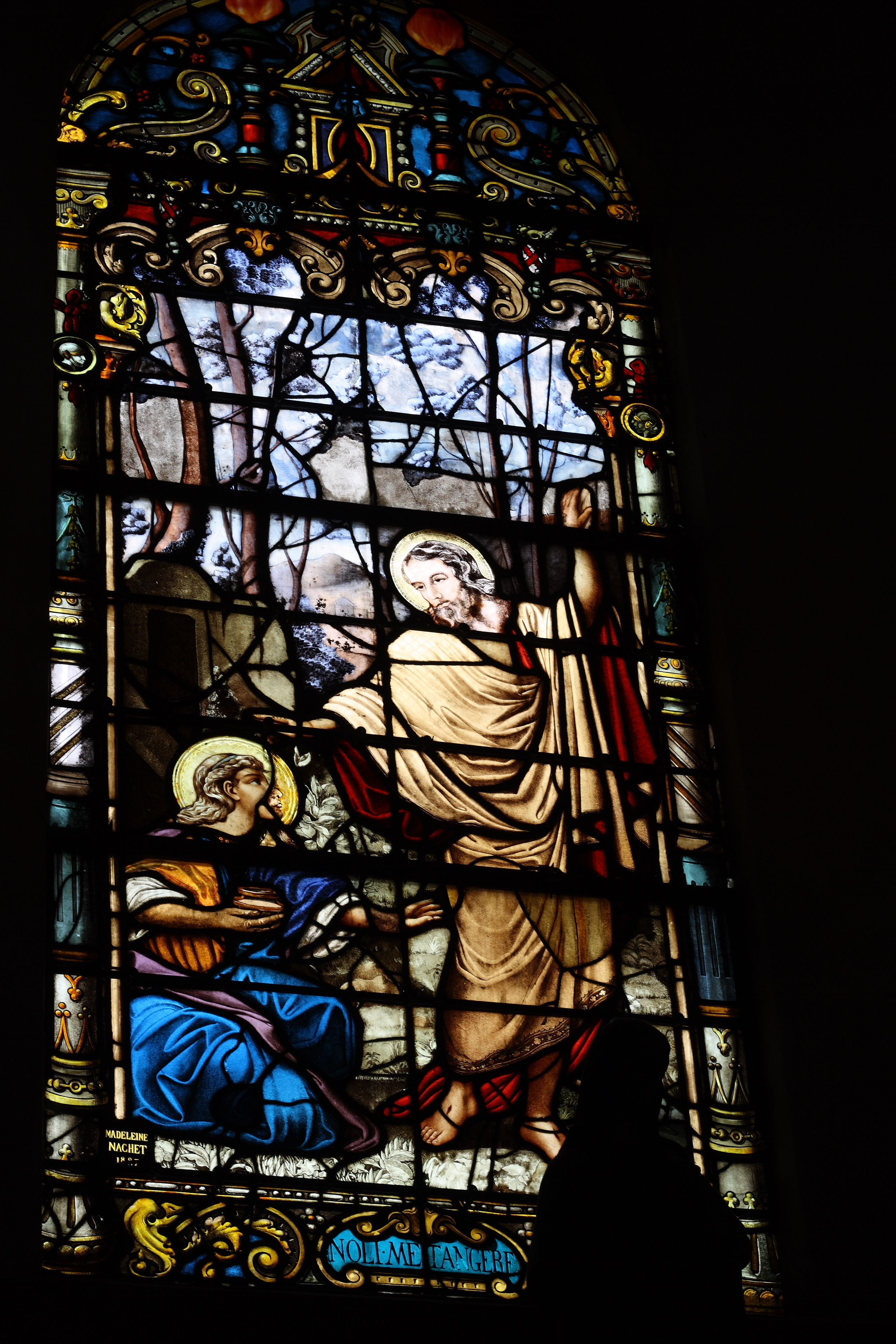
Vitrail de Madeleine Nachet de 1887 : Scène du Noli me tangere.
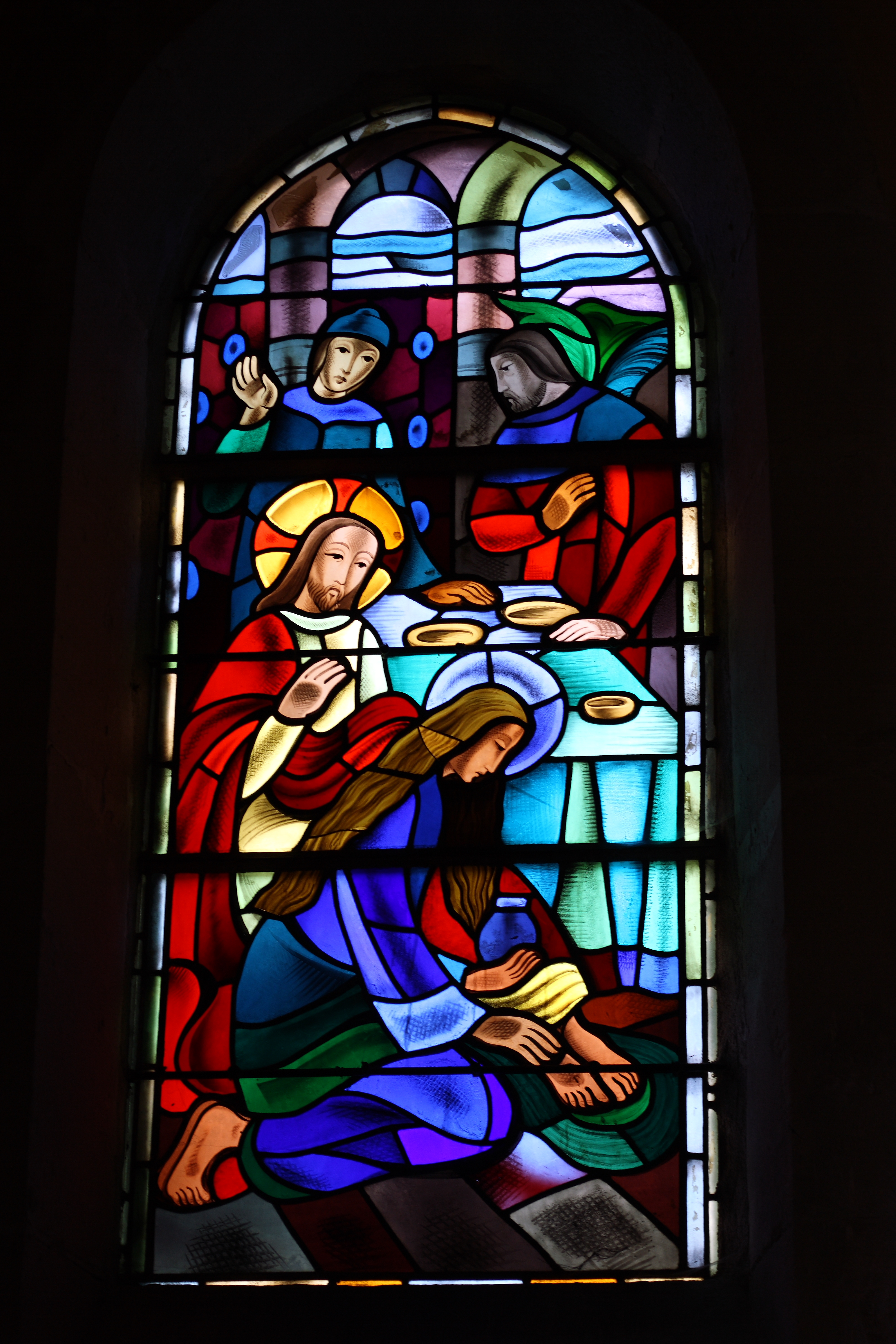
Vitrail des « Métiers d'Art » de 1945 : Marie-Madeleine lavant les pieds de Jésus.
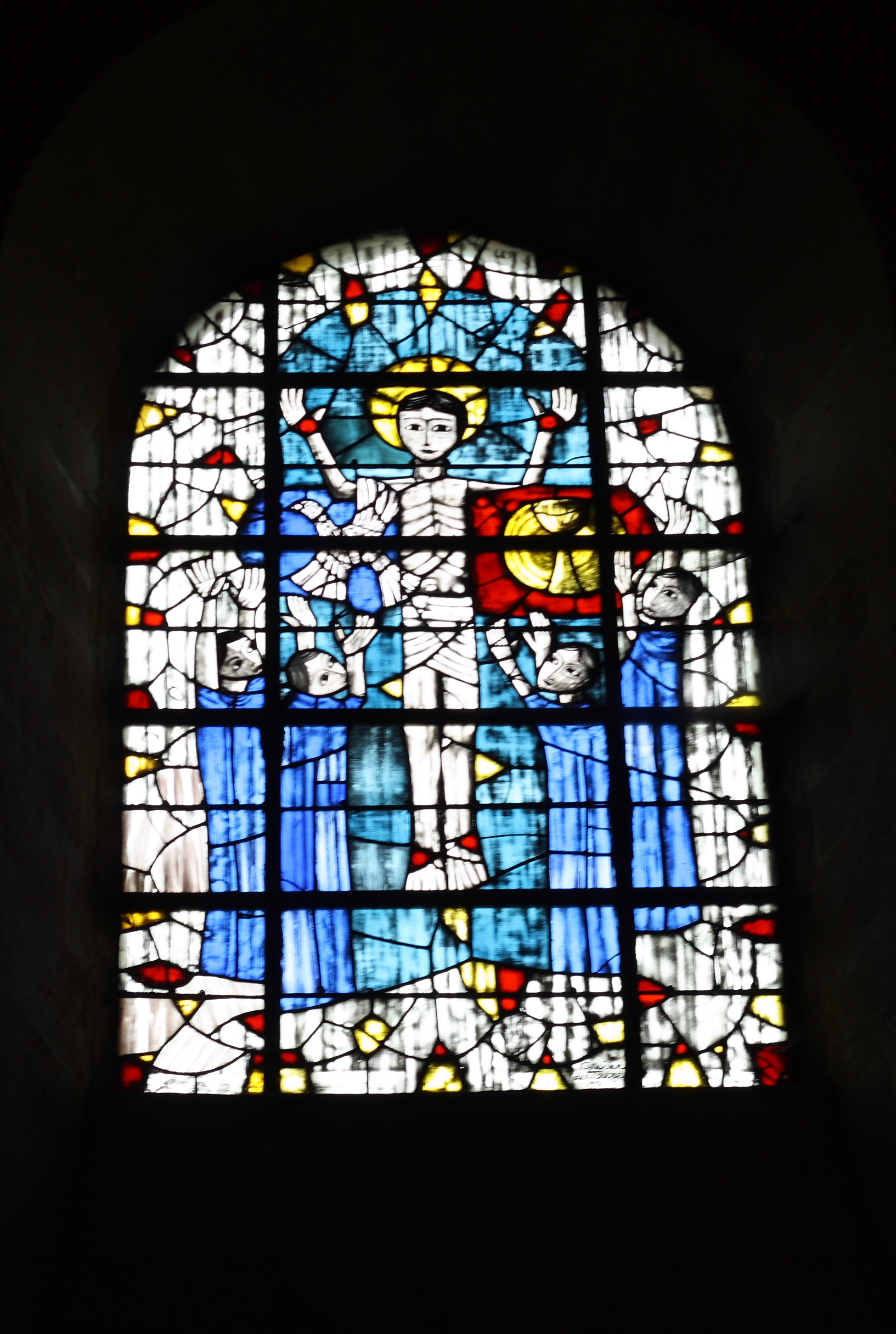
Vitrail du frère Éric de Taizé de 1971 : Un soldat perçant le cœur du Christ crucifié.
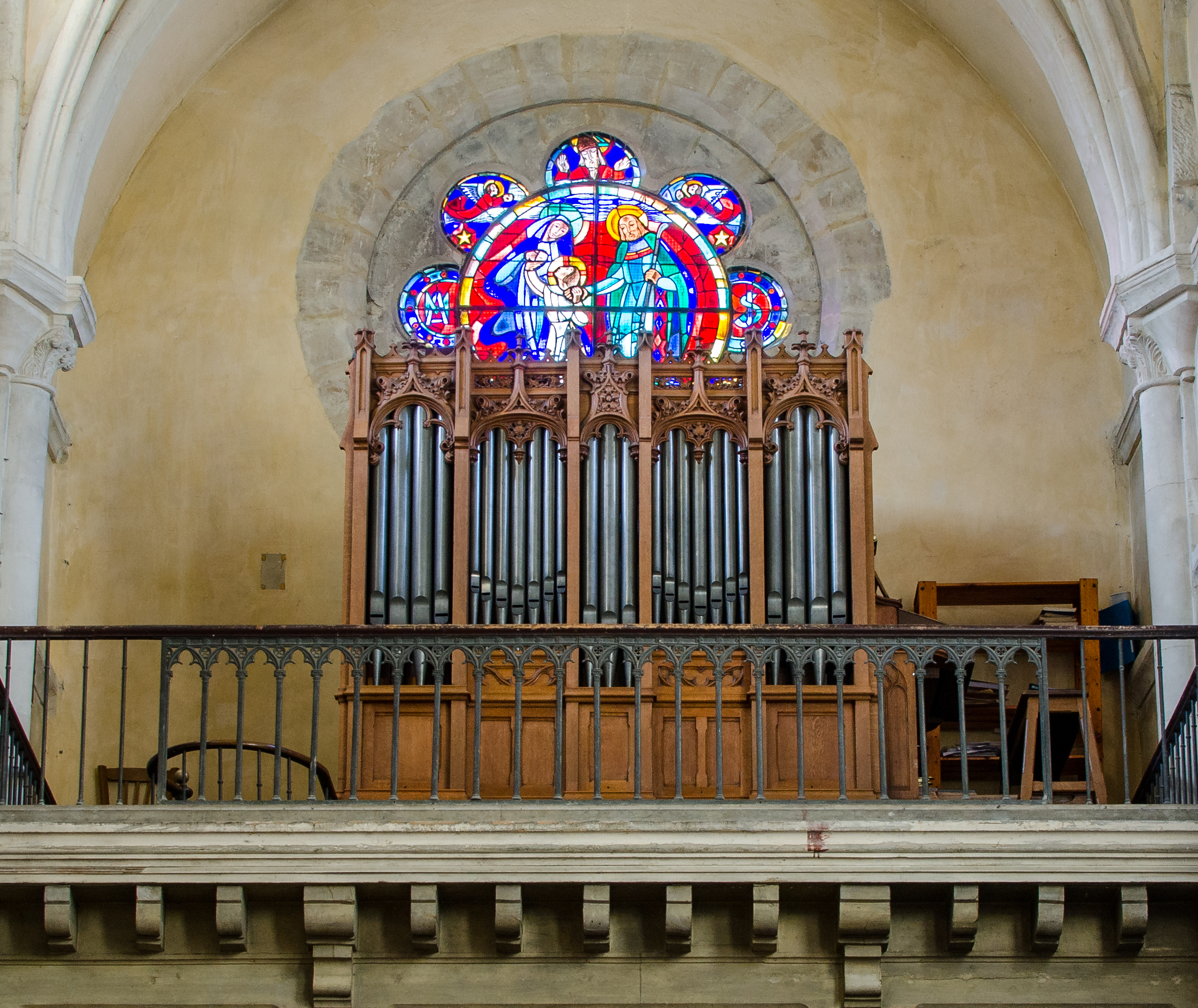
Orgue de salon Cavaillé-Coll de la fin du XIXe s. sur la tribune occidentale.